# История османского Стамбула

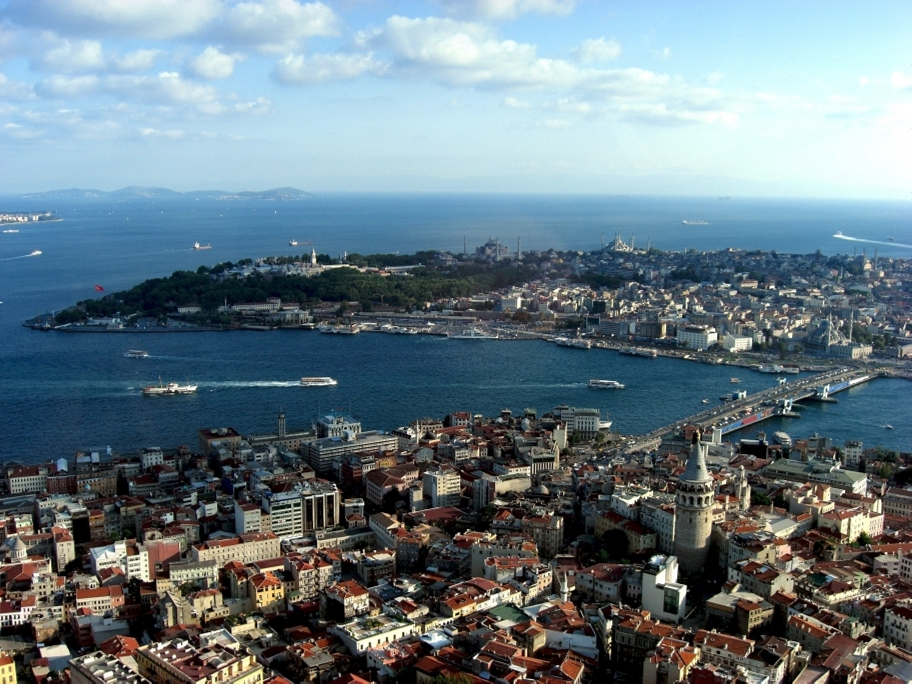
Вид на Стамбул с высоты птичьего полёта (на переднем плане — Галата и залив Золотой Рог, за ними — Босфорский мыс и Мраморное море)

История османского Стамбула охватывает период от захвата Константинополя турками 29 мая 1453 года до упразднения Османской империи в 1922 году и переноса столицы Турции в Анкару 13 октября 1923 года. Почти пять веков Стамбул был столицей огромного государства, сложившегося в XIV—XVI веках в результате завоевательных походов турецких султанов. Границы Османской империи охватывали владения в трёх частях света — Европе, Азии и Африке. Таким образом, древний город на берегах Босфора вновь превратился в политический и экономический центр мирового значения. Постепенно Стамбул вернул себе славу и крупного пункта международной торговли. И хотя важнейшие торговые пути переместились из Средиземноморья в Атлантику, черноморские проливы продолжали оставаться оживлённой торговой артерией позднего средневековья.
Кроме того, как резиденция халифа, Стамбул приобрёл значение важного религиозного центра мусульманского мира, вобрав и переработав многое из культуры сельджуков, византийцев, арабов и персов (от Константинополя Стамбул унаследовал и резиденцию Вселенского патриарха — первого среди православных патриархов мира). Город представлял собой уменьшенную модель Османской империи, с её пёстрым в этническом и религиозном плане населением. Наибольшего расцвета османская столица достигла в период правления Сулеймана Великолепного, именно к «веку Сулеймана» восходит большинство восторженных описаний Стамбула европейскими путешественниками и дипломатами. С правления Мехмеда III начался постепенный упадок Османской империи, что, впрочем, не сразу сказалось на положении процветавшего Стамбула. Но уже после Ахмеда I в городе почти не строилось больших мечетей, некоторые монументальные здания возводились десятилетиями, зато множились бунты и мятежи как янычар, так и столичных низов. Ухудшение экономической ситуации вело к застою в культуре и науке, а также ко всё большему возрастанию влияния западноевропейских держав на все сферы жизни империи и её столицы.

## Эпоха Мехмеда II

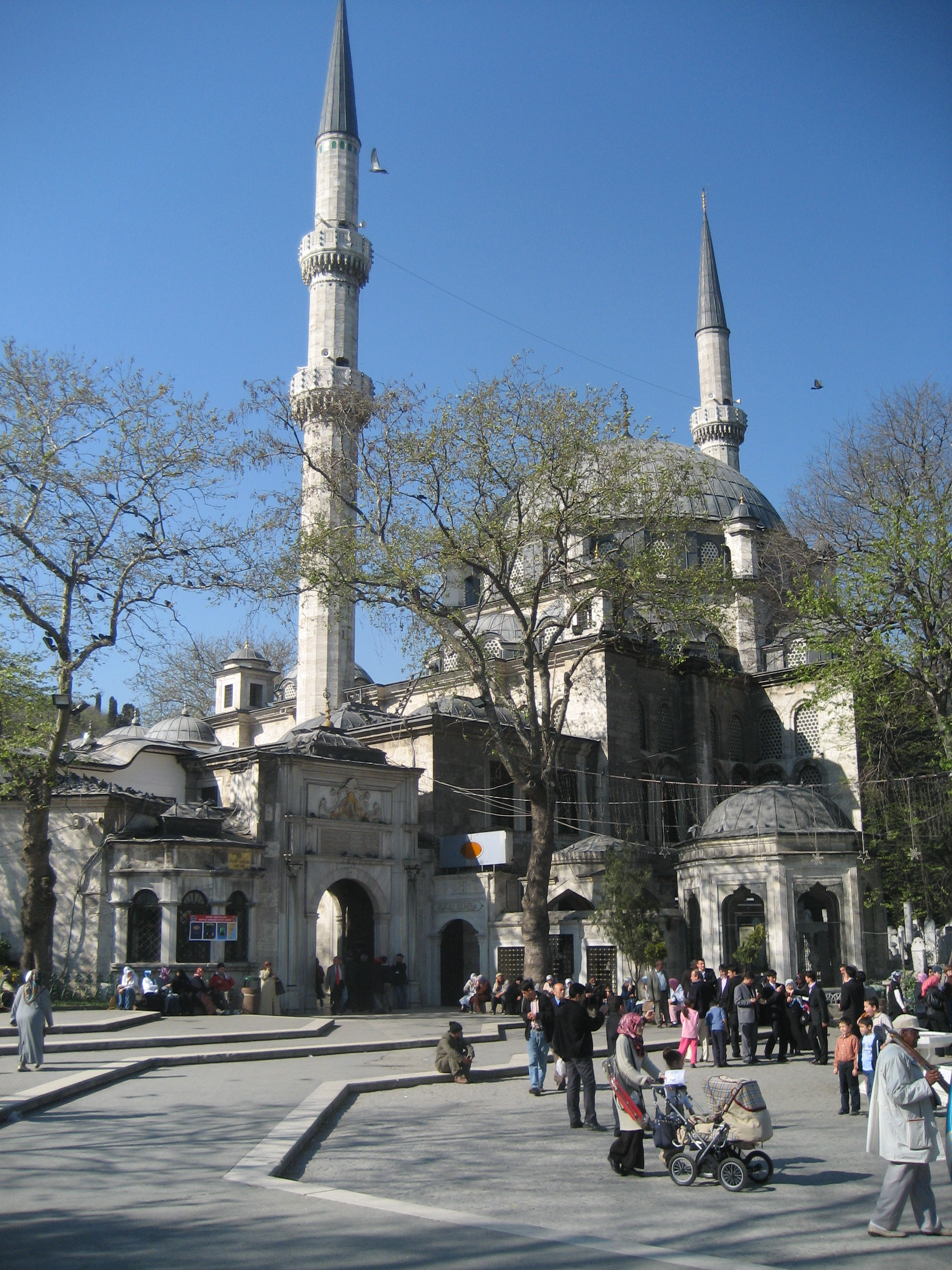
Мечеть Султана Эйюпа

29 мая 1453 года турецкие войска захватили Константинополь. Мехмед II, отдав покорённый город на разграбление своей армии, вступил в него через Харисийские ворота (согласно другим данным, султан въехал в Константинополь лишь через три дня, когда улёгся хаос грабежей и погромов). Он торжественно двинулся к центру города и в знак победы над врагом въехал на белом коне в собор Святой Софии, повелев превратить его в мечеть. Большая часть Константинополя подверглась тотальному разграблению, хотя некоторые районы (Студион и Петрион), монастыри и церкви остались нетронутыми. Сам город в результате постепенной трансформации слова «Константинополь» в рамках фонетических норм турецкого языка стал именоваться в просторечии Истанбулом, хотя османы в официальных обращениях ещё долго называли его на арабский лад Костантинийе. Позже, благодаря возвышению греческих драгоманов, в широкий обиход вновь вернулось название «Константинополь», прочно закрепившееся в османской дипломатии (фактически, оба топонима употреблялись параллельно, но в христианском мире город продолжали именовать по-старому).
При разделе добычи и трофеев Мехмеду, согласно обычаю, досталась пятая часть от всего захваченного. Свою часть пленных он поместил в районе Фанар, положив таким образом начало греческому кварталу Стамбула. Кроме того, плена и выселения избежали обитатели греческих деревень вдоль Босфора, формально не участвовавшие в сопротивлении. Более 30 тыс. византийцев и латинян были проданы на невольничьих рынках Эдирне, Бурсы, Гелиболу, Анкары и Филибе, многих из них выкупили богатые родственники (согласно другим данным, к моменту завоевания в Константинополе проживало около 70 тыс. человек, из которых 50 — 60 тыс. были проданы в рабство или депортированы, а 10 — 20 тыс. остались в городе как свободные граждане). Казни подверглись бальи венецианской колонии Минотто, его сын и другие видные соотечественники, консул Каталонии и несколько других его земляков. Лука Нотарас, которого Мехмед планировал сделать новым префектом османского Константинополя, был казнён за отказ отдать своего сына в любовники султана. Зато смогли скрыться и спастись другие активные участники обороны Константинополя — кардинал Исидор, архиепископ Леонард Хиосский, двое из трёх братьев Боккьярди, великий логофет Георгий Сфрандзи. Мехмед приказал разрушить стены и засыпать ров Галаты, а также изъять у тамошних генуэзцев всё вооружение. При этом, он гарантировал безопасность анклава, разрешил сохранить его христианский дух и запретил туркам селиться там (в Галате продолжали служить мессу два францисканских монастыря и несколько церквей; именно поэтому турки долгое время вообще не считали Галату частью Стамбула, презирая эту обитель «неверных»). Племянника галатского подесты Ломеллино, как и сыновей всех уцелевших византийских вельмож, султан забрал в качестве заложников (их определили в прислугу султанского дворца, а красивых — в личный гарем Мехмеда).
В начале июня 1453 года в мечети Айя-София в присутствии султана и его свиты впервые состоялась пятничная молитва. К бывшему собору наспех достроили деревянный минарет, крест на куполе заменили полумесяцем, а внутри забелили мозаики и фрески (за исключением четырёх ангелов-хранителей под сводами). Таким же образом большая часть византийских церквей и монастырей была превращена в мечети и суфийские текке. Но суеверный Мехмед сохранил многие «языческие» символы города — конную статую Юстиниана напротив Айя-Софии и колонны на ипподроме. Зато Золотые ворота, через которые в город въезжали византийские императоры (и через которые должно было состояться предречённое возвращение Константина), Мехмед приказал замуровать. В отличие от них Харисийские ворота, названые турками воротами Эдирне, стали символом османского триумфа и местом ежегодных праздников, посвящённых захвату Константинополя. Вскоре духовный наставник султана шейх Акшемсеттин объявил о том, что найдена могила Абу Айюба аль-Ансари — знаменосца пророка Мухаммеда, погибшего во время осады Константинополя арабами в 674 году. Со временем Мехмед по совету придворных астрологов снял с пьедестала гигантскую статую Юстиниана, которая после этого долгое время лежала на площади, пока наследники султана не переплавили её по кускам в одном из литейных цехов.
Османские власти стремились быстро восстановить экономическое значение покорённого города, для чего переселяли в Стамбул не только турок, но и представителей тех народов империи, которые традиционно занимались торговлей и ремеслом. Султан приказал заселить опустевший город турками из Аксарая, Карамана и Самсуна, армянами из Бурсы, Токата, Сиваса и Кайсери, греками из Синопа, Трапезунда, Мореи и с островов Эгейского моря, евреями из Салоник. В Стамбуле появились целые кварталы, населённые выходцами из городов и областей Малой Азии и названные по именам их «малой родины» (например, Аксарай, Караман, Чаршамба и другие), а также греческие и армянские кварталы. По приказу Мехмеда переселенцам предоставлялись дома, покинутые византийцами и латинянами, а также различные льготы, призванные стимулировать их занятие ремеслом и торговлей. Развитие экономики Стамбула и широкое строительство, развернувшееся в городе, предопределили дальнейший рост населения столицы за счёт притока мастеров, купцов, моряков, инженеров и чиновников со всех концов обширной империи. Поскольку немусульманам (зимми) в Османской империи был закрыт доступ к чиновничьей или военной карьере, большинство из них обычно занималось ремеслом или торговлей. Другими первоочередными мерами по восстановлению жизнедеятельности Стамбула, предпринятыми султаном, были: назначение визиря, ответственного за поддержание порядка в городе; постепенный набор чиновников на место исчезнувшей византийской администрации; восстановление крепостных стен, правительственных зданий, частных домов и водоснабжения; заключение договоров с итальянскими торговыми городами о новых правилах деятельности в османской столице (изначально Мехмед II возобновил большую часть привилегий генуэзцев в Галате, а позже позволил обосноваться в Стамбуле венецианцам и другим «франкам»).

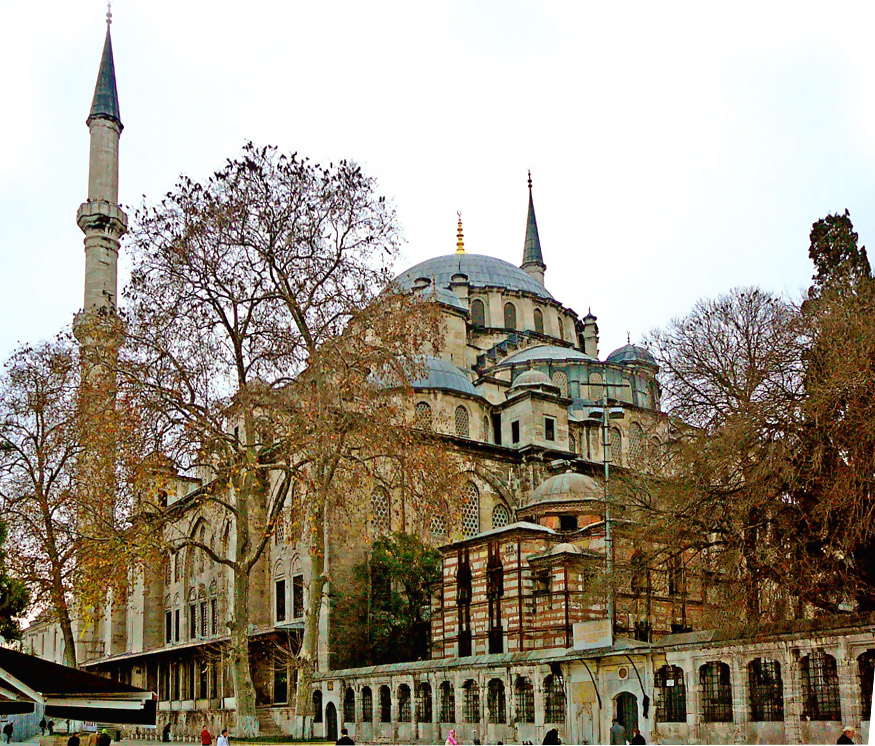
Мечеть Фатих

Также Мехмед повелел грекам избрать нового православного патриарха, которым стал монах Геннадий Схоларий, спасшийся от обращения в рабство в Эдирне и вернувшийся в Стамбул (после согласия султана синод лишь формально утвердил его). Посвящение Геннадия II в сан патриарха состоялось в январе 1454 года в соборе Святых Апостолов — втором по величине и значению храме Стамбула, ставшем теперь кафедральным собором Константинопольской патриархии (вокруг него даже образовался квартал греческих переселенцев первой волны). При новых властях константинопольский патриарх не только отвечал за поведение стамбульских греков и других православных, но и превратился в главу христианского миллета Османской империи, которому подчинялись православные верующие Малой Азии, Греции, Болгарии, Румынии, Сербии и Албании (кроме того, от него зависели патриархи Иерусалимский, Антиохийский и Александрийский). Стамбульские христиане жили в своих отдельных кварталах и смогли сохранить несколько церквей и монастырей. Им предписывалось носить особые одежды и запрещалось иметь любое оружие. Турки обложили всех столичных иноверцев особыми налогами (джизья).
В 1456 году кафедра константинопольского патриарха была перенесена в церковь Богородицы Паммакаристы. Зимой 1457—1458 года Мехмед наконец-то перенёс свою резиденцию из Адрианополя в Стамбул (в султанский дворец Эски-Сарай, возведённый в районе бывшего форума Феодосия). К этому времени были восстановлены крепостные стены, разрушенные во время осады города, а в южной части оборонительной системы возникла мощная крепость Едикуле (она служила не только западным военным форпостом Стамбула, но и султанской сокровищницей, местом хранения архивов и политической тюрьмой). В 1458 году на месте предполагаемой могилы Абу Айюба аль-Ансари были построены мавзолей и мечеть Султана Эйюпа — первая мечеть, возведённая турками после завоевания Константинополя. Район вокруг мечети стал называться Эюп, а здешнее кладбище превратилось в самое престижное кладбище города. В 1461 году был основан Константинопольский патриархат Армянской апостольской церкви (резиденция патриарха расположилась в квартале Сулумонастыр, где и вырос большой армянский квартал). В том же 1461 году грандиозный собор Святых Апостолов был разрушен (вместе с многочисленными гробницами византийских императоров и константинопольских патриархов, захороненных здесь), а на его месте в 1470 году была построена соборная мечеть Фатих с комплексом зданий (несколько медресе, библиотека, больница, бани, кухни и караван-сарай). В саду этой мечети и был похоронен султан Мехмед II, умерший в мае 1481 года. В соседнем тюрбе была похоронена мать султана Хюма Хатун.
В ноябре 1463 года в крепости Едикуле вместе со своими сыновьями был казнён последний трапезундский император Давид, отказавшийся для спасения принять ислам. В 1464 году была построена мечеть Махмуд-паши, а в 1466 году — мечеть Мурад-паши, которые мало отличались от османских мечетей Бурсы и Изника (правда, уже тогда турки стали активно использовать опыт византийских зодчих, и даже приглашать их руководителями крупных строительных проектов). Храм Пантократора превратился в мечеть Зейрек, а часть монастырских помещений отвели под медресе (в 1471 году его студенты перешли в медресе при мечети Фатих и монастырь пришёл в запустение). В том же 1466 году на месте древнего акрополя Византия началось сооружение большого дворцового комплекса Топкапы (Топкапы-Сарай или Новый Сераль). После постройки первых зданий, среди которых выделялся дошедший до наших дней дворец Чинили-Кёшк (1472) или «Изразцовый павильон», резиденция султана была перенесена из Эски-Сарая в Топкапы, который оставался местопребыванием османских монархов до XIX века. А Эски-Сарай (именно тогда его и стали называть Старый Сераль) в течение двух следующих веков служил местом проживания султанских вдов и наложниц.

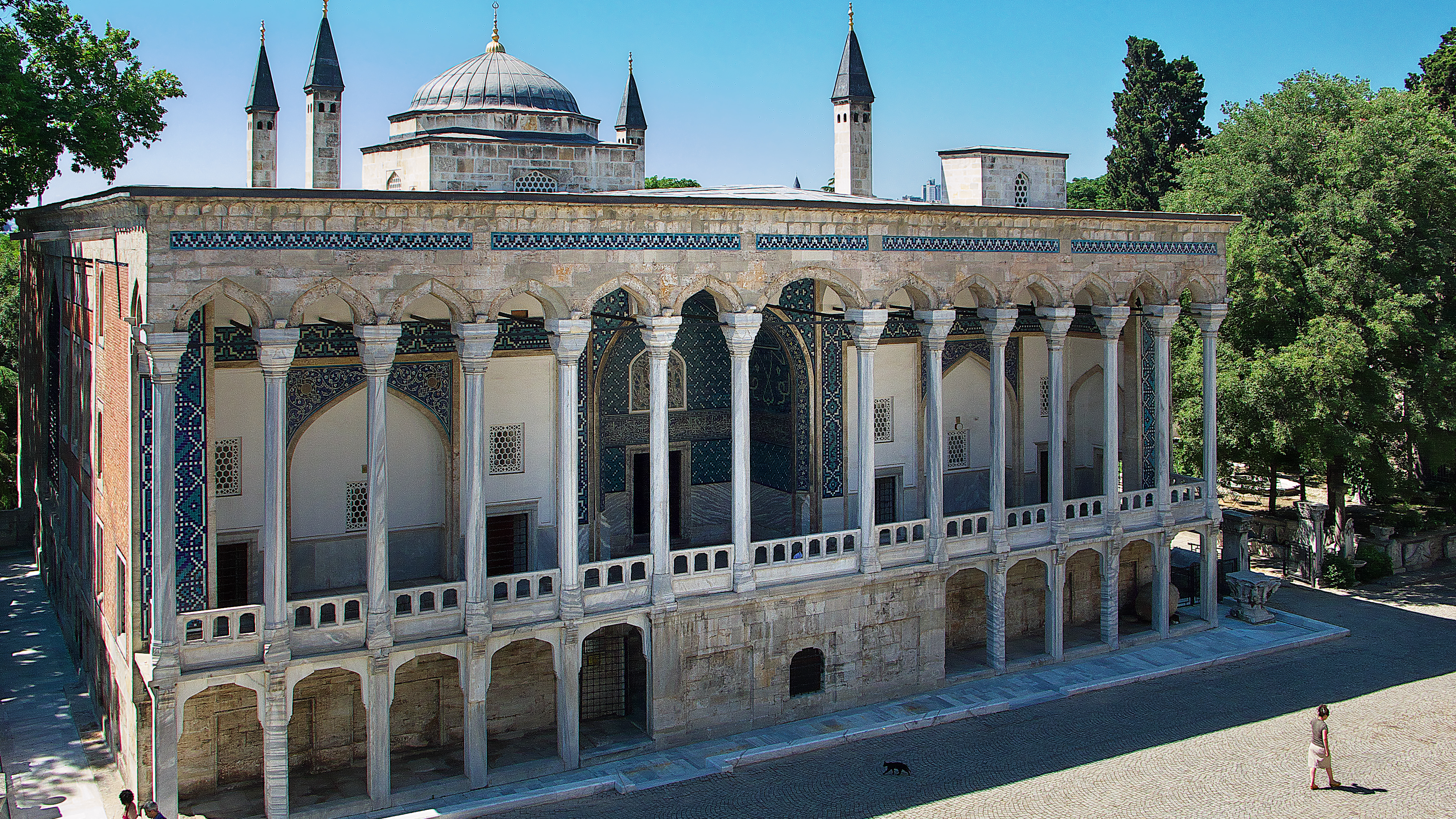
Чинили-Кёшк

Бывшая церковь Святой Ирины, оказавшаяся на территории дворца Топкапы, была превращена в арсенал. Здесь же хранилось множество византийских и османских реликвий, в частности, сабля Мехмеда II, трофейные пушки, захваченные османами в боях, цепь, перекрывавшая вход в Золотой Рог, и порфировые саркофаги византийских императоров, перенесённые сюда из склепа разрушенного собора Святых Апостолов.
В 1475 году турки аннексировали генуэзские владения в Крыму, переселив часть тамошних генуэзцев и армян в Стамбул (им даже выделили небольшую церковь Святого Николая). Также в Стамбул был доставлен пленённый крымский хан Менгли I Герай, воевавший на стороне генуэзцев (в 1478 году султан освободил его и вернул на ханский престол). В том же 1475 году османы обратили католическую церковь Святого Павла, построенную в Галате в XIII веке, в мечеть. В 1478 году Мехмед II, желая избежать борьбы за власть, фактически узаконил братоубийство в династии Османов (текст закона гласил: «Тот из моих сыновей, который вступит на престол, вправе убить своих братьев, чтобы был порядок на земле»).
Неотъемлемую часть облика османской столицы составляли многочисленные рынки, в большинстве своём крытые и специализированные (в городе существовали мясной, рыбный, фруктово-овощной рынки, базары и торговые ряды по продаже пряностей, специй, тканей и мехов). Обычно рынки представляли собой лабиринты узких улочек и переулков со сводчатыми крышами, которые объединяли сотни лавок и ремесленных мастерских. Нередко рынки строились по проектам известных архитекторов и украшались красивыми воротами, галереями и фонтанами. В правление Мехмеда на месте древнего форума Константина были построены два сводчатых бедестана, положившие начало знаменитому Большому базару (сегодня они известны как Букинистический и Сандаловый бедестаны). Впоследствии Большой базар неоднократно перестраивался и расширялся, достигнув форума Феодосия.
Также в правление Мехмеда II были заложены основы образовательной системы Стамбула, которая содержалась за счёт различных благотворительных фондов и пожертвований богатых мусульман. В самом низу этой системы находились начальные «школы для отроков» (мектеб-и сыбьян), располагавшиеся в каждом квартале, чаще всего возле мечети. Там подростки заучивали стихи Корана, изучали арабское письмо, чтение и элементарную арифметику. Чуть выше уровень преподавания был в начальных школах при медресе и дервишских обителях. Фактически, начальное образование в Стамбуле могли получить все дети без исключения. Следующей ступенью служили медресе, обычно возводившиеся при больших пятничных мечетях (например, при мечети Фатиха). Ученики, жившие при медресе, были освобождены от всякой платы, но приходящие студенты были вынуждены платить за обучение и питание. Выпускники престижных медресе могли рассчитывать на звания улемов, судей, мударрисов и посты при султанском дворе, выпускники обычных медресе — на карьеру рядового имама или хатиба. «Неверные» также имели свою систему начального образования, окончив которую желающие могли продолжить обучение в семинарии или иешиве. Всего в правление Мехмеда II в Стамбуле появилось 190 мечетей (в том числе 17 переделанных их христианских церквей), 24 мектеба и медресе, 32 хаммама и 12 рынков.
В конце 70-х годов XV века в Стамбуле и Галате насчитывалось около 80 тыс. жителей (рукопись того времени сообщает о наличии почти 9,5 тыс. домов мусульман и более 6,3 тыс. домов «неверных», из которых почти 650 принадлежало евреям). Древний Халкидон на азиатском берегу Мраморного моря турки стали называть Кадыкёй, что в переводе значит «Деревня судьи». По указу Мехмеда II все доходы от этого поселения шли в распоряжение первого судьи (кади) Стамбула — Хыдыр-бея. Весной 1481 года, после смерти Мехмеда II (по одной из версий, его отравил врач-перс по приказу собственного сына, принца Баязида) разгорелась борьба за трон между сыновьями султана. Старший Баязид был наместником Амасьи, а младший Джем — наместником Коньи. Великий визирь Карамани Мехмет-паша, ждавший прибытия обоих принцев в Стамбул, вскоре был убит янычарами из числа сторонников Баязида. В итоге Баязид первым прибыл в столицу и провозгласил себя новым султаном, а летом 1481 года разбил войска Джема (кроме того, по приказу Баязида были убиты два сына Джема, а позже — и трое сыновей самого султана, поднявших против него мятеж).

## Эпоха Баязида II

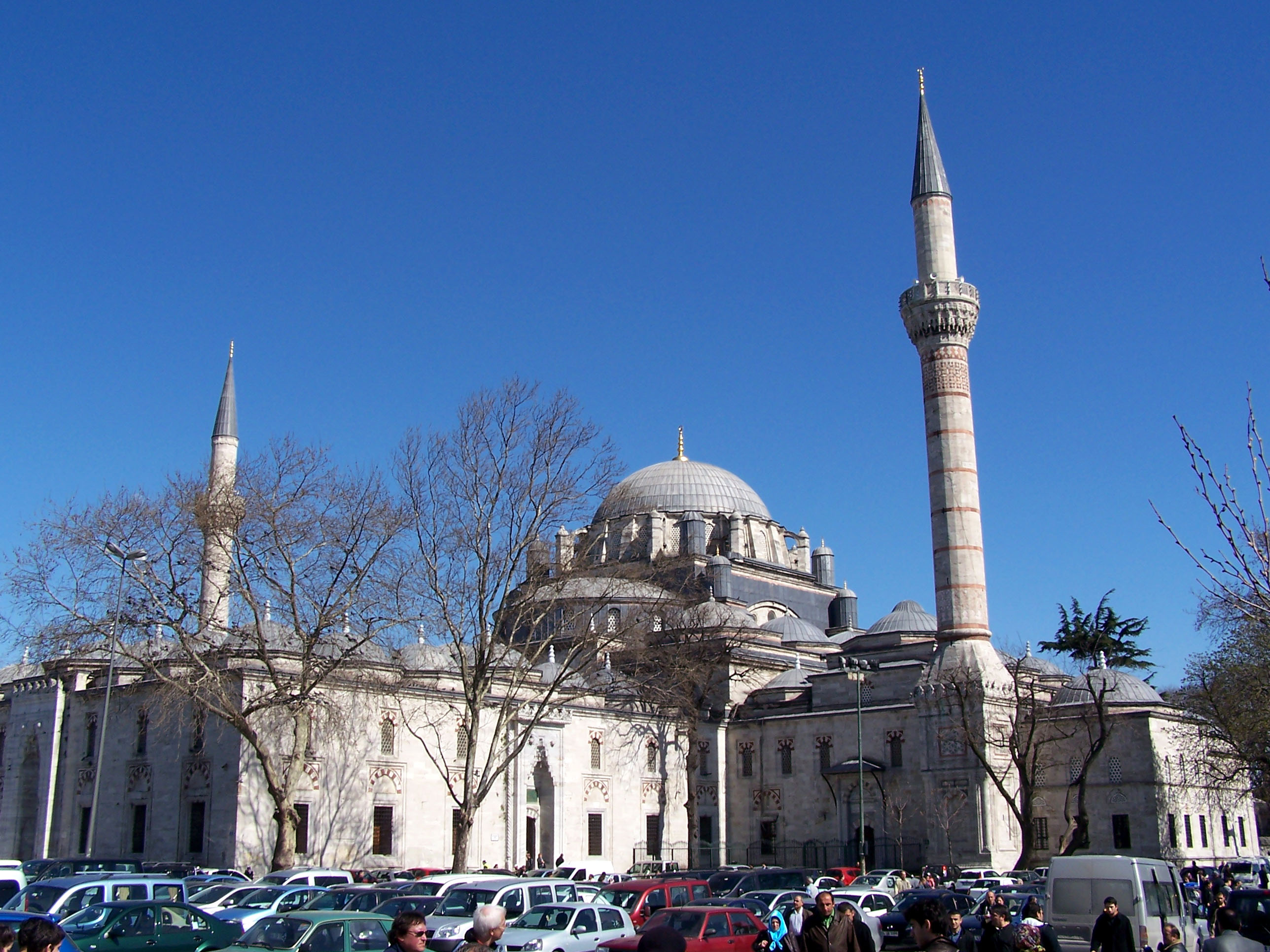
Мечеть Баезид

В конце XV века в Стамбуле осела большая волна еврейских беженцев из Испании и Португалии (сефардов). Баязид II, узнав об изгнании евреев с Пиренейского полуострова, воскликнул: «Фердинанд Испанский — глупый король! Он разорил свою страну и обогатил нашу». Образованные сефарды оказались полезными для империи, где высшее сословие предпочитало военную карьеру, а низы занимались земледелием. Наряду с армянами и греками евреи составили костяк торгового сословия, они занимались ремёслами и врачебным делом, некоторые устраивались при дворе в качестве советников, дипломатов или медиков. В этот же период евреи создали в городе типографию с первым в стране печатным станком. Кроме того, в Стамбуле осела и часть изгнанных из Испании мавров, которым султан передал одну из мечетей в Галате (ныне известна как Арабская мечеть). Также по велению Баязида II в Стамбул была переселена группа валахов, образовавшая свой компактный квартал недалеко от ворот Силиври. К концу XV века население османской столицы превысило 200 тыс. человек.
В начале XVI века в Стамбуле развернулась упорная борьба между «ромейскими» евреями («романиотами») и новоприбывшими сефардами за обладание титулом великого раввина, который позволял контролировать всю еврейскую общину. Более многочисленные и образованные сефарды вышли победителями, а «романиотов» постигла череда бедствий, в том числе два больших пожара, уничтоживших их кварталы с синагогами и коммерческими предприятиями (после этого древняя община рассеялась и в итоге растворилась в других еврейских общинах османской столицы). Кроме добровольных миграций большое влияние на состав населения Стамбула играла система девширме, которая в XVI веке поставляла административной системе до трети задействованных в ней «рабов султана» (куль). Из числа привезённых по девширме юношей происходило большинство османских великих визирей, чиновников, военных (особенно янычар), богословов и дворцовых слуг (в XVII веке девширме постепенно сошёл на нет и перестал играть роль поставщика «свежей крови»).
На рубеже XV—XVI веков появился новый для османского искусства тип мечетей, образцом для которого послужил византийский собор Святой Софии. Архитектура этого храма произвела неизгладимое впечатление на завоевателей и повлияла на всё дальнейшее развитие строительного искусства турок. Прибывший в Стамбул из Самарканда художник Баба Наккаш положил начало местной школе миниатюры. В сентябре 1509 года Стамбул сильно пострадал в результате мощного землетрясения. Погибли тысячи горожан, было разрушено множество домов, серьёзный урон стихия причинила сотням мечетей, караван-сараям, баням, крепостям вдоль Босфора и даже султанскому дворцу. В апреле 1512 года Баязид II под давлением янычаров отрёкся от престола в пользу сына Селима, а через месяц был отравлен по его же приказу. Похоронили Баязида в тюрбе при мечети его имени, построенной по приказу султана в 1506 году возле Большого базара (в качестве образца для подражания архитекторы мечети Якуб Шах или Кемальэддин взяли именно Айя-Софию, использовав общие очертания, размеры и форму купола бывшего православного храма). Кроме того, в правление Баязида церковь Хора была преобразована в мечеть Кахрие («Мечеть победы»), церковь Святого Иоанна Студиона — в мечеть Имрахор, церковь Святых Сергия и Вакха — в мечеть Кючюк Айя-София («Малая Святая София»), церковь Святого Андрея — в мечеть Ходжа Мустафа-паши.

## Эпоха Селима I
Вернувшись из Крымского ханства в Стамбул и вступив на престол, Селим I приказал казнить всех родственников отца по мужской линии, которые в будущем могли претендовать на его место (двух своих братьев, четверых племянников, чуть позже — и троих своих сыновей-мятежников). В 1514 году Селим разбил иранскую армию Исмаила I и захватил столицу Сефевидов Тебриз, привезя в Стамбул в качестве трофеев золотой шахский трон, украшенный рубинами, изумрудами и жемчугом, гарем шаха и множество искусных ремесленников (особенно гончаров). В 1516—1517 году Селим I завоевал Хиджаз, Сирию, Палестину и Египет, присвоив себе титул и права халифа — духовного главы мусульман (он пленил наследника аббасидских халифов и имама всемирной исламской общины аль-Мутаваккиля, заключил его в крепость Едикуле, после чего тот публично отрёкся от своего титула в пользу Селима). В результате этого бывшая столица восточного христианства стала главным бастионом ислама, однако, в отличие от Каира и Багдада, Стамбул так никогда и не стал центром мусульманского богословия. В период правления Селима I в Стамбул переселилось много валахов, а также арабских, еврейских и персидских ремесленников, здесь творили выходец из Персии историк Идрис Бидлиси, поэт Ревани и писатель Саади. На берегу Золотого Рога по приказу султана были основаны большие фаянсовые мастерские, славившиеся великолепными изделиями (в том числе изразцами).
Официально от имени султана империей управляли два высших сановника — великий визирь (везир-азам или визир-азем, позже — садр-азем) и шейх-уль-ислам (он же муфтий Стамбула), которым была доверена вся полнота светской и духовной власти государства. Но реальная власть нередко находилась в руках приближённых лиц султана — его матери, фактически руководившей гаремом, любимых наложниц (особенно тех, кто родил сыновей и являлся потенциальной матерью будущего султана), начальников евнухов (кызлар-агасы и капы-ага) или командира янычаров (обычно янычарский ага стоял в военной иерархии выше других командиров — капудан-паши, сипахи-аги и топчубаши — командующего артиллерией). Султанский гарем имел чёткую иерархическую лестницу: за валиде-султан и хасеки следовали икбаль (временные наложницы), одалиски (остальные обитательницы гарема) и джарийе (рабыни). Со временем в столице сосредоточился огромный военно-административный аппарат империи — великий визирь, помогавшие ему куббе-визирлери — «визири купола» (их количество в разные эпохи колебалось от одного до десяти), подчинённые им ведомства (финансовое, внешнеполитическое, по управлению провинциями, командование армии и флота), многочисленные шариатские судьи (кадии) и контролирующие чиновники, обслуживавшие их секретари (эмины) и писари (кятибы), элитные воинские формирования, а также иностранные посольства.
Несколько тысяч человек были сосредоточены непосредственно в султанском дворце. Внизу иерархической лестницы находились аджемиоглан (воспитанники школы при дворце) и ичоглан (султанские пажи). Далее следовали рикаб агаляр — «аги султанского стремени» (приближённые султана), к которым относились мирахыр-и-эввель — «главный конюший» (начальник султанских конюхов, берейторов, шорников и погонщиков верблюдов), бостанджибаши — «глава садовников» (начальник внутренней охраны дворца и летних резиденций на берегах Босфора), миралем — «главный знаменосец» (начальник стражи и музыкантов, которые сопровождают султана во время выезда), капыджиляр-кахаси — «главный привратник» (начальник дворцовых слуг и всего хозяйства), которому подчинялись капыджибаши (начальники привратников, исполнявшие к тому же важные и тайные поручения), хазинедарбаши (начальник личной казны султана). «Агам стремени» подчинялся огромный штат — заведующие различными хозяйственными и вспомогательными службами, входящими в структуру дворца (кухни, бани, склады, арсенал, монетный двор, архив, библиотека и т. д.), казначеи, писари, снабженцы (поставщики продуктов, вин, кормов для лошадей), ловчие, дворцовые гвардейцы, личные телохранители султана и принцев, их доверенные лекари. Наверху пирамиды находился корпус улемов — придворных учёных и богословов.

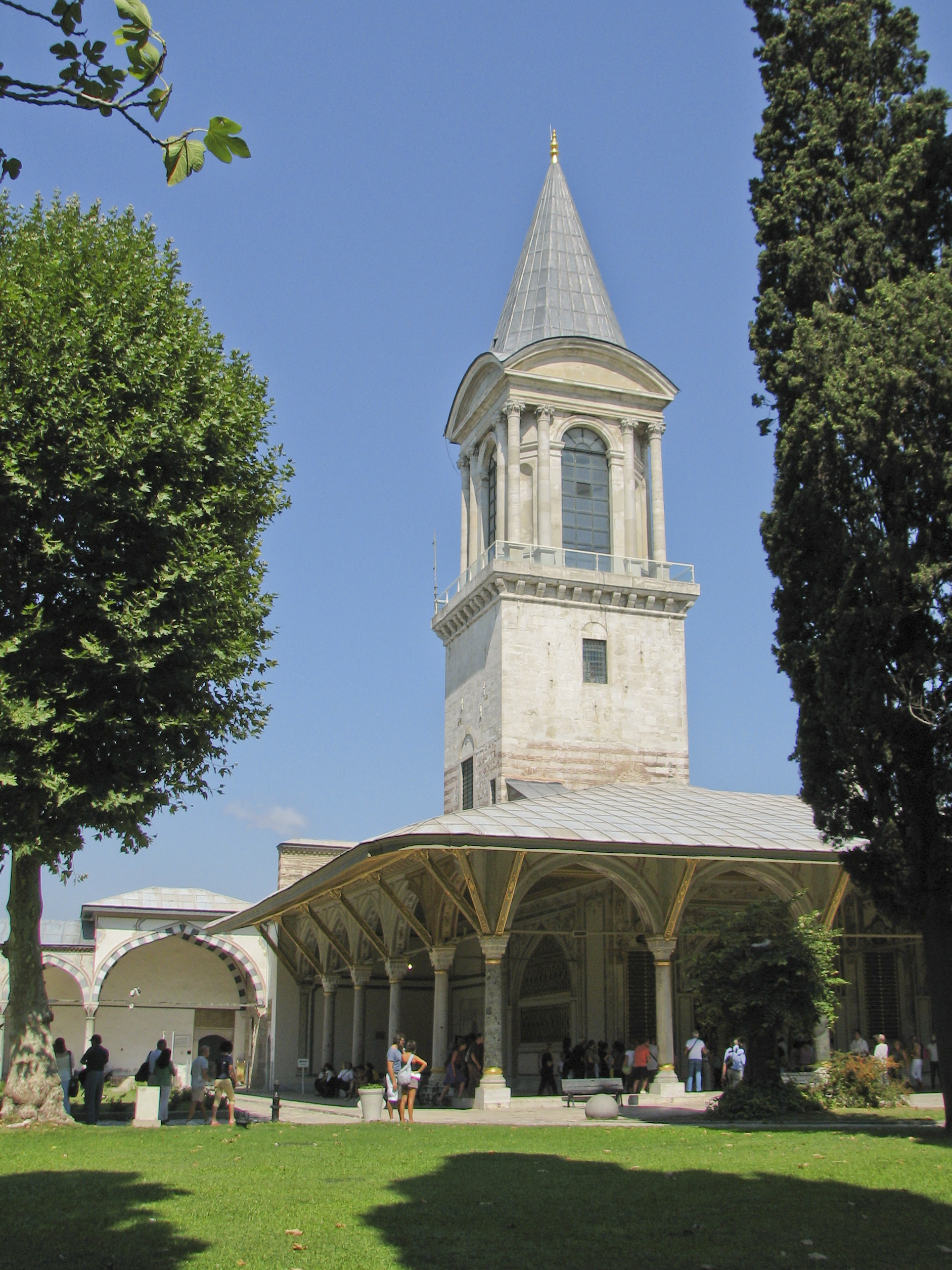
Куббеалты

Заседания дивана проходили в здании Куббеалты («Шестикупольное») на территории Топкапы. В этих заседаниях принимали участие великий визирь, нишанджи (глава правительственной канцелярии и делопроизводства), башдефтердар (главный казначей империи), капудан-паша, кадиаскеры (или бейлербеи) Анатолии и Румелии (иногда на заседания приходил и султан, наблюдая за происходящим из небольшой ложи, отделённой от общего зала решёткой таким образом, что, оставаясь незримым для правительства, он видел и слышал всё происходящее). Изначально диван собирался каждый день после утренней молитвы и заседал до полудня, но с середины XVI века обычными стали собрания по субботам, воскресеньям, понедельникам и вторникам. При вступлении в должность новый великий визирь получал печать султана с его тугрой, которую всегда носил с собой на груди, а также свой двор с более чем 2 тыс. чиновников и слуг (в истории не было примеров, чтобы претендент отказался от должности визиря или подал прошение об отставке с этого поста). Содержание канцелярии и двора великого визиря осуществлялось из личных средств сановника, но затем компенсировалось из казны, а также подношениями вступавших в должность лиц (джаизе), подарками просителей и доходами с Кипра, шедшими в личную казну визиря. Однако, после смерти или смещения с должности всё имущество великого визиря переходило в имперскую казну.
Правительство султана придавало большое значение управлению столицей. Обычно по средам заседания дивана под председательством великого визиря были специально посвящены рассмотрению проблем Стамбула (фактически великий визирь возглавлял как имперскую, так и столичную администрацию). После этих заседаний пышный эскорт великого визиря, в который входили субаши и асесбаши (офицеры полиции), чавуши (привратники) правительства и султанского дворца, кадии Стамбула, Эюпа, Галаты и Ускюдара, их заместители и секретари, янычарский ага, главы цехов и чиновники городской администрации, проводил инспекцию цен на рынках и скотобойнях, а также посещал правления цехов в квартале Ункапаны. Часто управлять городской администрацией Стамбула поручалось каймакаму, который назначался великим визирем и становился его заместителем (он же ведал всеми делами столицы в отсутствие великого визиря, который отбывал в военный поход или сопровождал султана в поездке по стране). Все вопросы судопроизводства находились в ведении кадиев, главным среди которых был кадий Стамбула. Кроме того, кадиям подчинялись мухтесибы — чиновники, проводившие проверку деятельности рынков, торговых и ремесленных цехов, а также нахибы, руководившие более мелкими кварталами (нахийе) в районах Эюп, Галата и Ускюдар. Военные судьи подчинялись главному кадиаскеру и следили за порядком в армии и на флоте (кроме того, кадиаскеры назначали на своих территориях всех нижестоящих судей, вне их юрисдикции был только кадий столицы, подчинявшийся шейх-уль-исламу).
Шейх-уль-ислам и его канцелярия проверяли все указы султана и визиря на соответствие законам шариата. Кадии и их заместители решали все споры и конфликты, возникавшие в городе, заключали браки, освобождали рабов, доводили до цехов и обывателей новые законы и указы, следили за их исполнением, собирали и передавали в правительство жалобы от ремесленников и торговцев, контролировали размер и сбор налогов. Префект Стамбула (шехир-эмини) ведал вопросами благоустройства города, отвечал за любое строительство, ремонт зданий, а также за снабжение столицы водой. Ему подчинялись главный архитектор (мимарбаши), без разрешения которого в Стамбуле нельзя было ничего строить, интендант по финансовым вопросам (бина-эмини), собиравший налоги на строительство, инспектор по вопросам водоснабжения (суназири), отвечавший за состояние цистерн, акведуков и фонтанов, и инспектор по вопросам городской собственности (тахир-субаши или чёплук-субаши). Подчинённые мимарбаши следили за состоянием зданий, штрафовали за содержание дома в плохом состоянии и ведали сносом ветхих строений. Отдельная служба, подчинявшаяся чёплук-субаши, отвечала за чистоту улиц, но к её работе постоянно возникали справедливые упрёки. Цех арайиджиян («поисковиков») убирал с улиц, рынков и дворов навоз, бытовой мусор, пищевые отходы и грязь, отбирал всё полезное, а остальное сбрасывал в воду.
Заседания дивана и приём послов
Также в подчинении у каймакама был интендант, отвечавший за поставки в Стамбул продовольствия («арпа-эмини»). Изначально он отвечал за снабжение овсом султанских конюшен, но затем его полномочия расширились до закупки и подвоза в столицу всего зерна. Кадии, мухтесибы и «рыночная полиция» (ихтисаб) строго следили за тем, чтобы товары продавались по установленным ценам, чтобы торговцы не обвешивали покупателей, чтобы сырьё справедливо распределялось между цехами, чтобы платились все налоги и сборы, чтобы в город не поступала контрабанда. Со временем мухтесибы стали заключать с властями договора об откупе по сбору налогов и обрастать многочисленными агентами (кологланлары), которые помогали им контролировать деятельность цехов, рынков и порта. Кроме упомянутых кадиев и улемов к числу лиц, занимавшихся мусульманской религиозно-правовой деятельностью, относились имамы (настоятели мечетей и руководители мусульманской общины квартала или района), мударрисы (преподаватели медресе), хафизы (чтецы Корана), хатибы (проповедники) и муэдзины (служители мечети, призывающие мусульман на молитву). Большинство служителей мечетей (за исключением больших соборных) были мирянами и в свободное от отправления культа время имели основные профессии. С ними тесно сотрудничали мютевелли — управляющие благотворительных фондов (эвкаф), которые содержали мечети и медресе, и назиры, контролировавшие расходование средств. Кроме того, в Стамбуле были популярны дервишские тарикаты (братства) бекташи и мевлеви. Первые опирались на поддержку янычар, ремесленных цехов и городских низов, вторые ориентировались на придворных и богатых коммерсантов. За этими двумя следовали небольшие по численности ордена мелами, распространённый среди сипахов, накшбанди, популярный среди поэтов, и халватия. В сентябре 1520 года Селим I скончался от болезни и на престол взошёл его сын Сулейман I (придя к власти, он казнил племянника и двух внучатых племянников).

## Эпоха Сулеймана I

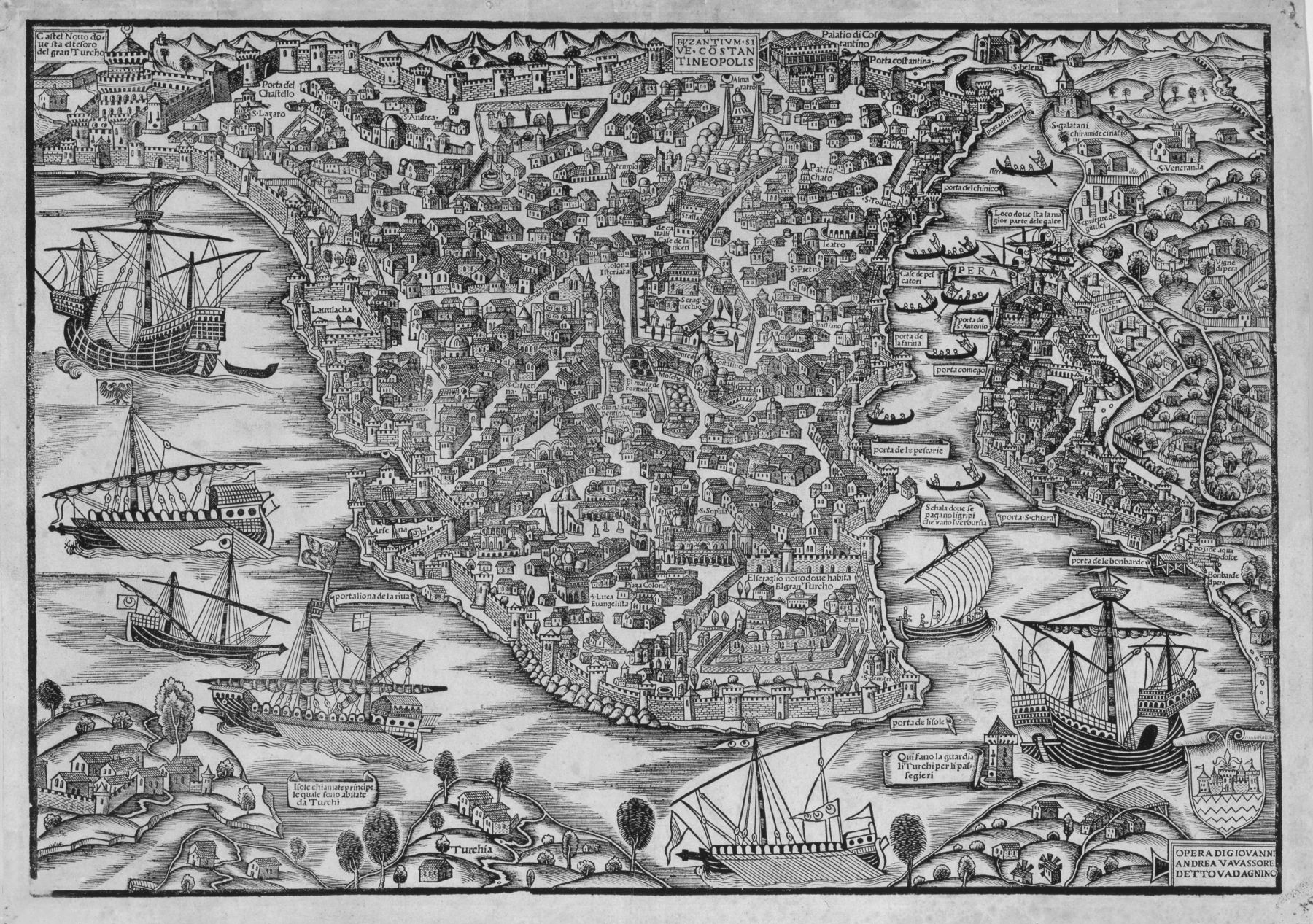
Карта «Byzantivm sive Costantineopolis», составлена в 1535 году

После завоевания османами Белграда (1521) в Стамбуле обосновалось много ремесленников-сербов. В 1525 году на вершине пятого холма была построена огромная мечеть султана Селима (или Явуз Селим Джами), в одном из тюрбе которой и был перезахоронен отец Сулеймана Великолепного. В 1526 году из похода в Венгрию султан привёз две огромные свечи в подсвечниках, которые были установлены по обе стороны от михраба в мечети Айя-София. В период правления Сулеймана упрочилось положение османских евреев. В Стамбуле их проживало около 30 тыс. человек, здесь насчитывалось 44 синагоги. Община делилась на сефардов, ашкеназов (переселенцев из Германии и стран Центральной Европы, изгнанных указом Людвига Баварского в XV веке), «ромейских» евреев (потомков византийских евреев, наиболее ортодоксальная группа иудеев), караимов и выходцев из Италии, а те, в свою очередь, на более мелкие «землячества» (кастильцев, арагонцев, португальцев и т. д.), каждое из которых имело свою синагогу. Во главе всех евреев стоял верховный раввин (хахам), который утверждался султаном. Всего в первой трети XVI века в Стамбуле насчитывалось около 400 тыс. жителей, населявших 80 тыс. дворов (почти 60 % населения города составляли мусульмане, 30 % — христиане, около 10 % — евреи и другие этно-религиозные группы).

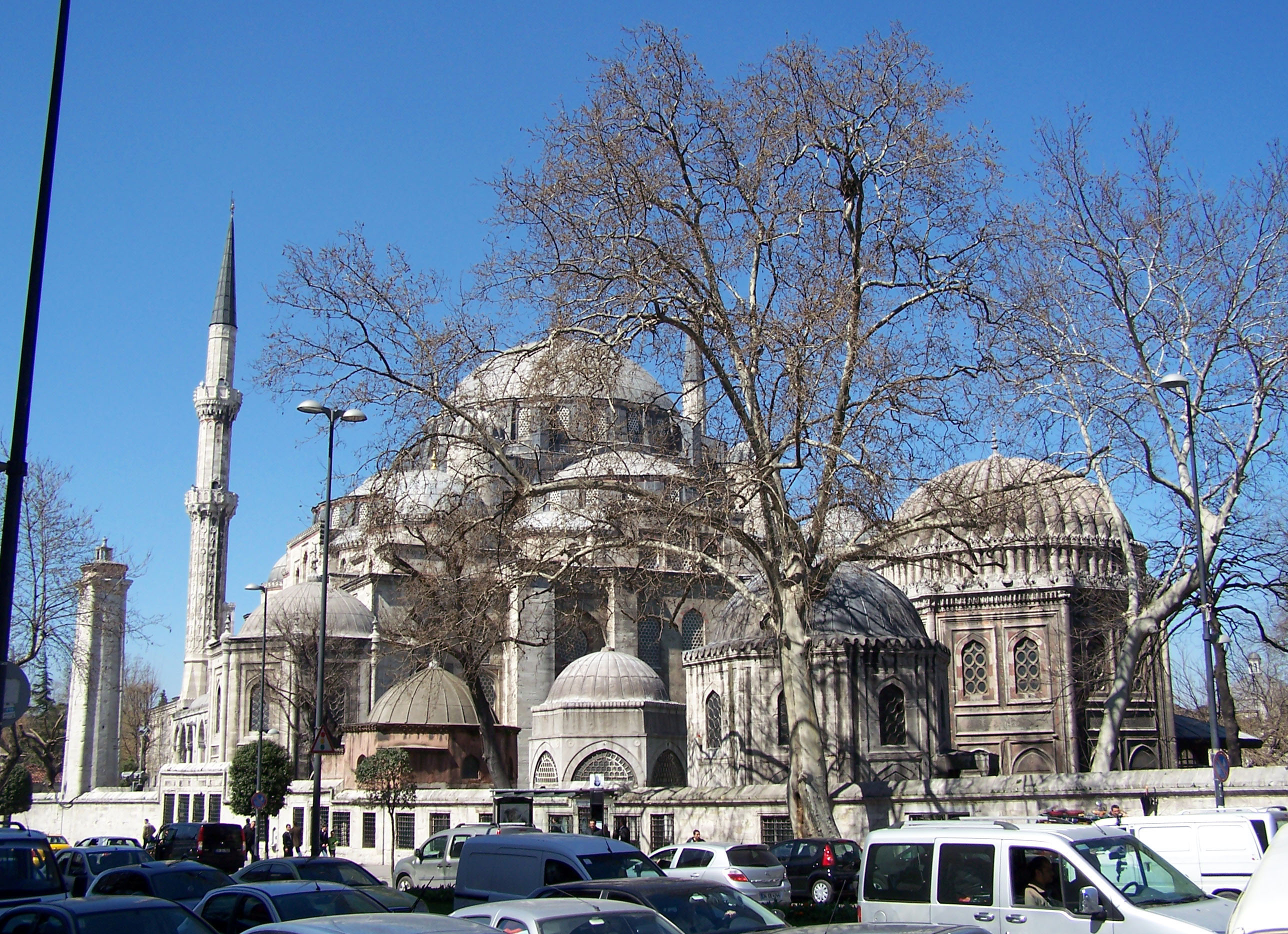
Мечеть Шехзаде

В марте 1534 года в Стамбуле умерла валиде-султан Айше Султан Хафса, фактически являвшаяся вторым по влиянию человеком в Османской империи после сына (она была похоронена рядом с мужем в тюрбе при мечети султана Селима). В марте 1536 года по приказу султана был задушен один из самых влиятельных и богатых людей империи — великий визирь Ибрагим-паша. Его огромный дворец, построенный рядом с бывшим ипподромом Константинополя, поражал современников роскошью и мощью. Смерть валиде-султан и казнь великого визиря позволили ещё более возвыситься султанской наложнице Хюррем Султан. В 1539 году главным придворным архитектором Стамбула (и фактически всей империи) стал Синан, деятельность которого изменила облик османской столицы. В 1546 году в своём стамбульском дворце на берегу Босфора умер легендарный флотоводец Хайр-ад-Дин Барбаросса. Его с почестями похоронили в большом тюрбе, построенном Синаном около портовых причалов района Бешикташ. В 1548 году Синан завершил строительство своего первого значительного шедевра — мечети Шехзаде («Мечеть сына султана» или «Мечеть принца»), которую Сулейман посвятил своему умершему сыну Шехзаде Мехмеду (кроме него в тюрбе при мечети похоронены принц Джихангир, великий визирь Рустем-паша и жена принца Мехмеда). В том же 1548 году в Ускюдаре по желанию дочери султана Михримах и по проекту Синана была построена мечеть Бююк джами (также известная как Михримах Султан или Михримах джами).
К середине XVI века в Стамбуле насчитывалось около 500 тыс. жителей, населявших свыше 100 тыс. домов. Примерно 60 % населения столицы составляли мусульмане, преимущественно турки. Кроме них имелись крупные общины арабов (выходцев из Египта и Сирии), албанцев, других балканских мусульман, персов и курдов. Самой большой группой нетурецкого населения Стамбула были греки — выходцы из городов Малой Азии (Измира, Синопа, Самсуна и Трабзона), Мореи, Фракии и с островов Эгейского моря (Тасоса, Самотраки, Лесбоса), а также потомки тех немногих византийцев, кто уцелел после захвата Константинополя османами. Вторую по численности группу нетурецкого населения составляли армяне — уроженцы малоазиатских городов Сивас, Кайсери, Адана, Токат, Бурса, Анкара и Байбурт (с ростом общины в 1565 или 1567 году в Стамбуле даже возникла армянская типография). За ними следовали евреи — потомки византийских евреев, сефардов и ашкеназов, а также сербы, валахи, грузины, абхазцы, цыгане и болгары (около 4 тыс. человек насчитывал янычарский корпус столицы, формировавшийся из балканских юношей). Кварталы (махалля) греков, армян и евреев возникали, как правило, вокруг церквей, синагог и резиденций духовных глав своих общин (греческого патриарха, армянского патриарха и главного раввина). Греки, армяне и евреи занимали прочные позиции во всех областях экономической жизни города и страны, они доминировали во внутренней и внешней торговле, финансовом секторе (особенно в ростовщичестве и обмене денег) и ремёслах, были лучшими врачами. В Галате сложилась колония выходцев из Западной Европы — итальянцев, французов, голландцев и англичан, которых обычно называли «франками». Они занимались торговлей, врачебной практикой, держали аптеки и кафе. В эпоху Сулеймана Великолепного меньшинства Стамбула не опасались насилия или проявлений враждебности со стороны мусульман.
Греки проживали вдоль всего южного побережья Золотого Рога от Балата до Джибали (особенно в Фанаре), вдоль Мраморного моря от Студиона до Кумкапы и Саматии, вдоль земляных валов в районе Топкапы, вдоль северного побережья Золотого Рога в Галате, Топхане, Касымпаше и Хаскёе, в деревнях вдоль европейского берега Босфора и Чёрного моря (Арнавуткёй, Тарабья, Куручешме, Еникёй и Бююкдере), а также на азиатском берегу в Ускюдаре и Ченгхелкёе. Евреи и караимы жили вдоль Золотого Рога от Эминёню до Балата (особенно в кварталах Бахчекапы, Балыкпазары и Ункапаны), возле ворот Эдирне, а также в Галате и Хаскёе (позже Хаскёй стал основный еврейско-караимским районом Стамбула). Армяне селились в районах Сулумонастыр, Галата и Саматия, арабы — в Галате, персы — в Мехметпаша и Ускюдаре, греки-караманлы — в Нарликапы, Кумкапы и Фанаре, цыгане — вдоль крепостных стен (особенно в Сулукуле возле ворот Эдирне).
До эпохи правления Сулеймана Великолепного почти все иностранцы, проживавшие в Стамбуле, были коммерсантами. В 1536 году с Францией были заключены капитуляции, после чего Франциск I направил в Стамбул первого официального посла Жана де ла Форе, которого сопровождал учёный Гийом Постель (он собрал в Стамбуле античные и арабские рукописи для королевской библиотеки). Французы получили привилегию «права флага», которой до этого пользовались только венецианцы (отныне любой европейский купец, за исключением венецианца, мог торговать в пределах Османской империи лишь под покровительством Франции, что дало французам существенное преимущество перед конкурентами из Англии и Голландии). Также французский посол опекал генуэзскую общину Стамбула, некогда многочисленную и могущественную, но со временем ослабевшую и оставшуюся даже без своего главы.
В 1554 году в Стамбуле открылась первая кофейня (кахвехане), предназначенная исключительно для дегустации недавно завезённого сирийцами кофе, после чего этот напиток становится очень популярным, а кофейни превращаются в наиболее посещаемые заведения города. В 1555 году по приказу султана был казнён великий визирь Кара Ахмед-паша, женой которого была сестра Сулеймана Фатьма Султан (оба они похоронены в тюрбе при мечети Кара Ахмед-паши, построенной Синаном за год до казни визиря). В 1556 году по проекту Синана была возведена мечеть Шах Султан, заказчицей строительства которой выступила сестра султана Шах Султан. В том же 1556 году Синан построил возле Айя-Софии роскошные бани Хасеки, предназначенные для султанского гарема (их заказчицей была влиятельная хасеки Хюррем). Хаммамы играли в Стамбуле особую роль, наряду со своим прямым назначением они служили местом отдыха и встреч, где мужчины проводили часы в беседах за чашечкой кофе и кальяном. В городе были построены десятки крупных и сотни мелких бань, многие из которых представляли собой выдающиеся произведения архитектуры. Тип классического хаммама сложился под влиянием византийских терм, с которыми турки познакомились ещё в сельджукский период. В обслуге хаммамов работали тысячи людей — от истопников и уборщиков до высокоуважаемых массажистов и костоправов.

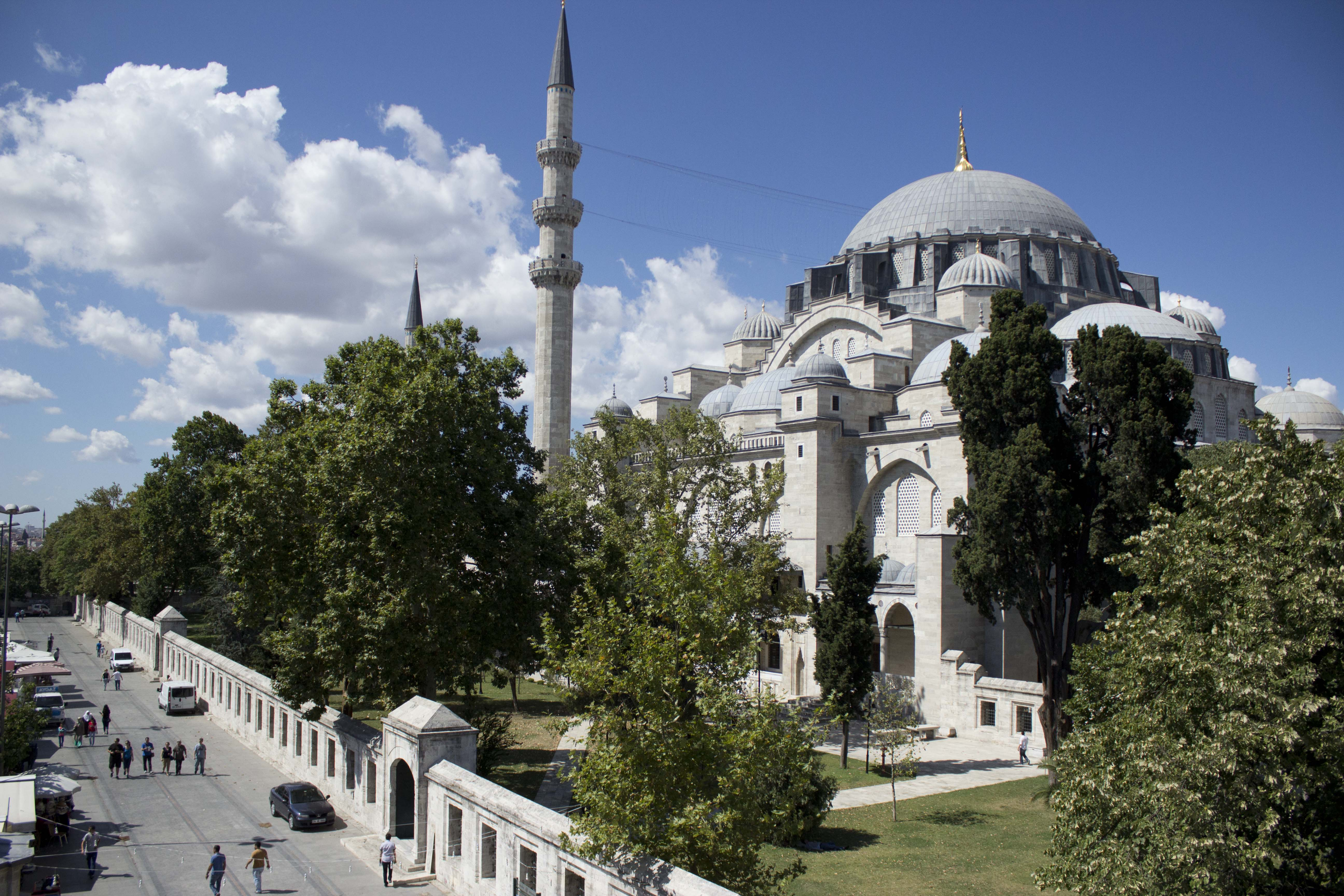
Мечеть Сулеймание

В 1557 году Синан закончил строительство ещё одного выдающегося строения — мечети Сулеймание, которая, по задумке султана, должна была служить памятником его великолепному правлению. Огромная стоимость строительства и затянувшиеся сроки сдачи объекта сильно раздражали Сулеймана, но полученный результат позволил султану сменить гнев на милость (в комплекс, помимо собственно мечети, входили несколько медресе и начальных школ, библиотека, обсерватория, больница, медицинская школа, бани, кухни, гостиница, конюшни и лавки). Это была первая стамбульская мечеть с четырьмя минаретами. Один из минаретов, названный позже «Драгоценным», был украшен дарами иранского шаха Тахмаспа, полученными султаном в качестве издёвки. Несколько гранитных колонн, которые поддерживают боковые аркады, ранее находились на площади Августеон и во дворце Юстиниана. Во дворе мечети в двух соседних богато украшенных тюрбе похоронены сам Сулейман Великолепный и его любимая жена Хюррем Султан (скончалась в апреле 1558 года).
В 1558 году власти, опасавшиеся частых пожаров, издали указ, запрещавший строительство новых домов в непосредственной близости от крепостных стен Стамбула. В 1562 году в столице была задушена бывшая наложница султана Гюльфем Хатун (похоронена в мечети Гюльфем Хатун в Ускюдаре, построенной на её средства). В 1563 году Синан закончил строительство на берегу Золотого Рога мечети Рустема-паши, которая по богатству внутреннего убранства стоит в ряду лучших мечетей Стамбула. Также по проектам этого архитектора были возведены несколько дворцов знати, рынок Тирьяки и медресе в Ускюдаре, ставшее в дальнейшем эталоном для строительства крупных сооружений этого типа. Оно имело вид двухэтажной галереи, окружавшей прямоугольный двор, в центре которого находился небольшой фонтан. Особое место в системе розничной торговли Стамбула занимали бедестаны — массивные каменные здания с железными воротами и решётками, сводчатыми потолками и куполами, которые поддерживали колонны (в XVI веке в городе их насчитывалось уже три). Внутри бедестанов располагались десятки небольших лавок и мастерских, торговавших ювелирными изделиями, дорогими тканями, керамикой, благовониями и специями (эти торговые помещения устраивались в стенах и пилястрах наподобие ниш).
Большое значение приобрёл морской арсенал Касымпаша, верфи которого на пике производства спускали на воду от 40 до 50 больших галер в год (по некоторым данным, здесь трудилось около 30 тыс. рабов из числа христиан Западной Европы, Крыма и Русского государства). В мастерские арсенала стекался корабельный лес из Причерноморья и Малой Азии, битум, гудрон и смола из Албании, Измира и Лесбоса, железо и олово из Салоник, придунайских областей и Англии, медь из рудников Анатолии, жир из Кафы, Варны и Хиоса, конопля из Египта и Малой Азии, снасти и канаты из Трабзона, парусина из Анатолии, Мегрелии и Египта. С середины XVI века заметно оживился порт Галаты (причалы в Каракёй и Топхане), куда приходили суда Генуи, Венеции, Франции, Англии и Голландии. Роль посредников между «франками» и османскими властями чаще всего играли евреи (они же от имени султанского правительства взимали с иностранных купцов таможенные пошлины, налоги за пребывание и охрану, они же помогали оформлять разрешения на плавание в турецких водах, на погрузочно-разгрузочные работы).
Вокруг причалов Галаты постоянно вращалось множество людей: матросов, грузчиков, носильщиков, купцов, агентов негоциантов и посольств, посредников-перекупщиков, писцов, чиновников и янычар, охранявших суда и порядок в порту. На южном берегу Золотого Рога, от Бахчекапы до Балата, располагались пристани, куда причаливали в основном турецкие и греческие суда. Они были заняты каботажными перевозками по Чёрному, Мраморному и Эгейскому морям, а также по восточному Средиземноморью, доставляя в Стамбул продовольствие и сырьё для ремесленных мастерских. Пристани Мейдан Искелеси и Бахчекапы принимали суда с продовольствием из Измита, Причерноморья, Греции и Египта; наиболее оживлённая пристань Эминёню, а также пристани Хисыр Искелеси, Зинданкапасы и Елиш — корабли с продуктами питания из западной части Малой Азии (прежде всего со свежими овощами, фруктами и рыбой); пристань Одун Искелеси — суда с дровами и строительным лесом из Измита; пристань Аязмакапасы — корабли с продовольствием из Восточной Фракии; пристань Ункапаны — суда с зерном и мукой из Фракии, Крыма, Румынии и Болгарии; пристань Балата — суда с продуктами из разных стран Средиземноморья. Вдоль этой полосы причалов располагались частные и государственные склады, зернохранилища, рынки, лавки, ремесленные мастерские, гостиницы, недорогие харчевни для моряков и грузчиков.
Оживлённое морское сообщение связывало Стамбул с портами Текирдаг, Муданья, Бандырма, Эрдек, Синоп, Трабзон, Каффа, Тенедос, Салоники, Измир, Модон, Родос, Антакья, Латакия, Триполи, Бейрут и Александрия (на этих маршрутах преобладали турецкие и греческие судовладельцы), а также с Венецией, Рагузой, Корфу, Ливорно, Марселем и Севильей (здесь преобладали суда «франков»). Большое значение имели сухопутные пути, в первую очередь «султанская дорога» из Стамбула в Эдирне (по ней в обоих направлениях ездили султанские процессии, в столицу шли караваны с зерном и стада скота, на Запад следовали части османской армии). От Эдирне важные дороги расходились в Болгарию, Валахию, Македонию, Грецию, Боснию и Далмацию. В азиатской части империи главную роль играла дорога Стамбул — Измит, от которого пути расходились в Персию (через Анкару, Сивас и Эрзурум) и Сирию (через Эскишехир, Конью, Адану и Алеппо), а также в Измир (через Бурсу и Манису). Стамбул был связан регулярными караванным сообщением с Измиром (еженедельно), Краковом (раз в месяц), Персией (раз в два месяца), Киликией, Алеппо, Грузией и Гиляном (раз в три месяца), Басрой (раз в полгода) и Рагузой (раз в год).
В период правления Сулеймана Великолепного в Стамбуле наблюдался подъём культуры и наук, здесь творили поэты Бакы, Зати и Хаяти, писатели-хронисты Кемаль-пашазаде, Джемали (шейх-уль-ислам) и Люутфи, картограф Пири-реис, географ и астроном Сейди Али-реис, художник-миниатюрист Нигяри. При султанском дворе работали многочисленные артисты, писатели, поэты, историки-хронисты, миниатюристы, каллиграфы, архитекторы, ювелиры со всех концов империи и мира. Другими центрами интеллектуальной жизни были особняки богатых меценатов, обители дервишей, городские парки и кофейни, а также таверны Галаты. На средства султана и придворной знати возводились культовые и общественные здания (мечети, медресе, библиотеки, бани, благотворительные кухни и столовые), а также фонтаны и колодцы. При Сулеймане был перестроен и значительно расширен султанский дворец Сераль, ставший ядром административного квартала Стамбула, была отреставрирована и расширена система водоснабжения (цистерны, акведуки и водостоки). В 1564 году в Стамбуле через повешение за ребро был казнён ранее пленённый волынский магнат Дмитрий Вишневецкий. В сентябре 1566 года Сулейман I умер во время военного похода в Венгрию и на султанский престол взошёл его сын Селим II.

## Эпоха Селима II

Карта «Byzantium nunc Constantinopolis», составлена и Францем Хогенбергом в 1572 году

В правление Селима II при султанском дворе возвысился португальский еврей Иосиф Наси, племянник богатой владелицы торгового и банкирского дома Грации Мендес Наси, умершей в османской столице в 1569 году (она построила в Стамбуле синагогу, иешиву, больницу и приюты для бедных евреев, покровительствовала еврейским учёным и помогала освоиться на новом месте переселенцам-марранам). Иосиф Наси, проживавший в шикарном дворце «Бельведер» в пригороде столицы, сделался правителем Наксоса и соседних островов Архипелага, взял в откуп торговлю вином на территории Османской империи, а также обзавёлся обширной шпионской сетью в Европе, которая поставляла ко двору султана последние новости и слухи (Наси, будучи лично знакомым со многими политическими деятелями Европы, и сам оказывал значительное влияние на внешнюю политику империи). Кроме того, Наси финансировал создание иешивы и большой библиотеки в Стамбуле, а его вдова учредила еврейскую типографию.

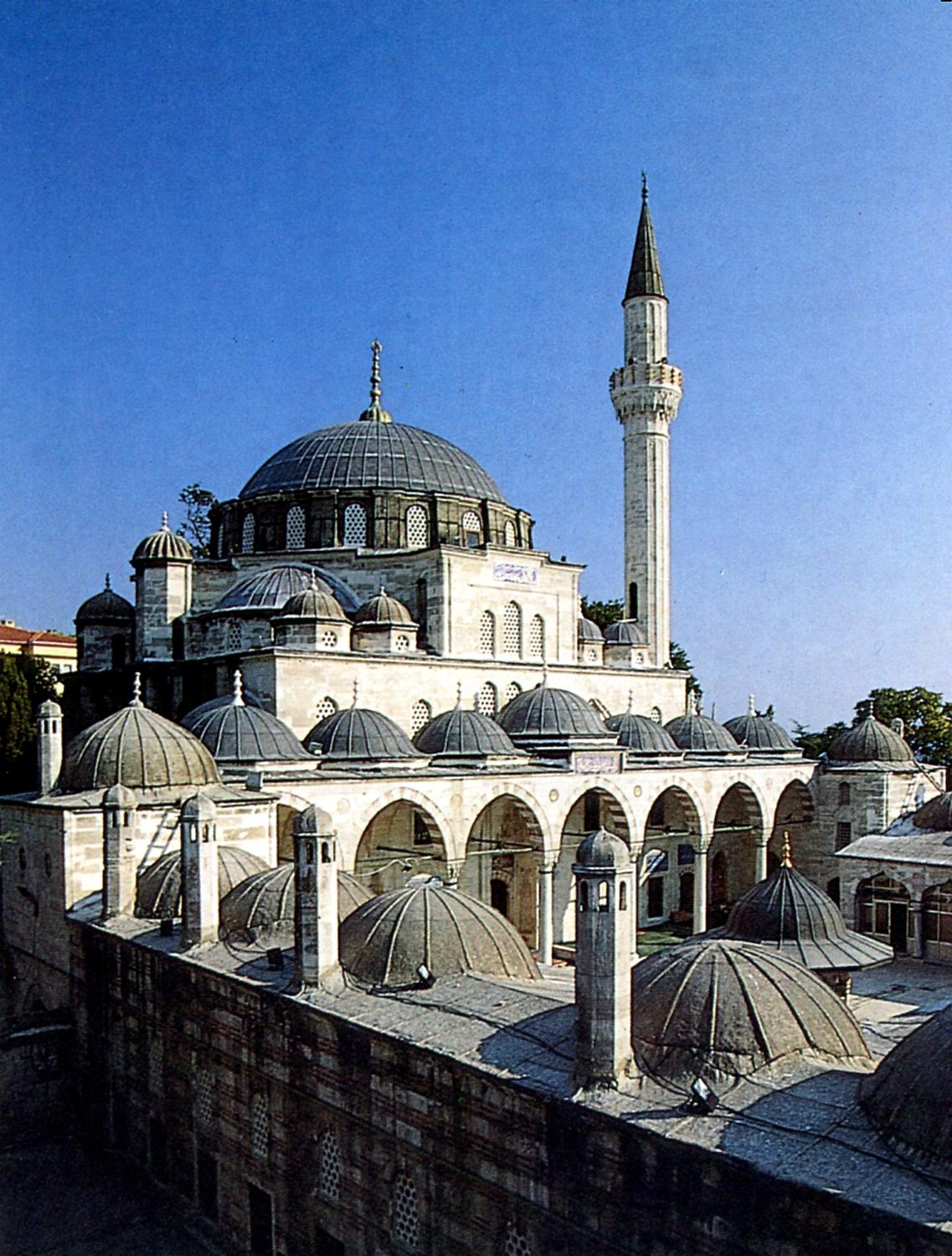
Мечеть Соколлу Мехмед-паши

Из-за отсутствия пожарных команд огонь наносил большой ущерб деревянной застройке города, поэтому в 1572 году были изданы указы, согласно которым каждый владелец дома обязан был иметь лестницу, равную высоте дома, и бочку с водой, а также запрещалось строить дома рядом с мечетями (последний указ остался лишь на бумаге, а торговцы позволяли себе возводить лавки даже между контрфорсами Айя-Софии). В том же 1572 году по проекту Синана была возведена мечеть Соколлу Мехмед-паши, строительство которой оплачивал великий визирь и зять султана Соколлу Мехмед-паша. В 1573 году по приказу Селима II был проведён экзамен среди практикующих врачей Стамбула, а также были введены экзамены для студентов-медиков. В том же 1573 году в квартале Касымпаша, у подножия холма Окмейдан, по проекту Синана была построена мечеть Пиале-паши (заказчиком строительства был влиятельный капудан-паша и визирь Пиале-паша). Также при Селиме II продолжал развиваться морской арсенал Касымпаша, заложенный при Мехмеде Завоевателе и расширенный при Сулеймане Великолепном. Рабочий посёлок при арсенале был заселён ремесленниками из числа греков и грузинов, разбирающихся в корабельном и кузнечном деле. Как и при его предшественнике, в правление Селима II Стамбул не знал ни перебоев в снабжении продуктами питания, ни каких-либо уличных беспорядков и волнений. Селим II умер в декабре 1574 года в султанском гареме и был похоронен в шестиугольном тюрбе во дворе мечети Айя-София. Вскоре там же были захоронены его пять сыновей (по другим данным — 17), задушенных по приказу Мурада III при восшествии того на престол, а также жёны и пять дочерей.

## Эпоха Мурада III

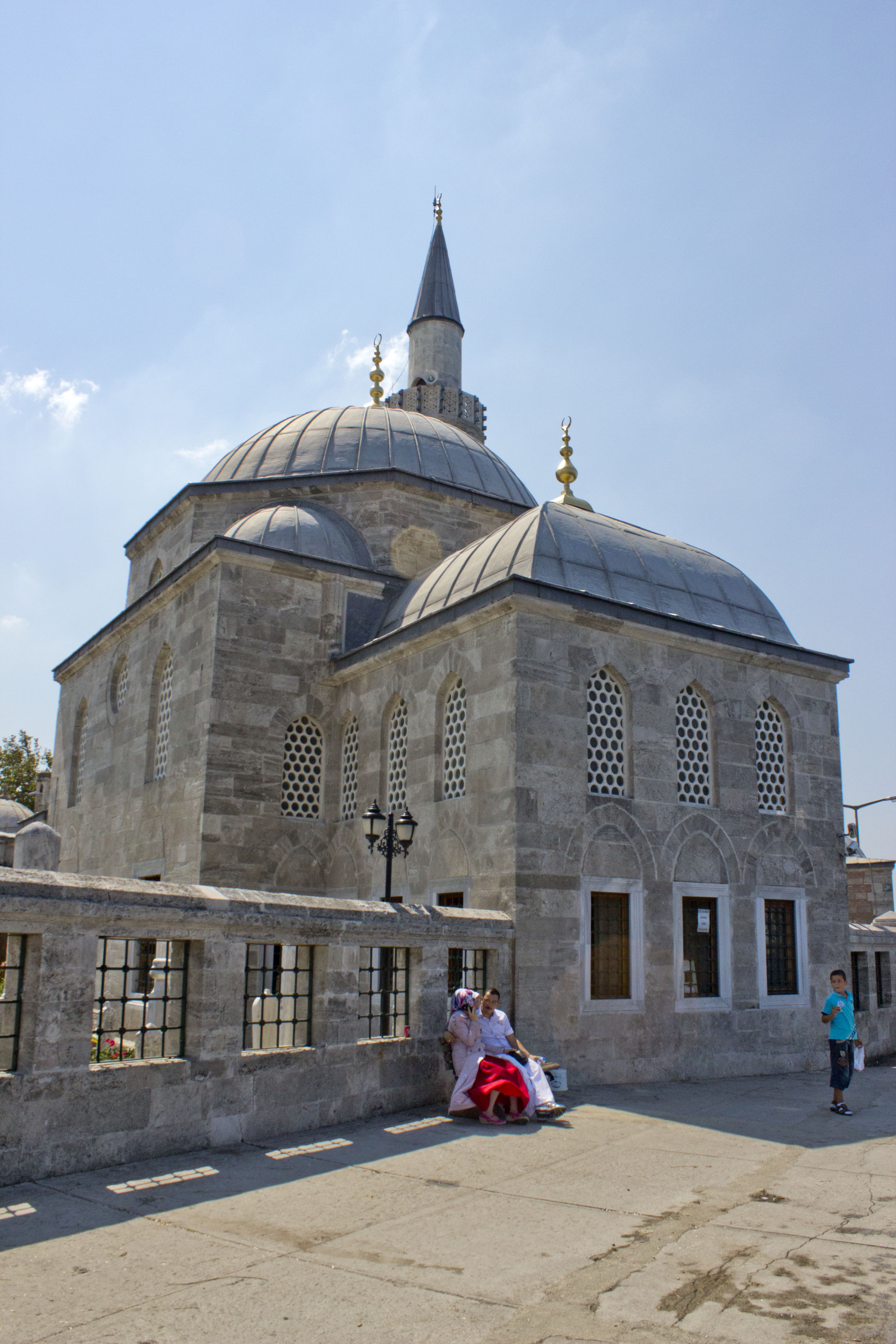
Мечеть Шемси-паши

В 1578 году по велению султана в Стамбуле была открыта обсерватория, в которой работал выдающийся астроном и математик Такиюддин аш-Шами. В октябре 1579 года в Стамбуле был убит великий визирь и один из самых влиятельных людей империи Соколлу Мехмед-паша. В 1580 году желанную привилегию «права флага» получили англичане, которые вскоре основали торговую «Левантийскую компанию» и быстро потеснили в Стамбуле французских коммерсантов (к 1640 году в османской столице уже насчитывалось 25 английских торговых домов). В 1581 году на набережной Ускюдара по проекту Синана была построена мечеть Шемси-паши. В июне 1582 года на площади ипподрома прошло грандиозное празднество, посвящённое обрезанию султанского сына Мехмеда. Большим влиянием в правление Мурада III обладали великий визирь Сиявуш-паша (1582—1584, 1586—1589 и 1592—1593), построивший себе возле мечети Сулеймание дворец, который насчитывал 300 комнат, а также видный богослов и историк Саад-эд-дин. В декабре 1583 года умерла валиде-султан Нурбану Султан, которая пользовалась огромным авторитетом при дворе, но соперничала с наложницей сына Сафие Султан (придворные группировки этих женщин постоянно плели интриги и заговоры друг против друга, смещая и назначая высших сановников империи). В 1585 году султан совершил удачный поход против персов на Кавказ, а по возвращении повелел закрыть все православные храмы столицы. Резиденция константинопольского патриарха превратилась в мечеть Фетхие-джами, а сам патриарх ютился на подворье Александрийского патриархата в церкви Богородицы (Феотокос), затем — в церкви Святого Димитрия.
В правление Мурада III шло дальнейшее расширение дворца Топкапы, а по обе стороны от главного входа мечети Айя-София были установлены два алебастровых сосуда (каждый ёмкостью 1200 литров), привезённых султаном из Пергама. Однажды, под давлением улемов, султан велел закрыть все кофейни и объявил употребление кофе греховным, однако фактически его указ так и не был применён в реальной жизни. В феврале 1588 года умер архитектор Синан, после чего османская архитектура несколько утратила былую монументальность, но продолжала процветать, во многом благодаря ученикам Синана (его похоронили в тюрбе собственной планировки возле ограды мечети Сулеймание). На период правления Мурада пришёлся расцвет взяточничества и кумовства, а войны с Ираном ослабили армию и истощили финансы империи. После подавления янычарского восстания в апреле 1589 года во второй раз великим визирем был назначен Коджа Синан-паша, но из-за другого янычарского мятежа в августе 1591 года он был вновь снят со своего поста. В январе 1595 года Мурад III умер и был похоронен в квадратном тюрбе, расположенном во дворе мечети Айя-София. Там же были похоронены его родственники, в том числе сыновья (19 своих братьев и семь наложниц отца казнил при восшествии на престол Мехмед III).

## Эпоха Мехмеда III
Казнив своих братьев, новый султан опасался заговоров даже со стороны сыновей. Он запретил им управлять провинциями, как это было раньше, вместо этого заперев в отдельном павильоне султанского дворца под названием «Кафес» («Клетка»). Большим влиянием при дворе Мехмеда III пользовалась валиде-султан Сафие-султан, пережившая сына. По её приказу было начато строительство грандиозной Новой мечети, причём местом строительства был выбран еврейский торговый квартал возле старого порта (в ходе расчистки места под мечеть евреи и караимы были изгнаны на новое место — в квартал Хаскёй возле Галаты). В 1599 году английская королева Елизавета I в знак дружбы отправила султану орган, который сопровождал его создатель, мастер Томас Дэллам (он был поражён богатством дворцовых покоев и блеском придворного церемониала, о чём рассказывал по возвращении в Европу). В правление Мехмеда III распространяется мода на табак, и очень скоро мужчины и женщины начинают курить трубку (чубук) и кальян. Лучший табак прибывал в Стамбул из Салоник, Малой Азии и Латакии.
На рубеже XVI—XVII веков стамбульский порт оставался крупным центром международной и транзитной торговли. В гавань Золотого Рога ежедневно заходили десятки судов из разных стран (корабли европейских купцов предпочитали швартоваться у причалов Галаты). В Стамбуле процветала торговля привозными товарами, что позволяло снабжать жителей продуктами питания, обеспечивать ремесленников сырьём, а двор и знать — предметами роскоши. Кроме того, здесь процветала работорговля (через невольничий рынок Стамбула ежегодно проходили десятки тысяч пленников). Переброской людей и грузов через Босфор и Золотой Рог было занято более 15 тыс. лодочников, которые образовывали могущественную корпорацию. В её состав входили перемеджи (лодочники, перевозившие только людей с их личным багажом), каикджи (владельцы каботажных судов средних размеров) и сандалджи (владельцы крупных галер). Важной отраслью экономики города было строительство. В XVI веке в Стамбуле было сооружено около 30 крупных мечетей (для примера, за весь XVII век было построено всего шесть мечетей, из которых больших — лишь две).
После многочисленных просьб и взяток турки разрешили отремонтировать церковь Святого Георгия в районе Фанар, которая с 1601 года стала кафедральным собором и резиденцией константинопольского патриарха. Сюда снесли все уцелевшие в Стамбуле христианские реликвии, в том числе столб бичевания, к которому был привязан Иисус Христос, высокопочитаемые мощи и иконы. Постепенно вокруг резиденции патриарха в Фанаре сложился христианский квартал, в котором селились влиятельные греческие семейства. В правление Мехмеда III в Стамбуле работали видный историк и крупный чиновник Мустафа Али, написавший «Кюнх аль-ахбар» («Сущность новостей»), и историк Мустафа Селаники. В декабре 1603 года Мехмед III умер и был похоронен в восьмиугольном тюрбе, расположенном во дворе мечети Айя-София. На престол взошёл его сын Ахмед I, который, вопреки традиции, пощадил младшего брата Мустафу.

## Эпоха Ахмеда I

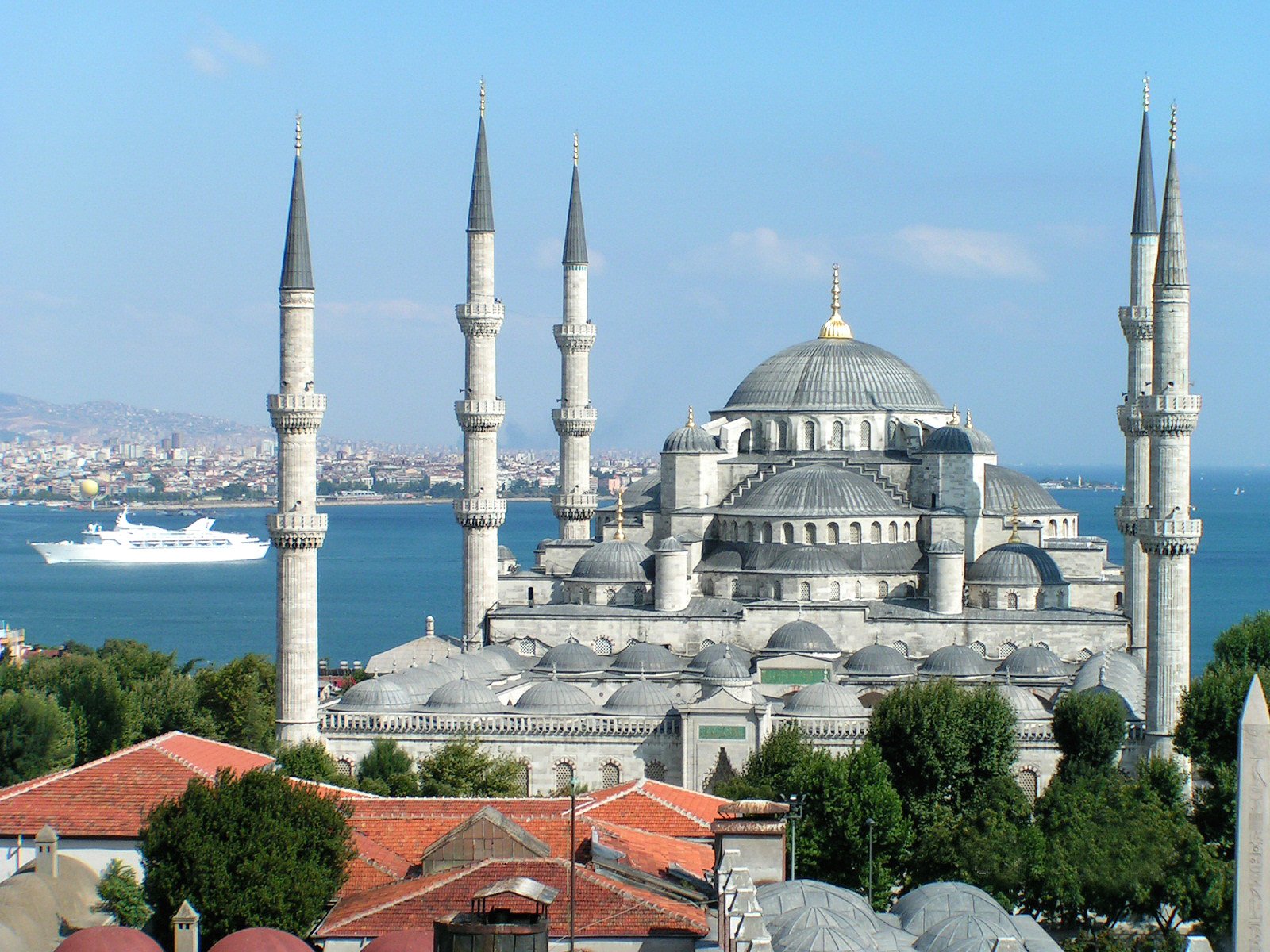
Мечеть Султанахмет

В начале XVII века в Стамбуле осело значительное число армян из восточных районов Анатолии. В ноябре 1605 года в столице скончались две влиятельные женщины — бывшая валиде-султан Сафие-султан (вероятно, умерла своей смертью в старом дворце) и действующая валиде-султан Хандан-султан. В 1609 году напротив Айя-Софии началось строительство Голубой мечети, для чего были разобраны западные трибуны византийского ипподрома с остатками императорской ложи, а также многие постройки лежавшего в руинах Большого императорского дворца. Автором грандиозного проекта был один из самых талантливых учеников Синана — архитектор Мехмед-ага. Строительство закончилось в 1616 году, после чего Голубая мечеть стала самой значимой мечетью Стамбула и одним из символов города. Она поражала и своими размерами (в ней одновременно могли молиться 35 тыс. верующих), и непривычными шестью минаретами (согласно легенде, глуховатый архитектор неверно понял приказ Ахмеда, повелевшего построить «золотые минареты» или «алтын минаре», а Мехмед-ага вместо этого услышал «шесть минаретов», то есть «алты минаре»). В состав обширного комплекса мечети входили медресе, больница, несколько богаделен, кухни и караван-сарай (медресе мечети Султанахмет встало в один ряд с такими влиятельными школами, как медресе при мечетях Баязид, Фатих, Айя-София и Сулеймание).
Центральной магистралью Стамбула являлась широкая и красивая улица Диван-Йолу, по которой султанский кортеж во время частых процессий пересекал весь город от ворот Эдирне до дворца Топкапы (она довольно точно совпадала с линией главной улицы Константинополя — Меса). Важными узлами, через которые проходила Диван-Йолу, были площадь Баязида (на месте форума Феодосия) и площадь Чемберлиташ (на месте форума Константина). Однако остальные улицы Стамбула были узкими, кривыми, мрачными и в большинстве своём не вымощенными. Они отличались грязью, особенно после дождя, поэтому знатные горожане передвигались по столице верхом или в каретах. Из камня строились преимущественно дворцы знати, дома богатых купцов, мечети и бани, остальные строения (основная масса домов ремесленников, мелких торговцев и чиновников, а также большинство мелких лавок, магазинчиков и мастерских) возводились из глины и дерева и были лишены каких-либо архитектурных излишеств. Частые пожары вынуждали власти издавать указы, в соответствии с которыми дома и лавки должны были строиться из камня и самана, а дерево могло использоваться в минимальных масштабах. Но за выполнением этих указов следили не особо тщательно, и число деревянных построек оставалось в Стамбуле весьма значительным ещё долгое время.

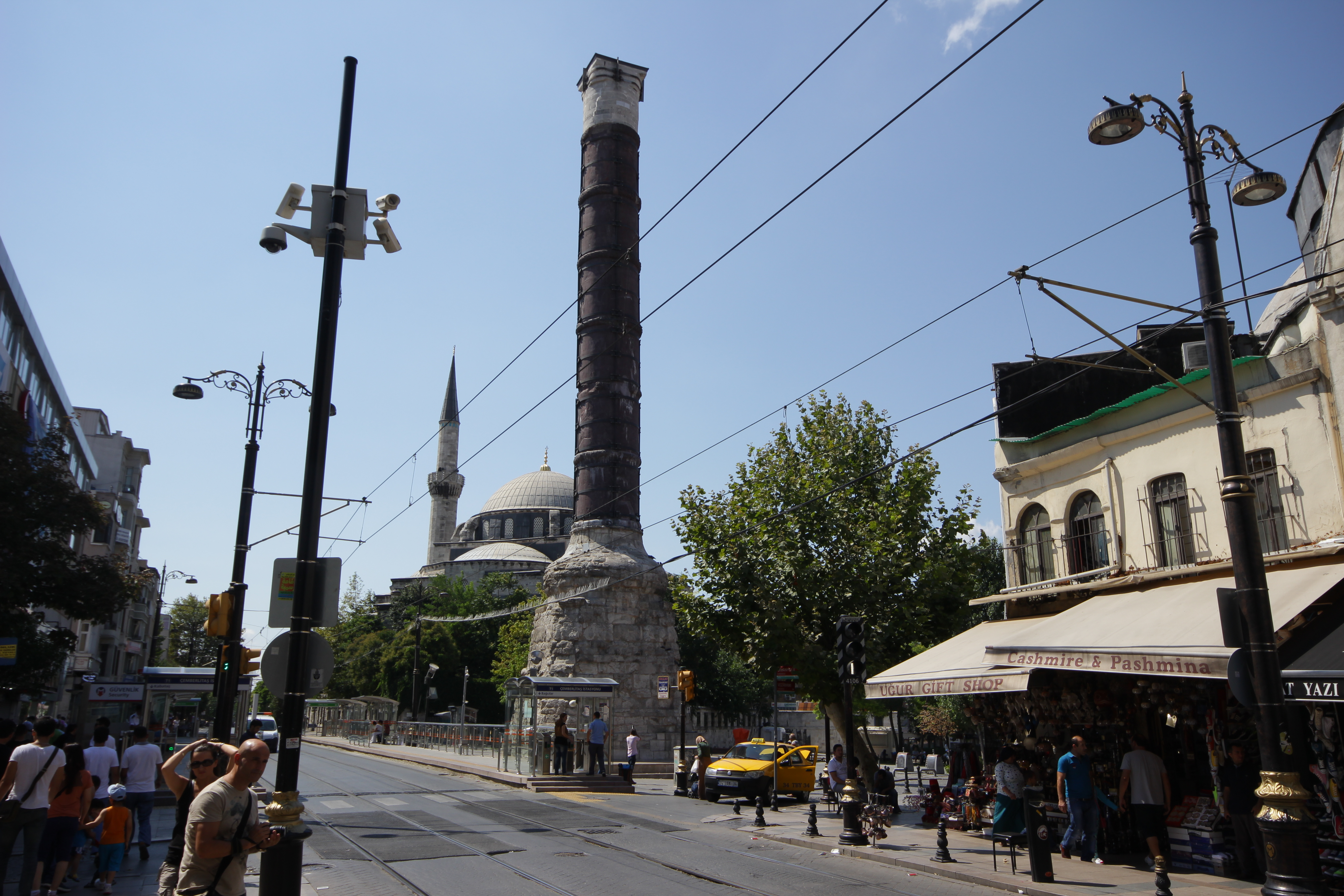
Улица Диван-Йолу и колонна Константина

Жилые дома Стамбула делились на несколько категорий: эв — маленькое строение, в котором жили простолюдины и служащие низшего звена; конак — особняк богатого горожанина со двором; ялы — особняк, расположенный на берегу Босфора и нередко имеющий причал; сераль (или сарай) — шикарный дворец важного сановника, окружённый садом и нередко имевший выход к воде. Цоколи всех конаков и сералей возводились из камня, однако имели деревянный остов. Многие дома знати снаружи выглядели довольно-таки непрезентабельно, так как сановники опасались зависти или гнева со стороны султана и его ближайшего окружения, но обладали богатым интерьером с пышной отделкой. Первый этаж отводился под кухню, жилища слуг и рабов, второй служил хозяевам и имел закрытые балконы.
В начале XVII века по инициативе Генриха IV французы начинают наращивать своё присутствие в Стамбуле, постепенно тесня венецианцев (ранее они крепко обосновались в Триполи, Алеппо и Дамаске, где и была сосредоточена французская торговля с Востоком). Период правления Ахмеда I продолжил традиции повсеместной коррупции и произвола чиновников. В 1612 году привилегию «права флага» получили голландцы, особенно сильно закрепившиеся в Измире (они также имели существенные интересы в Галате, торговали привозным сукном и золотыми арслани, но в столице предпочитали вести дела через посредников из числа греков и армян, или по заказу венецианцев). В 1614 году по распоряжению жены султана Кёсем Султан возобновилось приостановленное строительство Новой мечети (Ени Джами). Кёсем обладала большим влиянием при дворе мужа и даже смогла оттеснить Махфируз Хадидже Султан — первую жену Ахмеда и мать его старшего сына. Ахмед I умер от тифа в ноябре 1617 года и был похоронен в тюрбе при Голубой мечети (там же покоится прах его матери, жены и детей).

## Эпоха Мустафы I и Османа II
После смерти Ахмеда одна из придворных группировок поставила на престол его слабовольного младшего брата Мустафу I, который многие годы до этого провёл в «Клетке». В феврале 1618 года Мустафа был свергнут в пользу 14-летнего Османа II — своего племянника и старшего сына Ахмеда. Новый султан был довольно самостоятельным правителем, но поражение в Хотинской битве сильно подорвало его престиж. Вернувшись в столицу, Осман задумал ряд кардинальных реформ, но в мае 1622 года мятежные янычары убили его в крепости Едикуле и вновь поставили на трон Мустафу I (Осман был похоронен рядом с отцом возле Голубой мечети). При французском после Филиппе Арле (1620—1631) католические миссии империи получили значительную поддержку, а капуцины даже обосновались в Стамбуле. После повторного свержения в сентябре 1623 года Мустафа до конца своей жизни находился в заключении во дворце Топкапы. После смерти в январе 1639 года он был похоронен в тюрбе во дворе мечети Айя-София (его гробница перестроена из христианской крестильницы византийского периода).

## Эпоха Мурада IV
В сентябре 1623 года в результате очередного дворцового переворота на троне оказался малолетний Мурад IV, что сразу возвысило влиятельную группировку его матери Кёсем Султан и верных ей евнухов (от имени султана были казнены трое его братьев, которые могли претендовать на престол). В 1626 году власти издали очередной указ, который предписывал строить в Стамбуле и Галате дома из камня и глины (по образцу Халеба и Дамаска), но исполнялся он не слишком строго. В 1627 году (по другим данным — в 1624 году) греческие монахи основали в Стамбуле типографию, которая печатала книги на греческом языке. В мае 1632 года султан подавил мятеж янычар и сипахов, поднятый ими в столице. После этого влияние валиде-султан стало сокращаться, а Мураду удалось с помощью жестоких репрессий навести порядок в своих владениях, пополняя имуществом казнённых врагов султанскую казну. Он даже провёл перепись населения, а также опись всех зданий, корпораций и объединений столицы (1637). Недовольный усилением армян во внутренней и средиземноморской торговле, Мурад IV приказал выселить из Стамбула всех представителей этого народа, родившихся в Кайсери и Восточной Анатолии (однако, указ не был приведён в исполнение и не имел никаких последствий). В апреле 1635 года в Стамбуле были казнены мятежный эмир Ливана Фахр ад-Дин II и его родственники. Также в 1635 году, после разгрома англичанами турецкой эскадры, османские власти наложили на столичных иностранцев огромный штраф, а резиденции западных послов подверглись обыскам и грабежам (переводчик французского посольства, протестовавший против произвола, был посажен на кол). В том же 1635 году на территории комплекса Топкапы был воздвигнут небольшой Ереванский дворец (Реван-Кёшк), названный так в честь взятия турками Еревана. В 1639 году рядом с ним в ознаменование очередной победы османских войск — взятия Багдада — был построен дворец Багдад-Кёшк. В 1637 году в квартале Джибали случился большой пожар, после которого султан попытался запретить в Стамбуле курение табака и заодно употребление кофе (в некоторых мечетях даже читали проповеди против табакокурения). В июне 1638 года по велению султана был задушен патриарх Кирилл Лукарис (он боролся с влиянием иезуитов и сблизился с протестантами, которым подарил Александрийский кодекс). В правление Мурада в столице творили великие поэты Неф`и (казнён по велению султана в 1635 году) и Яхья (занимал пост шейх-уль-ислама), писатель-хронист Кочибей. В феврале 1640 года Мурад IV умер, после чего на престол взошёл его младший брат Ибрагим I, освобождённый из «Клетки».

## Эпоха Ибрагима I
С воцарением Ибрагима к власти вернулась и партия Кёсем Султан, но в дальнейшем она испортила отношения с сыном. Султан опустошал казну огромными тратами на покупку рабынь, благовоний и пушнины, цены на которые сразу же возросли многократно, а его мать через доверенного кызлар-агасы и часто сменявшихся визирей ведала всеми делами Османской империи. В 1642 году резиденция армянского патриарха была перенесена из квартала Сулумонастыр в Кумкапы на побережье Мраморного моря, где вырос новый армянский район. Когда в октябре 1644 года эскадра рыцарей-госпитальеров захватила богатое османское судно с высокопоставленными чиновниками, взбешённый султан приказал убить всех христиан Османской империи. Позже он отменил свой приказ, но начал затяжную войну с Венецией. Это нанесло большой урон многочисленной венецианской колонии Стамбула, которая до этого превосходила других европейцев по объёму торговли (под началом бальи и «совета двенадцати» находились десятки купцов, в том числе из числа древних родов, живших на Востоке не одно поколение, а также дипломаты, переводчики, секретари и священники), а также привело к охлаждению франко-османских отношений. К 1646 году все западные посольства перебрались в Галату и Перу, после чего в собственно Стамбуле почти не осталось «франков» (в Галате, а позже и Пере издавна находились резиденции венецианского бальи и генуэзского подесты). После этого постепенно забылся указ Сулеймана Великолепного, запрещавший иностранцам носить западные одежды и обязывавший их поверх своих платьев одевать турецкий кафтан. Кроме того, контакты «франков» с турками сократились до минимума и ограничивались сношениями через греческих, еврейских и армянских посредников. Посол Англии получал жалованье от «Левантийской компании», а посол Франции жил на отчисления от пошлин таможни Марселя (послы платили турецким властям взятки и штрафы за проступки, совершавшиеся их соотечественниками). В августе 1648 года янычары при поддержке мусульманского духовенства и дервишей свергли султана. Через несколько дней он был задушен и похоронен в тюрбе Мустафы I во дворе мечети Айя-София.

## Эпоха Мехмеда IV

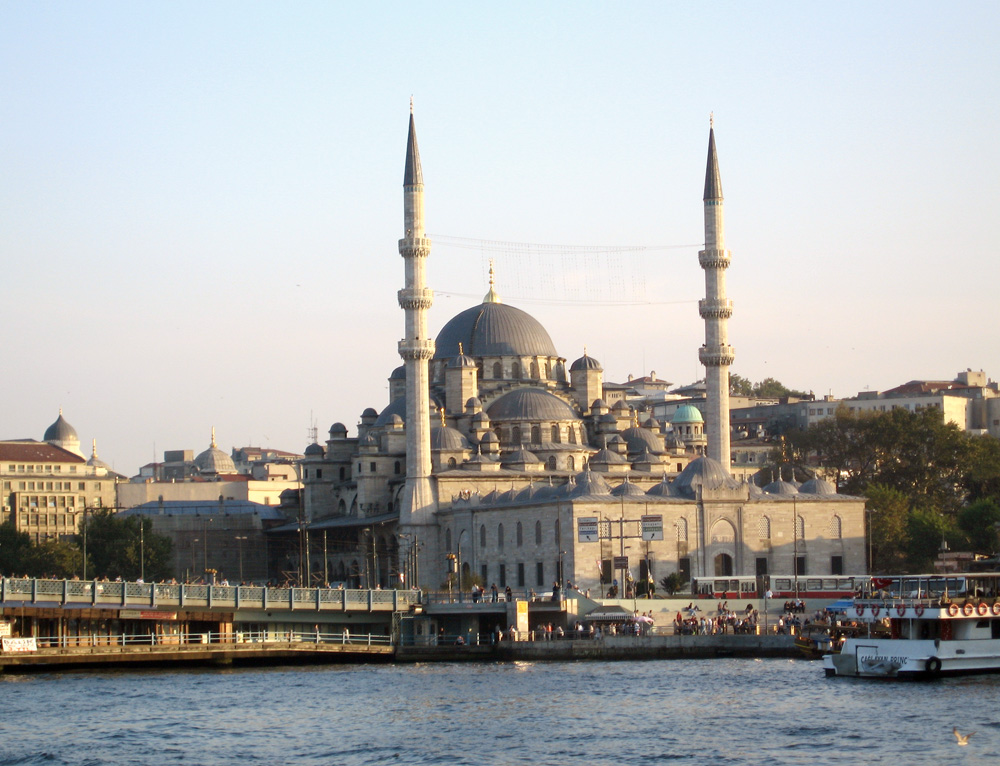
Новая мечеть

В 1648 году на престол был возведён малолетний Мехмед IV, сменивший на османском троне своего отца, свергнутого янычарами. Вся власть сосредоточилась в руках его матери Турхан Султан и бабушки Кёсем Султан, которые ввергли двор в анархию и череду интриг (в сентябре 1651 года бабушка султана была задушена евнухами по приказу Турхан Султан). В августе 1651 года на волне народного гнева был смещён со своего поста великий визирь Мелек Ахмет-паша (он велел начеканить большое количество низкопробных пиастров и акче, обязав торговцев и ремесленников принимать их по курсу венецианских цехинов и османских золотых). Дальнейшее ухудшение экономического положения вызвало в 1655—1656 годах новые мятежи со стороны янычар и стамбульских цехов. С подачи влиятельной валиде-султан новым великим визирем в сентябре 1656 года стал Кёпрюлю Мехмед-паша — родоначальник династии Кёпрюлю, которая постепенно сменила так называемый «султанат женщин».
Султаны всегда стремились угодить янычарам и завоевать их благосклонность щедрыми подарками, высоким жалованьем и различными развлечениями. Со времён Баязида II существовал обычай (джюлюс бахшиши), по которому вступавшие на престол султаны должны были одаривать янычар деньгами (со временем он превратился в своеобразную дань правителей янычарскому корпусу). К середине XVII века янычары уже играли большую роль при дворе, участвовали почти во всех дворцовых переворотах, активно смещали неугодных сановников, а также повсеместно нарушали первоначальный запрет на женитьбу и предпринимательскую деятельность. Они всё чаще обзаводились семьями, пополняя корпус своими детьми, промышляли мелкими торговыми операциями и занимались ремеслом, проникая в торгово-ремесленные цехи Стамбула. В списках янычарского корпуса значилось множество «мёртвых душ», чьё жалованье присваивали себе командиры, а боевая мощь султанской гвардии резко ослабла. В Стамбуле базировалось около трети янычарского корпуса, то есть от 10 до 15 тыс. человек. Казармы янычар стали главным очагом бунтов, периодически потрясавших столицу империи (например, только в правление Мехмеда IV янычары устраивали крупные мятежи в 1651, мае 1655 и марте 1656 года), а расположения янычарского аги искали все противоборствующие дворцовые группировки.

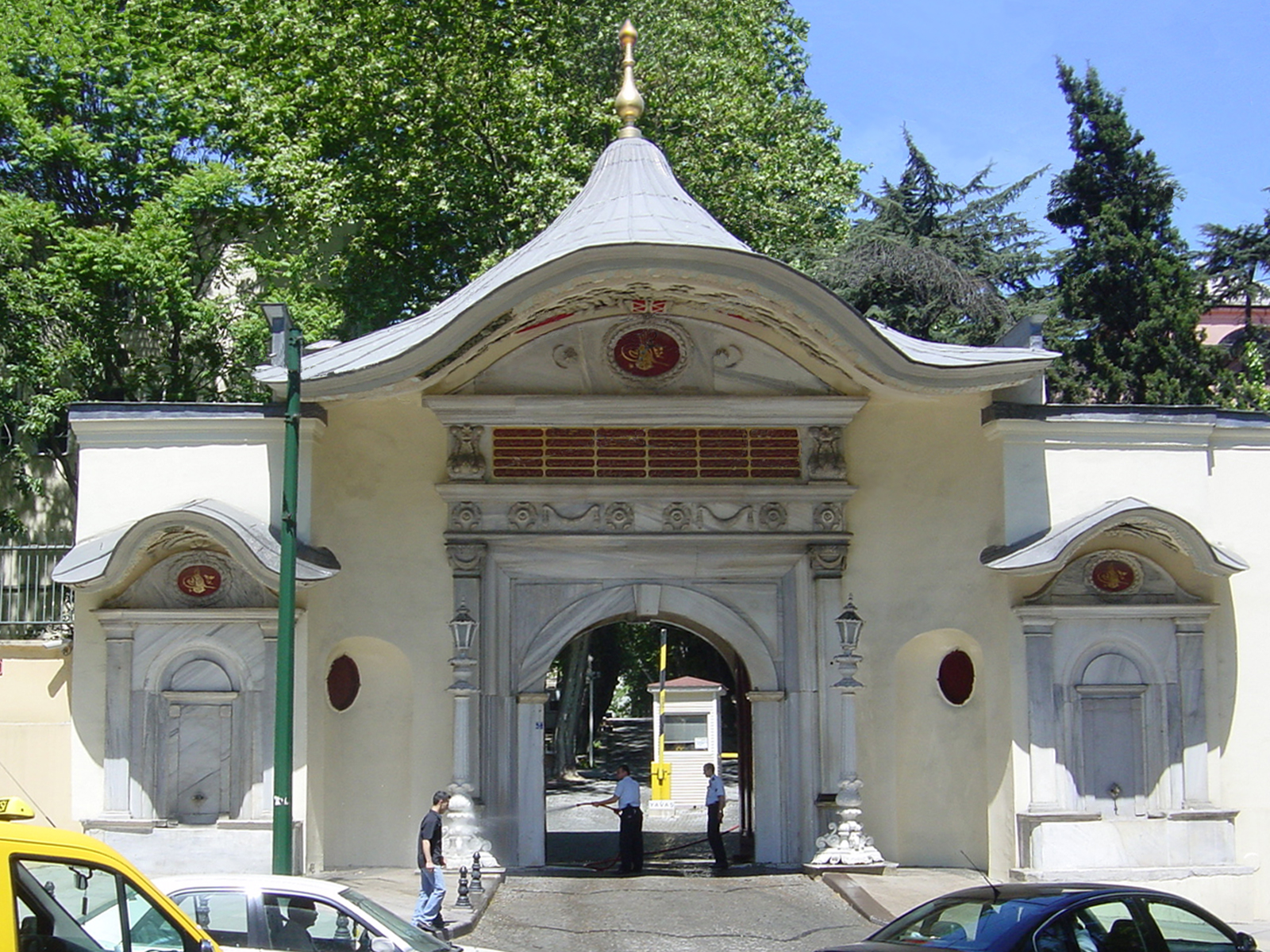
Ворота во дворец великого визиря

В 1654 году один из дворцов, построенных рядом с комплексом Топкапы (особняк бывшего садр-азема Халил-паши), стал постоянной резиденцией великого визиря. Он находился напротив павильона Алай-Кёшк, с балкона которого султан принимал парады своей армии. Ворота в этот дворец назывались Пашакапасы (Ворота паши), затем — Баб-и Али (Высокие ворота), и всё правительство Османской империи с последней четверти XVII века стало известно как Высокая порта (или Блистательная Порта). Однако, диван с обязательным участием визиря продолжал заседать в султанском дворце. Кроме государственной казны в Топкапы хранилась и личная казна султана, которая, в отличие от первой, не испытывала обычно недостатка в поступлениях. Личные средства султана только в исключительных случаях тратились на нужды государства, оформляясь министром финансов (дефтердаром) в виде долговых обязательств. Султанская казна пополнялась за счёт дани из вассальных придунайских княжеств и Египта, доходов от вакуфных земель и предприятий, подношений и подарков. Султан присваивал себе на правах «законного наследника» имущество умерших военных и гражданских чинов, а также широко практиковал введённую с середины XVII века систему казней опальных сановников с конфискацией их богатств. Ещё одним способом пополнения казны был обычай выдавать султанских дочерей в младенческом возрасте за богатых сановников, которые были обязаны платить крупные суммы на содержание «супруги».
Всё экономически активное население Стамбула (купцы, посредники, ростовщики, ремесленники, мелкие торговцы и рабочие) было объединено в цехи (эснаф или таифе). Фактически, в тот или иной цех записывали всё взрослое мужское население города, за исключением военных и занятых на дворцовой службе. В четырёх столичных округах (Стамбул, Эюп, Галата и Ускюдар) числилось 1,1 тыс. цехов, объединённых в 57 ассоциаций (фютюввет или футувва). Согласно сведениям знаменитого историка и географа Эвлии Челеби, в середине XVII века в Стамбуле насчитывалось более 23 тыс. ремесленных мастерских, в которых работало около 80 тыс. человек, и свыше 15 тыс. крупных торговцев (с учётом их служащих), которым принадлежало почти 3,2 тыс. магазинов, лавок и складов. В городе действовало 65 корпораций мелких торговцев, объединявших уличных лавочников и лоточников, которые контролировали более 14 тыс. торговых точек. Всего в сфере мелкой торговли было занято почти 50 тыс. жителей Стамбула. Согласно различным источникам, число постоянно действующих лавок торговцев и ремесленников колебалось в Стамбуле той поры от 32 до 48 тысяч (включая прилавки и магазинчики мелких и крупных ремесленных мастерских). Ремесленное производство отличалось глубоким разделением труда, в связи с чем швейная отрасль столицы была представлена 19 цеховыми организациями, кожевенная — 35, оружейная — 36, строительная — 44, булочники и кондитеры были объединены в 29 корпораций. Особенно славился Стамбул изделиями ювелиров, гравёров, чеканщиков и оружейников.
Несмотря на внушительный производственный потенциал, Стамбул был преимущественно городом-потребителем, вся продукция которого шла почти целиком на местный рынок. Ежегодно в столицу пригоняли 4 млн баранов, 3 млн ягнят и 200 тыс. голов крупного рогатого скота; ежедневно Стамбул поглощал 500 тыс. кг пшеничной муки, большое количество риса, молочных продуктов, овощей и фруктов. Зерно на столичный рынок попадало из Фракии, азиатского побережья Мраморного моря, портов Эгейского и Чёрного морей (особенно из придунайских княжеств), рис — из Египта, овцы — с Балкан и из Центральной Анатолии (особенно со склонов Таврских гор), домашняя птица — из восточной Фракии и района Измира, рыба — из деревень вдоль Босфора и с черноморского побережья, йогурт — из окрестностей Стамбула, оливки и оливковое масло — из Центральной Анатолии, лимоны — с Хиоса и из Киликии, мёд — из Молдовы и Валахии, соль — из Египта, Крыма и Западной Анатолии, кофе — из Египта и Йемена. Также были значительны поставки сырья, особенно кож и шкур из Крыма, Болгарии и Молдовы. Из Западной Европы (Франции, Англии, Голландии, Испании, Венеции) привозили ткани, готовую одежду, сахар, бумагу, скобяные изделия, медь, олово, свинец, железо, красители, стекло и стеклянные изделия, зеркала, лекарства, из Индии (в основном французы и голландцы) — перец, корицу, имбирь и гвоздику.

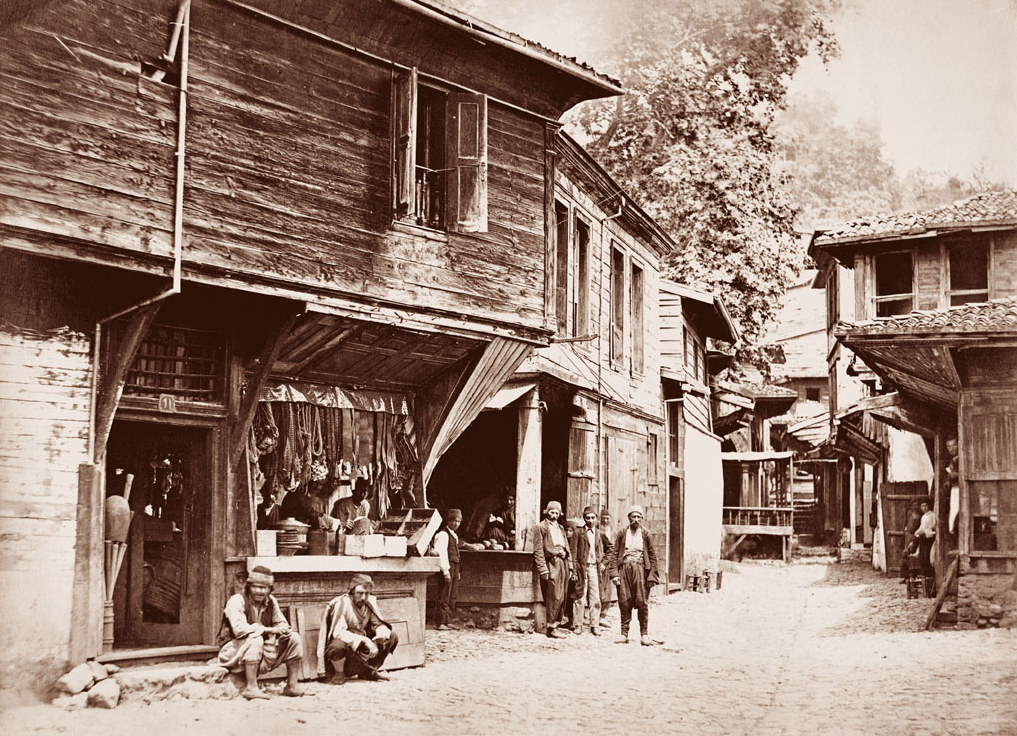
Типичная стамбульская лавка

Деятельность стамбульских цехов тщательно регламентировалась властями и внутренними уставами. Например, строго ограничивалось число лиц, имевших право открывать в городе мастерскую или лавку, а подмастерья (кальфа) и ученики (чирак) были полностью подчинены воле мастера (уста). Общими вопросами деятельности цехов ведали избиравшиеся мастерами советы старейшин, во главе которых стояли старосты (кетхюда) и их заместители (йигитбаши). Они представляли интересы цеха в правительственных учреждениях и решали все внутренние споры между членами цеха. В тех цехах, где «неверные» составляли большинство, кетхюда избирался из их числа. Городские власти тщательно контролировали деятельность цехов через кадиев и специальных чиновников (мухтесибов и их помощников кологланларов), следивших за исполнением устава и распределением между цехами необходимых им товаров и изделий (в том числе импортного сырья). Они же надзирали за условиями производства и качеством выпускаемой продукции, взимали налоги, следили за исполнением правительственных указов и ценовой политикой, боролись со спекулянтами. Несмотря на строгий контроль со стороны властей, иногда недовольство стамбульских цехов выплёскивалось на улицы (например, в августе 1651 года и зимой 1668—1669 года).
Ежегодно или один раз в несколько лет каждый столичный цех устраивал праздник, длившийся иногда целую неделю (обычно такие праздники проводились на лугах Кагитхане или Агачаири). На этих своеобразных ярмарках ремесленные и торговые цехи демонстрировали и продавали свою продукцию, а также угощали бедняков. Кроме того, цехи участвовали во многих официальных торжествах, например, в парадах по случаю восшествия на престол нового султана, обрезания принца или военного похода армии. Причём каждый цех сооружал подмостки на колёсах, на которых изображались та или иная мастерская или лавка. Между цехами разгоралось соперничество в том, кто ярче и красочнее сумеет представить перед султаном и придворными свою деятельность (победитель получал от правителя деньги или ценный подарок). Это соперничество усиливалось также из-за того, что большинство стамбульских цехов примыкало к тому или иному суфийскому братству (бекташи, мевлеви или мелами), которые нередко находились между собой в натянутых отношениях. Все стамбульские цеха имели своих святых покровителей, в руководстве цехов присутствовали шейхи или дуаджи (религиозные вожди), многие крупные цеха имели свои мечети или финансировали близлежащие. Церемонии приёма нового члена корпорации или вступления выборных руководителей в должность были близки к ритуалам инициации, практиковавшимся в дервишских братствах. Во время цеховых праздников и торжеств много внимания и времени уделялось отправлению религиозных обрядов, хотя со временем шейх цеха или ассоциации превратился в номинальную должность (например, сопровождал членов цеха во время хаджа).
Среди стамбульских торговцев существовала своеобразная иерархия, наверху которой находились крупные оптовики-негоцианты, специализировавшиеся на привозных товарах (туджджары или базирганы). Они занимались закупками, перевозкой и складированием зерна, мяса, кофе, табака, вина, тканей, ковров, кож, шкур и мехов, благовоний, драгоценных камней. Например, большим влиянием пользовался цех джелеб-кешан, которые владели огромными стадами скота, бойнями и значительным числом мясных лавок. С оптовиками тесно сотрудничали патентованные посредники-комиссионеры (деллаль), получавшие с каждой сделки свой определённый процент. Купцы из числа османских подданных (в том числе греки, армяне и евреи) редко выходили за пределы империи, предпочитая покупать товары из дальнего зарубежья у персов, арабов, итальянцев и других «франков». К низшей категории относились мелкие лавочники и бродячие уличные торговцы (сейяры), единственным имуществом которых нередко были ларёк (колтук), лоток для торговли вразнос или заплечная корзина с минимальным ассортиментом товаров. По мере убывания числа своих членов располагались торговцы продуктами питания (лепёшками, булками, овощами, фруктами, мясом и рыбой, йогуртом, прохладительными напитками), тканями и готовой одеждой, лекарствами, снадобьями и благовониями, обувью и грубой керамикой, а также старьёвщики (эскиджи).

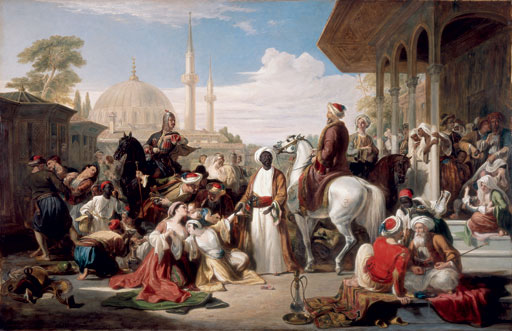
«Рынок невольников в Константинополе», картина Вильяма Аллана, 1838

Между оптовиками и мелкими лавочниками располагалось несколько категорий торговцев, в том числе многочисленные ремесленники, продававшие свои изделия прямо в мастерских, и владельцы специализированных магазинов в бедестанах. Как правило, лавки ремесленников одного цеха располагались вдоль одной улицы или занимали один угол базара. Кроме того, имелись государственные чиновники, снабжавшие султанский дворец, армейские казармы и конюшни, имперские верфи и мастерские (по отливке пушек, чеканке монет, производству пороха, ядер, мачт и парусов) всем необходимым — продуктами питания, фуражом, предметами роскоши, одеждой, рабами, дровами и сырьём. В центре Стамбула, в районе Большого базара, располагались государственные склады пшеницы, ячменя, овса, растительного масла, строевого леса, соли и пороха. Особую категорию торговцев представляли собой еврейские купцы, воспитывавшие и продававшие для богатых горожан невольниц. Невольничий рынок (Эсирпазары) располагался на отдельной площади возле Большого базара, но покупать рабов могли лишь мусульмане (с середины XVII века стали возможны отступления от правила и для «неверных», а к концу XVII века христиане и евреи уже на законных основаниях могли приобретать себе рабов, уплачивая в казну соответственный налог).
Кроме невольничьего существовали и другие специализированные рынки — по продаже лошадей, домашней птицы, живой и солёной рыбы, книг, специй, «блошиный рынок», а также еженедельные рынки-ярмарки: Салыпазары («рынок по вторникам») между Галатой и Топхане, Чаршамбапазары («рынок по средам») в Фетхийе, Першембепазары («рынок по четвергам») в Каракёй. По пятницам работали оживлённые рынки в районах Эдирнекапы, Ходжа Мустафа-паша, Кучук Мустафа-паша, Эюп, Касымпаша и Ускюдар, по субботам — в районах Алипаша (возле мечети Фатих) и Кулаксиз (в окрестностях Касымпаша), по воскресеньям — рынок Авретпазары, по понедельникам — рынок в районе Маджунджу. Но крупнейшим оставался Большой базар (Бююк чарши) или Крытый базар (Капалы чарши). Его сердцем были два старинных бедестана, вокруг которых располагались многочисленные хане (смесь гостиницы, офиса и склада), караван-сараи, таможенные склады, лавки и мастерские, а также пять мечетей и семь фонтанов. Базар представлял собой сеть из 67 пересекавшихся под прямым углом улиц, каждая из которых носила название цеха, обосновавшегося на ней (на некоторых перекрёстках существовали небольшие площади, на которых члены родственных цехов совершали совместные утренние молитвы). Всего на базаре работало 4 тысячи лавок, из которых около тысячи — в хане. В старом бедестане продавались шёлк, атлас, парча, бархат, ювелирные украшения, драгоценные камни, ковры, меха и фарфор, в новом — дорогие ткани, вышитые золотыми и серебряными нитями, шёлк и ангора. Все 18 ворот Большого базара вечером закрывались, после чего торговый комплекс оставался под надзором ночных сторожей, назначаемых цехами.
Среди столичных ремесленников самыми многочисленными были корпорации мельников, портных, кожевенников, производителей бабушей (туфли без задников и каблуков), плотников, столяров, свечников и седельников (каждая насчитывала более 3 тыс. человек). Существовали и крупные государственные промышленные предприятия, в первую очередь морской арсенал в квартале Касымпаша и артиллерийский арсенал в Топхане, а также несколько оружейных (тюфенкхане) и пороховых (барутхане) фабрик, два больших ателье, в которых шили форму для янычарского корпуса, армейские хлебопекарни, мастерские по производству сальных свечей, сухарей и бузы (в них работало более 7 тыс. человек). На нужды султанского дворца и многочисленных придворных работали специализированные мастерские по производству мебели, изразцов, стеклянных и бронзовых изделий, огромная художественная мастерская, а также швейные мастерские, изготовлявшие для сановников и слуг доламы, халаты и тюрбаны. Важное место занимали монетные дворы (возле мечети Баязида и во дворце), на которых работало много «неверных», особенно евреев. В общей сложности на 31 государственном предприятии Стамбула работало свыше 10 тыс. человек.
Военные и гражданские чины Османской империи
Около 40 тыс. человек относились к категориям людей, зарабатывавших интеллектуальным трудом или в сфере развлечений. Шейх-уль-ислам возглавлял многочисленную иерархию «людей веры», которые делились на две категории — служители культа и преподаватели медресе (к последним примыкали и улемы). К работникам умственного труда относились писатели и поэты, торговцы рукописями (саххаф), писцы (языджи), составители жалоб и прошений (арзухалджи), врачи, хирурги, окулисты и аптекари (среди медиков особенно много было греков и евреев). Около 15 тыс. человек насчитывали фокусники, кукловоды, артисты театра теней карагёз и уличного театра орта-оюну, акробаты, канатоходцы, дрессировщики медведей и певчих соловьёв, рассказчики комедийных, исторических и сказочных историй (меддах), народные поэты (ашик или саз-шаирлери), шуты и другие уличные артисты (среди них немало было арабов, персов, индийцев, цыган, армян и греков). Более высокий статус имели 6 тыс. музыкантов, делившихся на султанских или придворных (мехтер) и свободных (71 их корпорация подчинялась одному начальнику — сазендебаши). Отдельную категорию представляли работники хамамов (банщики, массажисты, цирюльники и другой вспомогательный персонал), коих в Стамбуле середины XVII века насчитывалось более 150 (в том числе около 60 публичных бань в Стамбуле, около 50 — в пригородах, остальные — частные бани в султанских дворцах и особняках знати), а также самостоятельные цирюльники (сюннетджи), которые, кроме стрижки и бритья, практиковали операции обрезания.
Среди других распространённых профессий Стамбула значились водоносы (сака), садовники и лодочники, объединённые в свои цехи, а также домашняя прислуга, в том числе постоянная и приходящая. В османской столице было мало нищих, просивших подаяние на улице. Все обездоленные находились на содержании имаретов, открывавшихся при каждой крупной мечети. Кроме того, помощь вдовам, сиротам, разорившимся ремесленникам и торговцам, калекам или переселенцам оказывали как соседи, так и цеховые организации, имевшие для этих целей специальные кассы взаимопомощи. Часть бедняков трудилась на общественных работах по прокладке дорог или рытью водостоков, организованных властями.
Важное значение имели цехи владельцев кабаков и таверн (в Стамбуле насчитывалось свыше тысячи таких заведений, в которых работало около 6 тыс. человек). Тавернами владели преимущественно «неверные», их не было в мусульманских кварталах и возле мечетей. Больше всего питейных заведений располагалось в Саматии, Кумкапы, Балыкпазары, Ункапаны, Джибали, Айякапасы, Фанаре, Балате, Хаскёе, Галате и деревнях вдоль Босфора (то есть в районах, населённых в основном христианами и евреями). Кабаки и таверны группировались возле причалов, но среди их клиентов были не только моряки, грузчики и торговцы, но и янычары, другие солдаты, нищие и проститутки. Также работали публичные дома, персонал которых набирался по большей части из числа «неверных» — гречанок, армянок, евреек, женщин с Кавказа и из Европы (но были и сирийки, персиянки и даже турчанки). Кроме таверн и публичных домов некоторые проститутки работали под видом продавщиц каймака или прачек. Районами с наихудшей репутацией в плане развратных утех считались Галата, Топхане и Эюп (последний привлекал проституток большим числом паломников).
Согласно данным Эвлии Челеби, любимыми местами отдыха и развлечений жителей Стамбула были площадь Атмейдан, Барутхане возле Золотого Рога, площадь Баязида у одноимённой мечети, площадь Вефа недалеко от мечети Фатих, Ага Чайири («Лужайка аги») возле ворот Силиври, Ени Бахче («Новый сад») у ворот Топкапы, Кадырга Лимани на берегу Мраморного моря, Ланга (популярное место морских купаний), площади в районах Эминёню, Саматия и Давуд-паша, а также эспланады перед мечетями Селима, Сулеймана, Айя-София, Шехзаде и Фатих. За городскими стенами горожане отдыхали в Кягытхане у побережья Золотого Рога («Сладкие воды Европы», названные так из-за источника воды), на равнине Сулеймана, лугах Топчулар и Отакчилар, в садах дервишского монастыря в Еникапы и садах Эюпа. На северном побережье Золотого Рога стамбульцев привлекали холм Окмейдан, где военные тренировались в стрельбе из лука по мишеням, окрестности мечети Пиале-паши в глубине долины Касымпаша и высоты Перы, откуда открывался красивый вид на Золотой Рог, Босфор и Мраморное море. В выходные и праздники горожане нанимали лодку и отправлялись в тихие места вдоль европейского берега Босфора — деревни Бешикташ, Истинийе, Еникёй и Тарабия, в Белградский лес и к источнику Кастанесу. На азиатском берегу стамбульцы посещали кладбище Ускюдара, целебный источник у горы Чамлыджы, «Сладкие воды Азии» возле крепости Анадолухисары и многочисленные особняки (ялы), построенные в зелени садов у самой воды и обустроенные пирсами (каикхане) для лодок и прогулочных судов.
Османские власти строго запрещали работавшим в Стамбуле типографиям печатать книги на турецком, арабском или персидском языках, а также не разрешали ввоз в страну книг на арабском языке, напечатанных в Европе. Мусульманские сочинения, изданные типографским способом, были объявлены «нечистыми» и подлежали уничтожению. Мехмед IV так строго следил за соблюдением этого закона, что распорядился утопить все экземпляры Корана, которые в Стамбул привёз один англичанин. Кроме того, Мехмед приказал бросить в воду арабский шрифт, присланный в дар султану из Венеции. Образованная прослойка столичных турок пользовалась рукописями и активно следовала мусульманскому обычаю создавать библиотеки рукописных книг (в Стамбуле существовало множество частных собраний, в которых хранились десятки тысяч манускриптов на арабском, персидском и турецком языках). В период правления Мехмеда IV в Стамбуле работали историк и писатель-энциклопедист Кятиб Челеби, историк и географ Эвлия Челеби, историки Хезарфен, поддерживавший отношения с французским востоковедом и переводчиком Антуаном Галланом, и Ибрагим Печеви, поэт Юсуф Наби, а также многие другие учёные и деятели искусств.

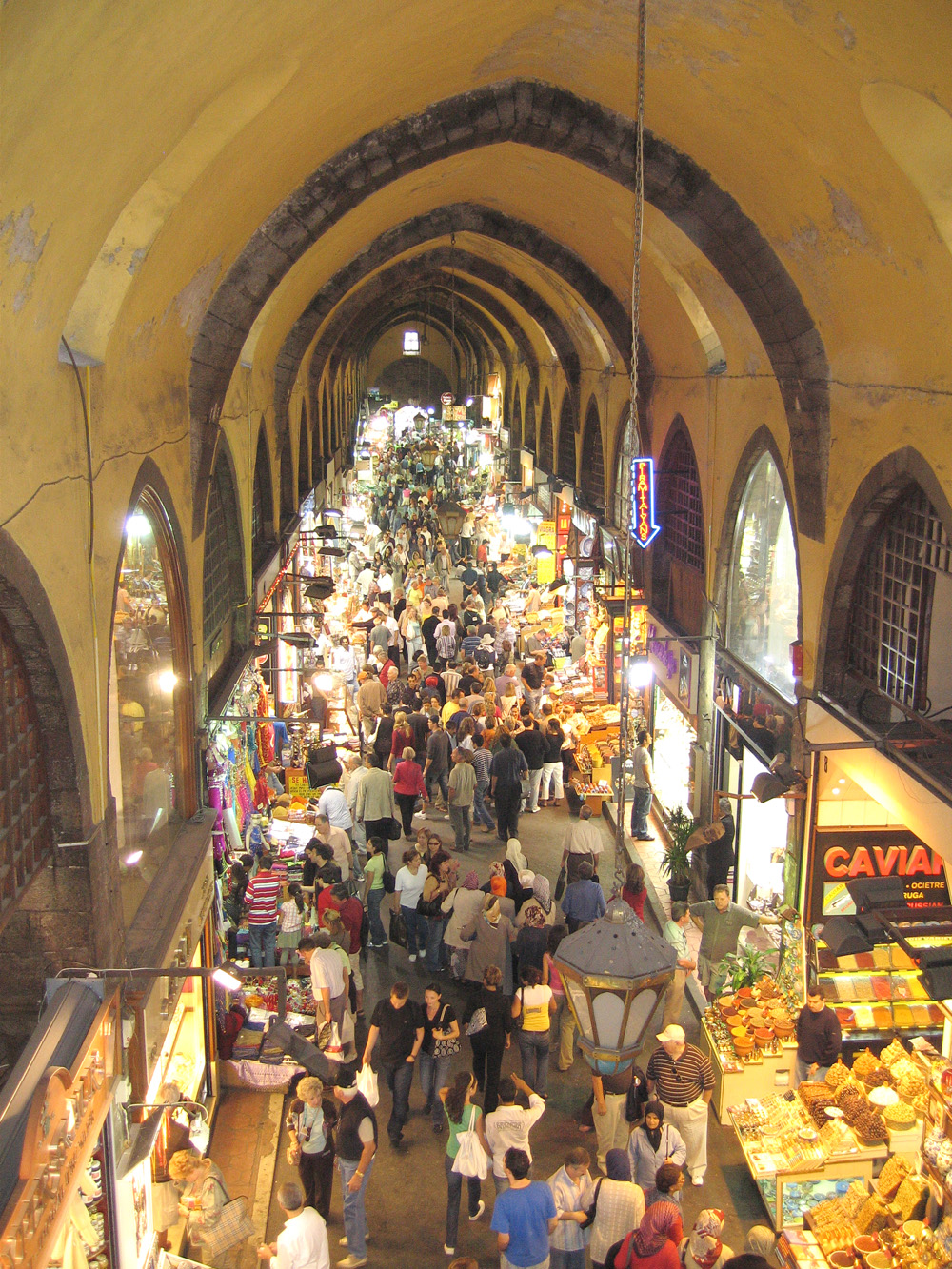
Египетский базар

В 1660 году был закончен большой Египетский базар, специализировавшийся на продаже специй и пряностей (доходы с этого рынка шли на достройку, а затем и содержание соседней Новой мечети). В том же 1660 году в Стамбуле случился грандиозный пожар, уничтоживший множество домов, мечетей, церквей и других строений, в том числе ряд деревянных зданий во дворце Топкапы. После этого дворцовые сооружения возводились обычно из камня, как например султанский гарем и ряд служебных помещений комплекса Топкапы, построенные в 60-х годах XVII века (в 1665 году очередной пожар вновь опустошил ряд помещений султанского дворца, на восстановление которого потребовалось три года). Вообще частые пожары были настоящим бедствием для преимущественно деревянного Стамбула. Только с 1633 по 1698 год огонь 21 раз уничтожал целые кварталы города, вместе с торговыми рядами, ремесленными мастерскими, складами и амбарами, принося, таким образом, огромный ущерб экономике столицы.
В сентябре 1661 года после тяжёлой болезни умер великий визирь Кёпрюлю Мехмед-паша, а его место занял сын Фазыл Ахмед-паша. Он начал борьбу с укрепившим свои позиции орденом мелами, приказав казнить ряд шейхов и большое число членов братства, которое после этого ушло в подполье. В 1665 году благодаря усилиям Турхан Султан завершилось строительство Новой мечети (в комплекс также входили медресе, мектеб, больница, бани и резиденция валиде-султан). В феврале 1666 года в Стамбул прибыл еврейский лжемессия Шабтай Цви, вызвавший волнения в еврейской общине. По приказу визиря его заточили в тюрьму (позже перевели в замок Абидоса), но в Стамбул стали стекаться восторженные почитатели Шабтая. В августе лжемессия был приглашён в султанский дворец, где принял ислам, после чего отправился привратником в Адрианополь. В 1670 году султан своим указом запретил в Стамбуле продажу вина и повелел закрыть все питейные заведения, однако этот запрет строго не выполнялся. Также Мехмед IV отменил запрет на курение табака, введённый его предшественником Мурадом IV, и ввёл государственную монополию на торговлю табаком, чем немало обогатил османскую казну. В июне 1674 года на территории площади Атмейдан прошло грандиозное празднество, посвящённое обрезанию султанских сыновей Мустафы и Ахмеда. В ноябре 1676 года скончался великий визирь Фазыл Ахмед-паша, которого похоронили в тюрбе отца. Новым великим визирем Мехмед IV назначил Кара Мустафа-пашу — воспитанника семейства Кёпрюлю. В 1681 году после инцидента, спровоцированного адмиралом Авраамом Дюкеном на Хиосе (когда французская эскадра обстреляла город и турецкий гарнизон), франко-османские отношения резко испортились, а вся французская колония Стамбула оказалась под угрозой репрессий, но посол Гийераг сумел дорогими подношениями умилостивить нужных сановников. Весной 1683 года в столице за два месяца произошло шесть крупных пожаров, уничтоживших более 3 тыс. жилых домов и торговых лавок.
Во второй половине XVII века в Стамбуле осела большая волна ашкеназов, спасавшихся от погромов в Польше и Украине. В свою очередь череда пожаров вынудила «романиотов» покинуть еврейский квартал Балыкпазары. Всё чаще богатые представители стамбульских меньшинств (христиане и евреи) стали прибегать к помощи и протекции со стороны влиятельных османских чиновников (за взятки) и иностранных послов. В июле 1683 года умерла бывшая валиде-султан Турхан Султан, похороненная в тюрбе возле Новой мечети. В декабре 1683 года, после крайне неудачной битвы при Вене, ага янычар по приказу султана задушил великого визиря Кара Мустафа-пашу, бежавшего в Белград. В 1684 году началась очередная война с Венецией, что вынудило стамбульских венецианцев существенно свернуть морскую торговлю и вести дела через посредников — французов, англичан и османских евреев. В сентябре 1685 года французы основали торговую «Средиземноморскую компанию», базировавшуюся в Марселе и Стамбуле (наибольшим влиянием в ней обладали братья Фабр). Осенью 1687 года в результате очередного янычарского бунта, организованного придворной группировкой Кёпрюлю (в частности, военным губернатором Стамбула Фазыл Мустафа-пашой), Мехмед IV был смещён, а мятежники даже частично разграбили султанский дворец. Бесчинства солдат привели к тому, что население столицы было вынуждено взяться за оружие чтобы защитить свои дома от мародёров. На престол взошёл младший брат низвергнутого правителя Сулейман II, а сам Мехмед в январе 1693 года умер в заточении (похоронен в большом тюрбе рядом с Новой мечетью).

## Эпоха Сулеймана II

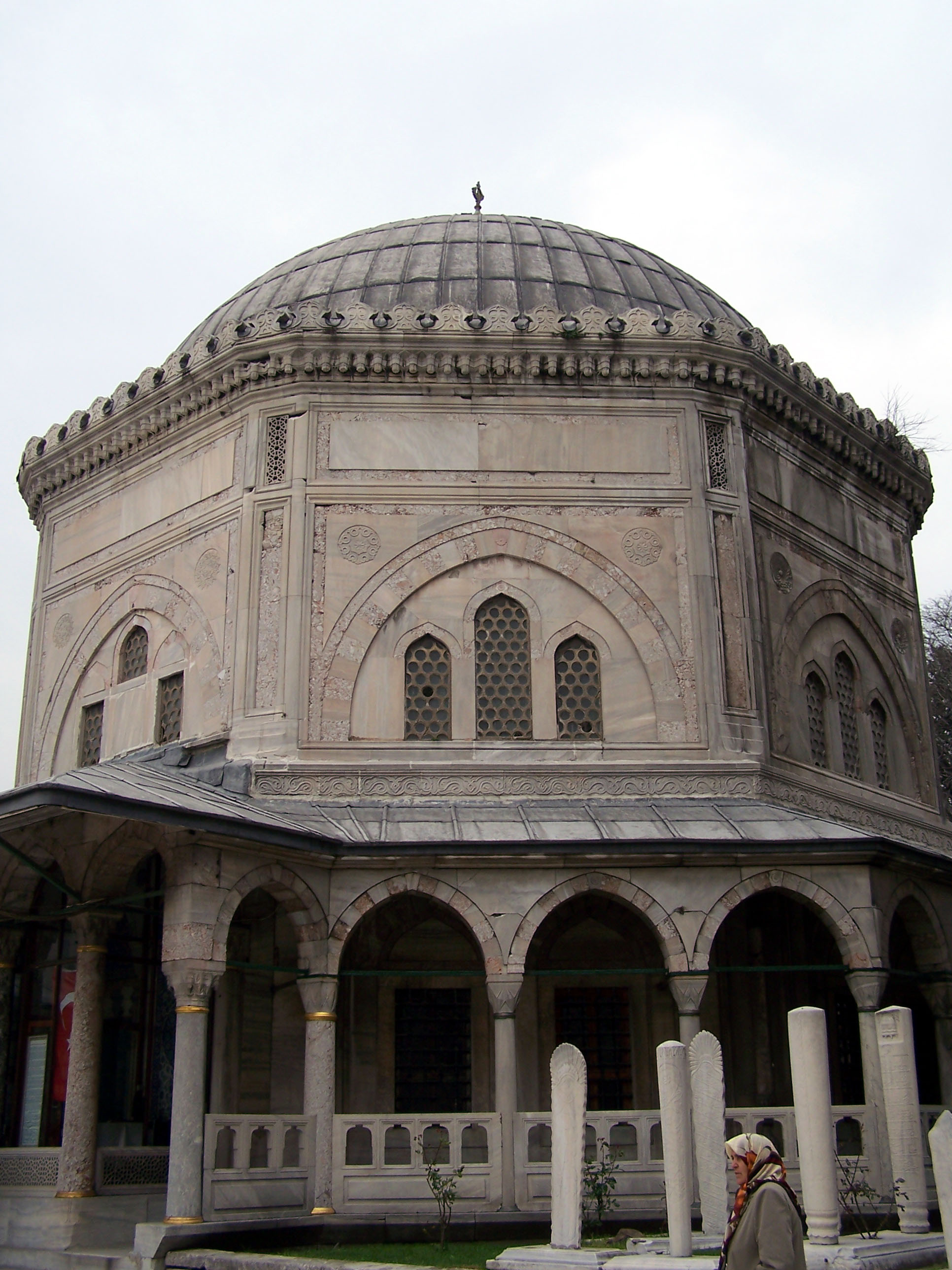
Тюрбе Сулеймана Великолепного

До вступления на престол Сулейман II около сорока лет провёл в «Клетке» и не отличался крепким здоровьем. Всеми делами империи заведовал великий визирь Фазыл Мустафа-паша Кёпрюлю, назначенный на свой пост в ноябре 1689 года. В правление Сулеймана II велась активная борьба с коррупцией и роскошью среди столичных сановников, была укреплена армия, уменьшены тяжёлые налоги, облегчено положение христиан. Но после затяжных войн с Венецией и поражения под Веной экономика Османской империи находилась в тяжёлом состоянии, что позволило западноевропейским коммерсантам ещё более укрепить свои позиции. Сулейман II скончался в июне 1691 года и был похоронен в тюрбе Сулеймана Великолепного.

## Эпоха Ахмеда II
После смерти Сулеймана II османский престол при поддержке Фазыл Мустафа-паши занял младший брат умершего правителя Ахмед II, который также около сорока лет провёл в «Клетке». Ахмед II скончался в феврале 1695 года и был похоронен в тюрбе Сулеймана Великолепного. Новым султаном стал его сын Мустафа II, выросший при дворе в Эдирне.
К концу XVII века в Стамбуле сложилось несколько основных торгово-ремесленных зон. В первую очередь выделялся «нижний город» Галаты, тянувшийся вдоль набережной и причалов до арсенала Касымпаша. Также оживлённая торговля велась на южном берегу Золотого Рога в квартале Эминёню, вдоль причалов старого порта (на месте бывших венецианского, амальфийского и пизанского кварталов). В сердце Стамбула располагались большие бедестаны, окружённые торговыми рядами, многочисленными мастерскими и постоялыми дворами, раскинувшимися до квартала Баязид. От Большого базара расходились три торговые улицы, проложенные по старым византийским магистралям. Одна спускалась через торговый квартал Мехметпаша к причалам и складам на берегу Золотого Рога; другая шла по кварталам Сераджхане и Шехзадебаши к мечети Шехзаде; третья тянулась до квартала Аксарай. Рынки и торговые ряды ярмарочного типа (нередко торговля велась прямо с телег, а среди товаров преобладали продукты) для местных жителей располагались в Эюпе, Едикуле и Ускюдаре (всего Стамбул обслуживало 15 районных рынков).
Густонаселённые жилые зоны сложились вдоль южного берега Золотого Рога, вдоль осевых магистралей ворота Эдирне — Айя-София и мечеть Баязида — квартал Аксарай, в предместье Эюп, на склонах Галаты, в окрестностях арсеналов Топхане и Касымпаша, а также в приморских пригородах Кумкапы, Саматья и Едикуле. При этом в Стамбуле конца XVII века сохранялось много пустырей, фруктовых садов, парков и декоративных садов при богатых дворцах и виллах, а также обширных угодий вокруг многочисленных мечетей и медресе. Особняки знати концентрировались в двух престижных районах: вдоль улицы Диван-Полу, которая связывала площади мечетей Айя-София и Баязид, и в треугольнике между мечетью Сулеймание, мечетью Шехзаде и площадью Вефа (в меньшей степени богатые виллы и особняки располагались на побережье Мраморного моря в квартале Ахыркапы и вдоль берегов Босфора). Районы простолюдинов с повышенной плотностью застройки охватывали территории между линией ворота Эдирне — мечеть Баязид и побережьем Золотого Рога, между Голубой мечетью и зоной Аксарай — Еникапы, между Саматьей и Едикуле. Плотная застройка и ветхость жилья способствовала масштабным пожарам, от чего особенно страдали христиане и евреи, так как согласно старому закону, изданному ещё Мехмедом Завоевателем, сгоревшая церковь или синагога уже не могла быть восстановлена.
Евреи к концу XVII века составляли большинство в ряде кварталов Балата, Аязмакапасы, Айвансарая, Джибали и Текфурсарая, их крупные общины проживали в Хаскёе, Касымпаше, Галате и Мумхане. Кроме того, евреи встречались в Бешикташе, Ортакёе, Кузгунджуке и Ускюдаре. Каждое еврейское землячество имело своего раввина и свой совет по внутреннему самоуправлению (хашгаха), которые были подотчётны главному раввину Стамбула. Верхушку общины составляли богатые ростовщики и негоцианты, посредничавшие между османскими властями и «франками», а также придворные медики (хекимбаши), аптекари, оценщики, переводчики, владельцы текстильных и металлообрабатывающих мастерских. Армяне проживали в своих кварталах в Саматии, Сулумонастыре, Еникапы, Кумкапы, Балате, Топкапы, Хаскёе, Касымпаше, Галате, Бешикташе, Ортакёе, Куручешме и Ускюдаре. Среди них было много мелких торговцев и ремесленников (они изготовляли и продавали бастурму, булки, лепёшки и ракию), а также погонщиков ослов, слуг и грузчиков. Албанцы славились как мостильщики дорог и землекопы, рывшие колодцы; многие из них работали мелкими торговцами вразнос и слугами во дворце. Арабы (египтяне, сирийцы и выходцы из Багдада) специализировались на строительных профессиях (особенно много их было среди каменотёсов), а также занимались гончарным делом (производили и продавали фаянсовую плитку и посуду). Цыгане, проживавшие в Балате, промышляли кузнечным делом и славились как гадатели и бродячие артисты (певцы, танцоры и дрессировщики медведей), сербы и валахи торговали сырами, копчённым мясом, овощами и фруктами, персы специализировались на торговле привозными товарами с Востока, среди галатских «франков» было много лекарей, хирургов и аптекарей.
Рядовые христиане и евреи, особенно жившие в старом Стамбуле, хотя и сохраняли свой язык и веру, на бытовом уровне всё больше сближались с мусульманским окружением. В отличие от них, «франки» Галаты и Перы были совершенно чужды социальной среде турок, контактируя лишь с греками и по коммерции — с евреями и некоторыми османскими чиновниками (община «франков» была довольно малочисленной: в XVI веке их насчитывалось несколько десятков, в XVII веке — около трёх сотен). «Франки» были отрезаны от карьеры чиновника (за исключением единиц, принявших ислам) и работы в традиционных корпорациях, нередко они не имели разрешения привести свою семью (в таких случаях «франки» женились на гречанках или армянках, но их дети всё равно оставались подданными Османской империи). Центрами общественной жизни для «франков» являлись католические церкви, в которых служили итальянские и французские священники (в Галате и Пере это были церкви Святой Марии, Святого Петра, Святого Бенедикта, Святого Георгия и Святого Франциска).
На рубеже XVII—XVIII веков Стамбул был крупным центром валютных операций, где имели хождение самые разнообразные монеты: золотые османские султани (они же алтуны, филури и шахи), египетские ашрафи (они же эшрефи алтун, шерефи и шерифы), венецианские цехины и дукаты, германские дукаты, серебряные османские акче, куруши (они же пиастры) и пара, австрийские талеры, голландские талеры (они же эседи-куруш и арслани), севильские пиастры (они же мексиканские пиастры, сюмюны и тимины), французские су, медные османские мангиры и аспры. Голландцы, англичане и французы, закупавшие товары в Стамбуле, нередко расплачивались «порченными монетами», в которых примесь благородных металлов была меньше, чем в их западноевропейских аналогах. В городе имелись многочисленные меняльные конторы, принадлежавшие генуэзцам, венецианцам, французам, голландцам, англичанам, а также местным евреям.

## Эпоха Мустафы II

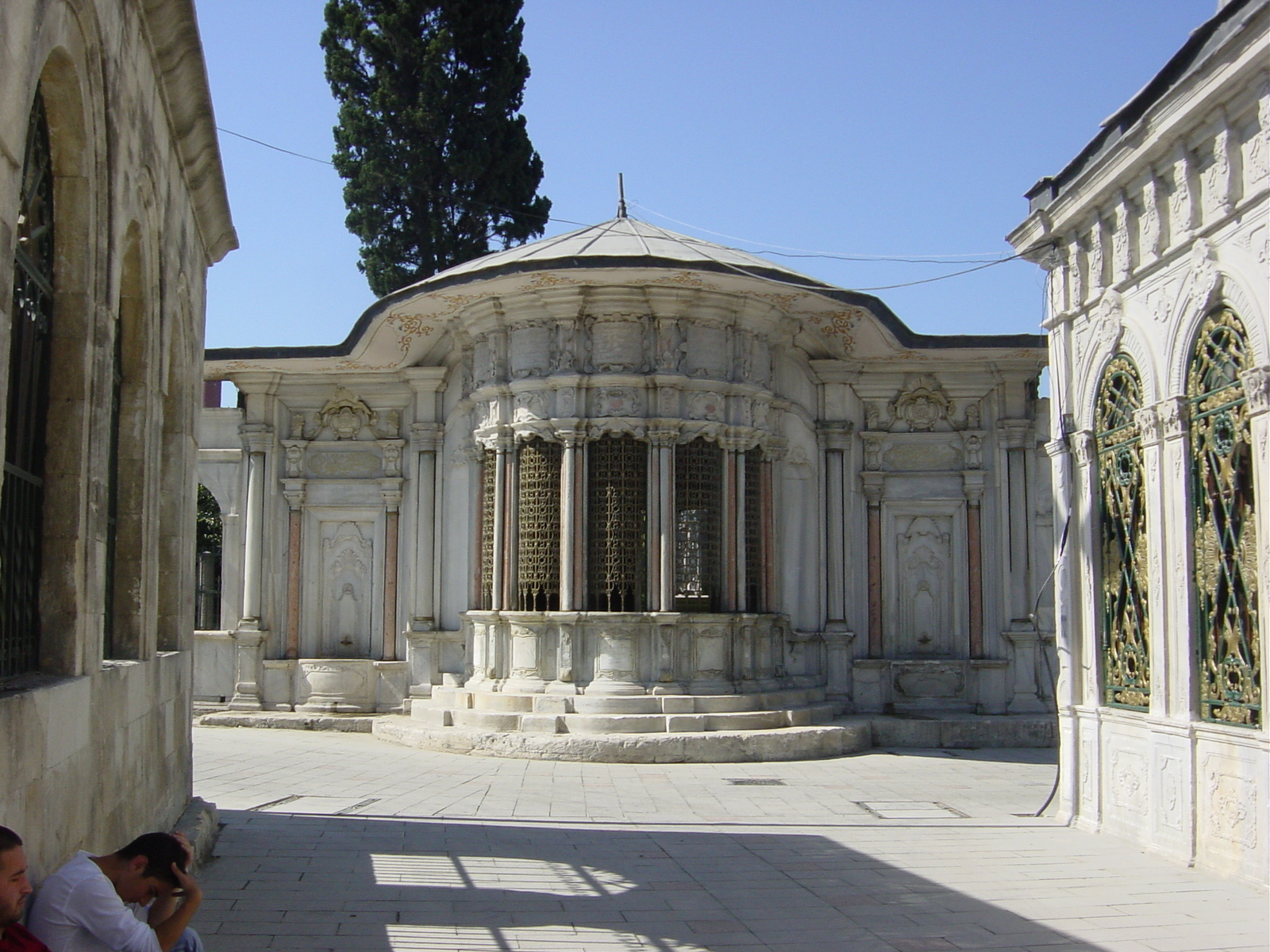
Кладбище района Эюп

К концу XVII века население Стамбула составляло 700—800 тыс. человек, он был одним из крупнейших городов мира своего времени. В османской столице насчитывалось 485 соборных (джами) мечетей, почти 4,5 тыс. приходских (месджид) мечетей и молельных домов, 515 медресе, более 500 текке и завие для дервишей, а также около 40 синагог (в начале XVII века их было 38), около 30 православных церквей (включая расположенные в деревнях на берегу Босфора), около 10 католических церквей (в Галате в течение XVII века число действующих церквей колебалось от пяти до девяти, в Стамбуле было три храма, но все они закрылись или были преобразованы в мечети) и 9 армянских храмов (четыре в старом Стамбуле и пять — в пригородах). Вышедший за пределы старых феодосиевых стен, город разрастался вдоль побережья Мраморного моря и Золотого Рога, вокруг Галаты и Перы, на азиатском берегу Босфора. Ранее считавшийся предместьем, район Эюп (Эюб) теперь насчитывал почти 10 тыс. домов и дворцов, утопавших в зелени садов и виноградников (здесь запрещалось селиться «неверным»). Благодаря потоку паломников, приходивших к тюрбе Абу Айюба аль-Ансари, вокруг мечети вырос огромный рынок и комплекс медресе, суфийских текке и мечетей поменьше (также мусульман привлекали «целебный источник» во дворе и хранившиеся в мечети высокочтимые реликвии, в том числе камень со следами ступни пророка Мухаммеда, меч Османа, которым во время коронации опоясывался новый султан, и древние рукописи Корана). В саду мечети хоронили видных министров, генералов, евнухов, шейхов, дипломатов и жён султанов (другие крупнейшие стамбульские кладбища располагались вдоль городской стены и в Ускюдаре). Ещё одно укреплённое предместье, выросшее возле крепости Едикуле на берегу Мраморного моря, не стало столь престижным как Эюп, так как славилось многочисленными скотобойнями, сотнями мастерских по выделке кож, производству столярного клея и жильных струн, отличавшихся неприятными запахами.
Основное население Галаты составляли греки, армяне, евреи, западноевропейцы (или «франки», главным образом генуэзцы, венецианцы, французы, англичане, голландцы) и левантийские арабы-христиане, жившие хоть и обособленно, но под строгим контролем османской администрации. Этот район был центром морской торговли Стамбула, у его причалов стояли торговые суда со всех концов света. Вокруг порта на узких улочках концентрировались склады, судоремонтные мастерские, цехи по изготовлению снастей и парусов, торговые ряды, постоялые дворы, гостиницы, публичные дома и таверны. К Галате примыкали военные верфи в районе Касымпаша (на побережье Золотого Рога) и артиллерийский арсенал в районе Топхане (на берегу Босфора), вокруг которых выросли многонациональные рабочие посёлки. Севернее Галаты на холмах, ранее занятых виноградниками и садами, в XVI—XVII веках сложился богатый район Пера (турки называли его Бейоглу, что означает «Сын принца» — один из трапезундских принцев династии Великих Комнинов, обратившись в ислам, обосновался в этом районе). Здесь среди просторной застройки размещались посольства европейских держав, дома богатых купцов из числа «франков» и греков, офисы торгово-финансовых компаний, магазины западного типа, множество католических церквей (в том числе церковь Святой Марии Драперис) и греческое кладбище. Вокруг небольшой деревни Бешикташ, отделённой от Топхане пустырями, султаны и придворная знать строили богатые загородные виллы и гаремы, разбивали вокруг них красивые сады с фонтанами и павильонами. Здесь же располагалась пристань, с которой небольшие лодки и паромы перевозили грузы и пассажиров на азиатский берег Босфора.

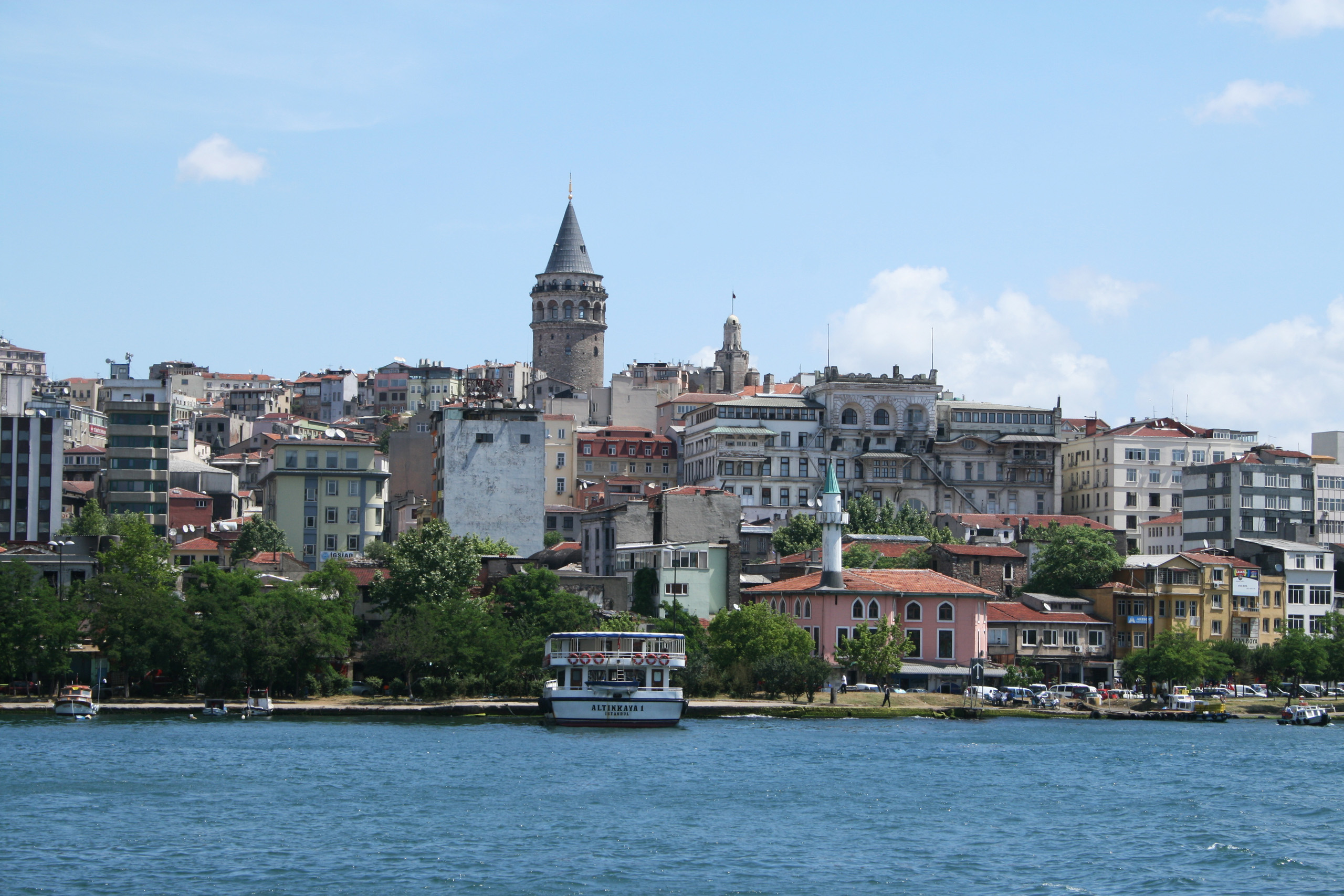
Вид на Галату со стороны Босфора

Свою специфическую атмосферу имел и Ускюдар, куда прибывали торговые караваны из Закавказья, Персии и внутренних районов Малой Азии. Оттого-то район и был застроен многочисленными постоялыми дворами — караван-сараями и ханами, а основную массу населения составляли, кроме турок, армяне и персы. Здесь же было множество рынков, на которых шла оживлённая торговля привозными товарами, и перевалочных складов, а также находились летняя резиденция султана, дворцы придворных и высших сановников империи. Правопорядок в различных районах столицы обеспечивали силы крупных военачальников: янычарский ага руководил полицейской службой в Стамбуле, джебеджибаши (начальник оружейников) — на территории султанского дворца, ипподрома и Айя-Софии, бостанджибаши — в султанских покоях и дворцах на Босфоре, топчубаши (командующий артиллерией) — в Топхане и Пере, капудан-паша — в Галате и Касымпаша.
Мухзир-ага командовал особым отрядом янычарской военной полиции и отвечал за безопасность великого визиря, а также решал с ним все спорные вопросы, касавшиеся расквартированного в столице янычарского корпуса (в том числе задерживал и наказывал провинившихся янычар). Специальные полицейские чины (асесбаши и субаши) отвечали за безопасность и порядок в тёмное и светлое время суток соответственно. Ночью улицы Стамбула были погружены во мрак, и передвигаться по ним разрешалось только с фонарём. Нарушителей этого правила задерживали и отправляли на принудительные работы, в основном по заготовке дров для городских бань. В каждом квартале ночная охрана состояла из сторожа (бекджи), который подчинялся асесбаши, и патрульных из числа членов местных цехов. Субаши следил за соблюдением регламентов ремесленниками и торговцами, задерживал и подвергал наказаниям бродяг, пьяных, мошенников и воров. Многочисленный штат имела и уголовная полиция, опиравшаяся на тайных агентов и информаторов (бёджекбаши специализировался на розыске и задержании воров, салмабаш-чукадар следил за порядком на рынках, в кафе, тавернах и банях, а также докладывал о настроениях толпы). В Стамбуле той эпохи убийства были относительно редким явлением, в том числе по причине того, что если убийца оказывался не пойманным, то жители квартала, в котором произошло преступление, обязаны были уплатить крупный денежный штраф. Кроме штрафов обычными наказаниями той поры были избиение палками по заднице, животу и ступням, выставление к позорному столбу, прибивание ушей гвоздями к двери или стене, тюремное заключение.
Армейский гарнизон Стамбула делился на несколько корпусов (оджак) — янычары (пехота), сипахи (кавалерия), топчу (артиллерия), топарабаджи (транспорт) и джебеджи (вооружение), которыми, соответственно, командовали ага янычар, ага сипахов, топчубаши, топарабаджибаши и джебеджибаши. Янычары образовывали четыре разряда (джемаат, бёлюк, сеймен и аджемиоглан), каждый из которых делился на орта, а те — на ода (группа солдат, размещённых в одной комнате казармы). Во время войн все столичные янычары (в Стамбуле дислоцировалась треть янычарского корпуса империи, иногда их численность достигала 25 тыс. человек, но обычно — от 10 до 15 тыс.), кроме аджемиоглан, уходили на фронт. Караульные помещения янычар находились в каждом районе и пригороде, также они патрулировали все административные здания и иностранные посольства. Большинство янычар принадлежали к ордену бекташи. Кавалеристы делились на четыре категории — собственно сипахи, а также силахдары, улуфеджи и гарипы (обычно в Стамбуле базировалось 1,5 тыс. кавалеристов). Оружейники размещались в казарме напротив Айя-Софии, их численность колебалась от 800 человек при Селиме II до 5,7 тыс. при Мураде IV (при Сулеймане II упала до 2,6 тыс.). Топчу («пушкари») базировались в квартале Топхане, где издревле отливались пушки. Топарабаджи («обозников») обычно насчитывалось 600—700 человек и они размещались в казармах в Топхане и Ахыркапы (с запада примыкали ко дворцу султана). Постепенно всё больше янычар и других солдат жили вне казарм, обрастая мелкими лавками и мастерскими.
С конца XVII века ряд богатейших семейств фанариотов не только влиял на политику константинопольского патриархата, но и занял господствующее положение в некоторых османских владениях (особенно Молдове и Валахии). Они единственные из немусульман были допущены на государственную службу и начинали преимущественно в должностях драгоманов — официальных переводчиков и дипломатов. Со временем греки-фанариоты стали влиятельными посредниками между султанским двором и государствами Европы, выдвинулись в число крупных чиновников правительства и османского флота, негоциантов и судовладельцев (например, семейства Маврокордато, Кантакузенов, Ипсиланти, Мурузи, Каллимаки, Катакази, Раллис, Суцу, Рангавис, Властос, Каратеодори). Османские сановники и придворные брали взятки не только за назначение фанариотов на высокие посты, но даже за утверждение в сане патриархов (что не мешало другим османским чиновникам смещать некоторых патриархов даже через несколько дней после назначения).
Фанар
С начала XVIII века стали возвышаться представители армянской крупной буржуазии, потеснившие на этом поприще греков и евреев. В среде армянской общины Стамбула появилось немало влиятельных банкиров, ростовщиков, оптовых торговцев, откупщиков и посредников между турками и «франками». Также на деловую и культурную авансцену столицы вышли так называемые «левантийцы» или «пероты» («уроженцы Перы») — осевшие в Стамбуле «франки» и их дети от браков с местными подданными. Кроме того, к ним примыкали сефарды из Ливорно, находившиеся под протекцией французского посла. В августе 1703 года в Стамбуле вспыхнуло восстание против султана, поддержанное янычарским корпусом. Войска двинулись на Эдирне, где проживал Мустафа II, и вынудили его отречься от престола в пользу младшего брата — Ахмеда III. В декабре 1703 года Мустафа II скончался (по одной из версий, его отравили) и был похоронен в тюрбе при Новой мечети.

## Эпоха Ахмеда III

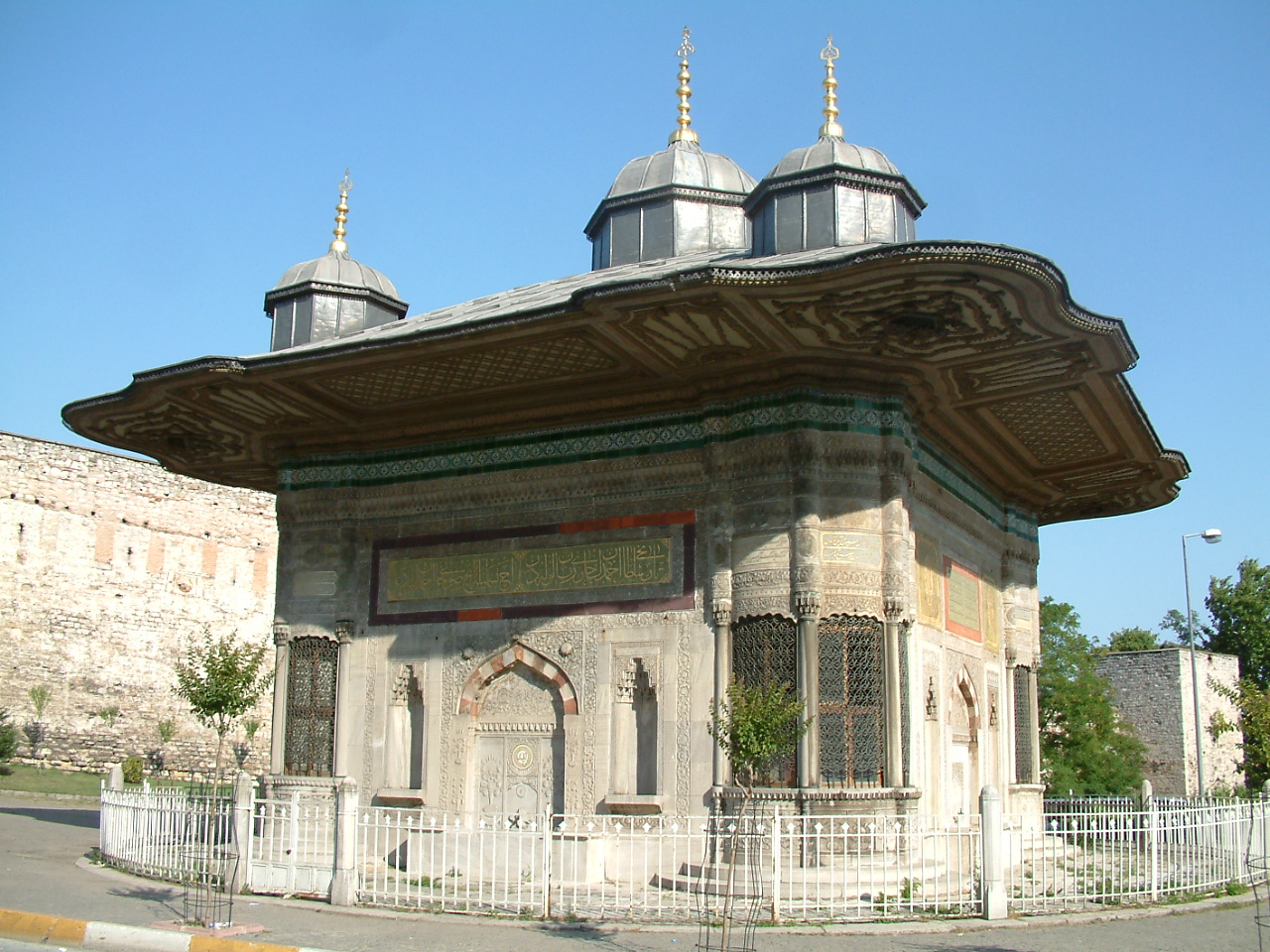
Фонтан Ахмеда III

В XVIII веке упадок Османской империи стал особенно заметным на фоне экономического и культурного прогресса Западной Европы. Знакомство с передовым опытом побуждало дальновидных османских деятелей к проведению реформ на европейский лад. В Стамбул стали приезжать приглашённые Высокой Портой европейские инженеры и архитекторы, врачи и военные специалисты, город начали посещать видные европейские учёные, музыканты, художники и литераторы. Сильное влияние на турецкое общество оказали участившиеся обмены посольствами между Османской империей и странами Западной Европы. По мере знакомства с достижениями европейской науки и культуры, с ростом интереса к математике, астрономии, медицине, географии, химии всё более обострялась потребность в собственной печатной книге. Однако и сопротивление новшествам в обществе не ослабевало. Например, в 1704 году Ахмед III своим указом запретил употребление новых импортных лекарств и велел закрыть в столице все аптеки, принадлежавшие «франкам».
Несмотря ни на что, в Стамбул прибывало всё больше иностранцев, особенно из Франции. Так, только с 1685 по 1719 год в османской столице осело 175 французских купцов (в 1636 году в городе было всего два дома, принадлежавших французским купцам, в 1667 — четыре, в 1670 — 24). В начале XVIII века в деревушке Буюкдере на европейском берегу Босфора открылось первое дипломатическое представительство России в Османской империи. Вскоре при посольстве была освящена небольшая православная церковь.
В 1709 году началось сооружение самого дворца Топкапы (Сарай-и эндерун), завершившееся лишь к 1817 году. Также по приказу Ахмеда III были построены дворцовая библиотека (1719), где хранилась ценная коллекция книг и рукописей, и красивый фонтан (1728) перед главными воротами дворцового комплекса. В правление Ахмеда III придворный монетный двор перешёл от ручной чеканки серебряных монет акче к механической. Весь комплекс украшали многочисленные сады, среди которых особенно славился «сад тюльпанов». На содержание султанского двора шли колоссальные суммы, ведь в комплексе жило и кормилось более 12 тыс. человек (согласно другим данным — 14,5 тыс.) — султанские жёны и наложницы, придворные, евнухи, слуги и стража. В штат придворных и слуг входили начальники белых и чёрных евнухов, главные палач, астролог и врач, секретари и писари, переплётчики рукописей, стольники, ключники, постельничие, сокольничие, стремянные, егеря, конюхи, музыканты, повара, кондитеры, мясники, ковровщики, мебельщики, садовники, хранители парадной шубы и чалмы султана, и даже стражи султанского соловья и попугая.

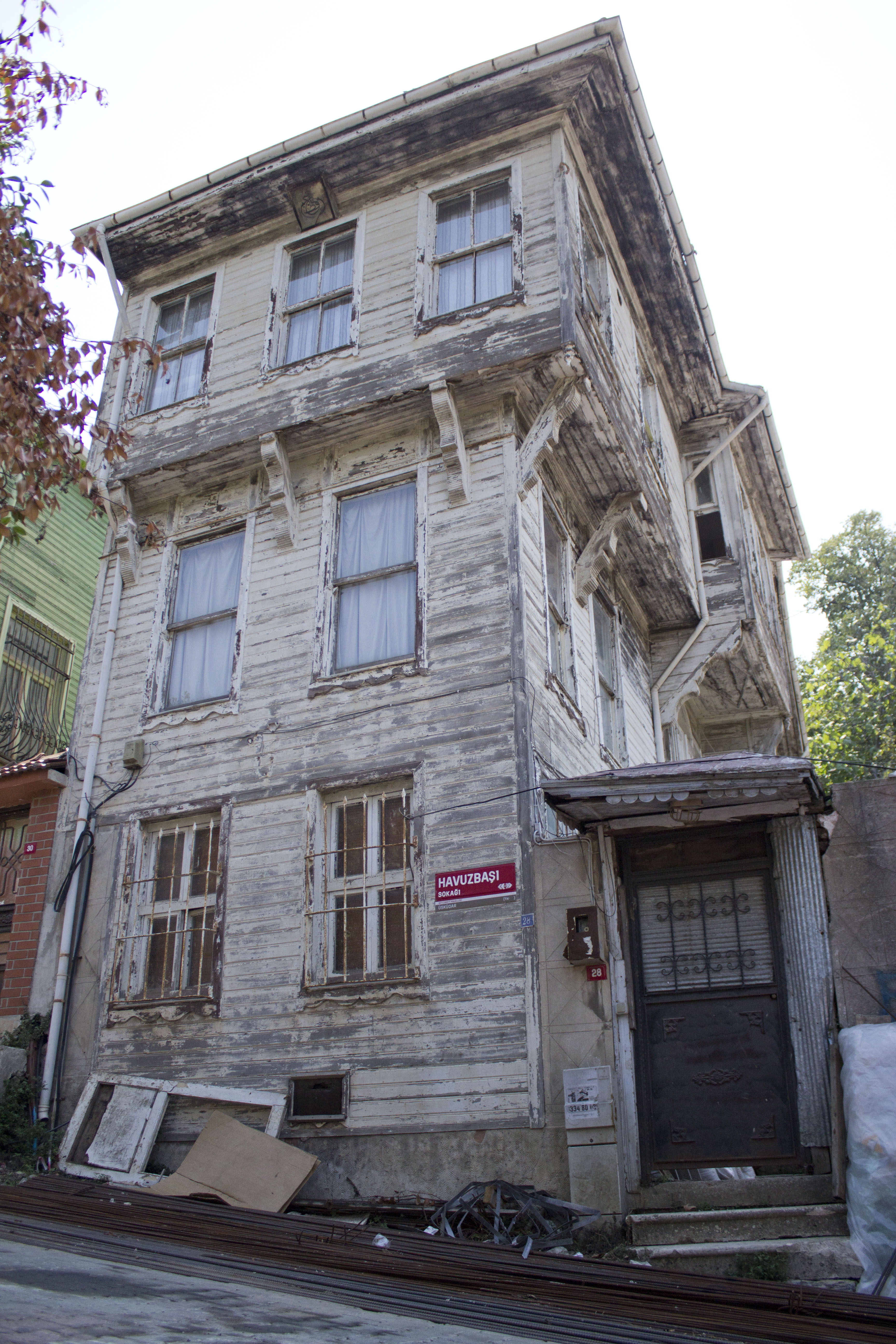
Старый деревянный дом в Ускюдаре

Подавляющее большинство зданий Стамбула представляли собой одноэтажные деревянные дома. В начале XVIII века власти столицы издали специальное распоряжение, которое определяло высоту зданий. Отныне высота жилых домов мусульман не должна была превышать 9 метров, немусульман — 7 метров, а лавок — 3 метра. Обычный турецкий дом состоял из двух половин — мужской (селямлик) и женской (харем). В двухэтажных домах, которые обычно принадлежали состоятельным горожанам, первый этаж отводился под служебные помещения и комнаты прислуги, а верхний служил гостиной и жилищем хозяевам. Он имел много окон и балконы, которые нависали над улицей и поддерживались деревянными консолями (окна в хареме закрывали жалюзи — кафес). Крутые крыши домов, сложенные из красной черепицы, выступали над стенами, образуя широкий навес. Застройка жилых кварталов проходила хаотично, в результате чего улицы всё более сужались, дворы отгораживались глухими стенами, балконы затеняли и без того тёмные улочки. На склонах холмов сооружались лестницы, нередко весьма крутые и неудобные.
Каменные особняки (конаки) вельмож, крупных торговцев и чиновников высокого ранга не отличались изяществом и богатством внешней отделки, но славились роскошью внутреннего убранства. В зажиточных домах имелись длинные низкие диваны (софа), маленькие резные столики для трапезы, ковры на полах, ниши в стенах для хранения посуды и вещей, шкафы для постельных принадлежностей и большие камины. Во дворах конаков располагались сады, водоёмы (хавуз), бани, летние кухни, цистерны для воды, пристройки для слуг и конюшни. Дома бедняков обычно имели две небольшие комнаты, в одной из которых находился мангал для приготовления пищи и обогрева помещения, но часто они представляли собой лачуги с лежаками и грубой посудой.
В 1726 году Ибрахим Мутеферрика и Саид-эфенди обратились к великому визирю Ибрагим-паше с просьбой разрешить им открыть типографию для печатания книг на турецком языке (на основе арабского алфавита). 5 июля 1727 года Ахмед III издал указ, разрешавший создать типографию, но запрещавший публикацию книг религиозного содержания. Эта уступка мусульманскому духовенству, яростно возражавшему против «осквернения» Корана и других религиозных книг, невольно оказала услугу делу культурного развития столицы. Первая турецкая типография была открыта в стамбульском доме Мутеферрика, где 31 января 1729 года в свет вышла первая печатная книга — переведённый на турецкий язык арабский толковый словарь Джаухари. В мае того же года Мутеферрика издал географическое сочинение Кятиба Челеби, затем — несколько книг по истории и «Турецкую грамматику», составленную монахом-иезуитом Холдерманом (после смерти Мутеферрика в 1745 году турецкое книгоиздательское дело надолго захирело). Также в правление Ахмеда III в Стамбуле работали выдающийся историк Нааима, автор уникальных «Хроник», первым занимавший должность ваканювиса (придворного историографа), придворный поэт Ахмед Недим, отошедший от персидского влияния в османской поэзии, и миниатюрист Абдулджелил Левни.
Непрерывная череда войн с Россией, Венецией и Австрией привела к тому, что значительное увеличение янычарского корпуса шло теперь за счёт свободной вербовки всех желающих. Рекруты отличались низкой дисциплиной и моральным обликом, они вовсе не хотели воевать, их целью была принадлежность к привилегированному военному сословию, которое любыми средствами способно выбить у властей всё новые льготы и подношения. Столичные янычары даже поставили под свой контроль некоторые стамбульские цехи — грузчиков, торговцев бёреками, овощами и фруктами. Многие янычары не напрямую занимались коммерцией, а за определённый процент с доходов покровительствовали своим родственникам, землякам, друзьям и знакомым, помогали им получать разрешения на торговлю или хранили их товары и сбережения. Сближению янычар и торгово-ремесленных цехов Стамбула способствовало то обстоятельство, что в военное время корпорации отряжали в армию определённую часть своих членов, которые служили в ней в качестве вспомогательных войск.

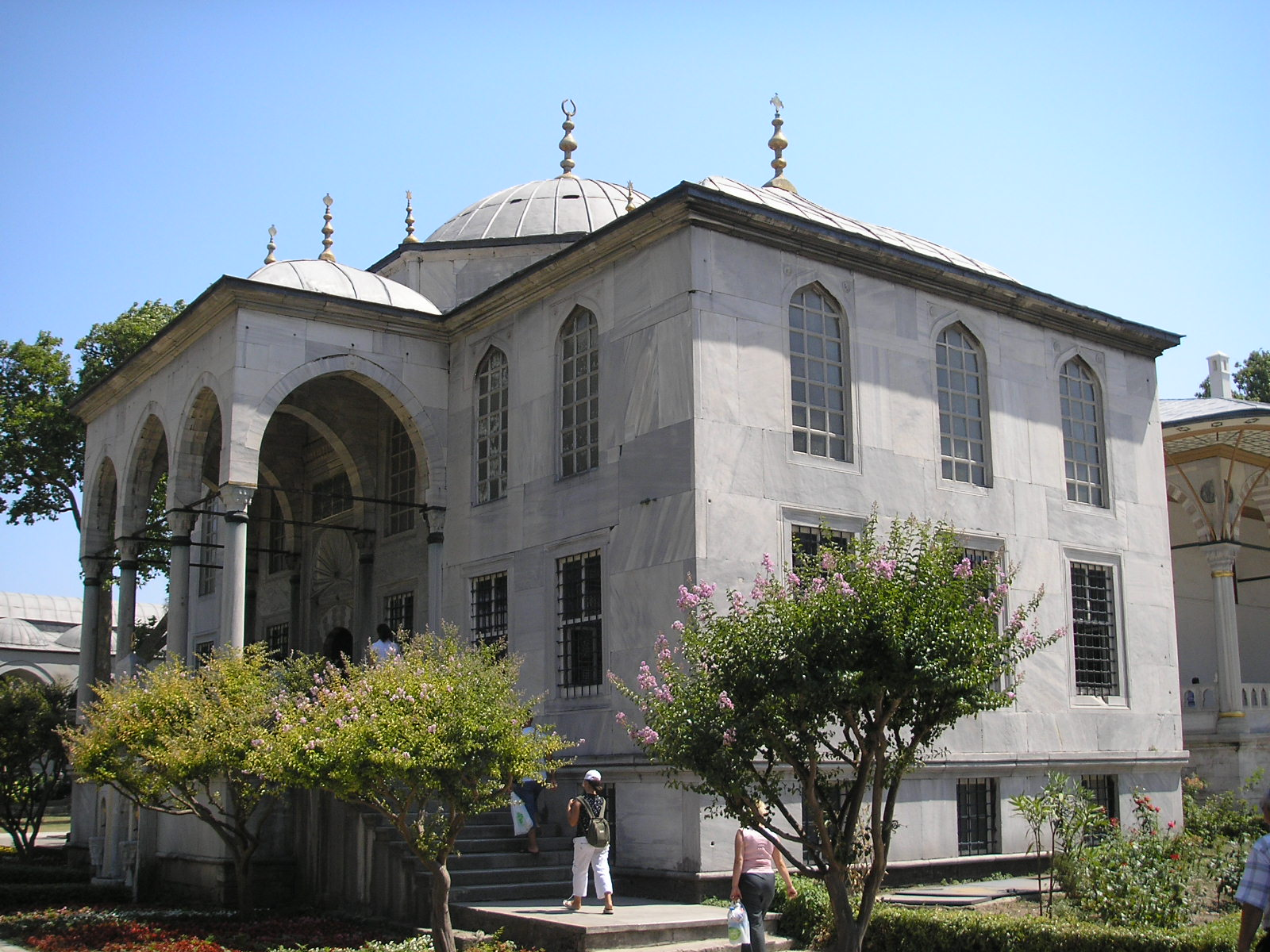
Библиотека Ахмеда III

Янычары, массово занявшиеся ремеслом и торговлей или покровительствовавшие коммерции, стали отражать недовольство городских низов Стамбула. Очередная война с Ираном обернулась для населения тяжёлым налоговым бременем и военными поборами, сопровождавшимися произволом и коррупцией чиновников. В столицу стекались толпы разорённых крестьян, так как жители Стамбула по традиции были освобождены от уплаты ряда налогов. Особое возмущение народных масс вызывали колоссальные расходы на строительство новых дворцов, пышные празднества и развлечения знати «эпохи тюльпанов» (так правление Ахмеда III было названо потому, что эти дорогие цветы, клубни которых привозились из Голландии, украшали сады стамбульских вельмож). Напряжения добавляли попытки великого визиря Ибрагим-паши бороться с янычарской вольницей, ставшей к тому времени опорой клерикальной реакции. В конце сентября 1730 года до столицы дошли вести о поражении турецкой армии в Иране, что явилось искрой, которая зажгла пламя восстания.
28 сентября на улицах Стамбула появилась группа рядовых янычар во главе с Патрона Халилем, который призывал горожан подняться против султана и его министров. В первый день под знамёна восставших встало 3 тыс. горожан, в основном из числа столичных ремесленников и мелких торговцев, наиболее страдавших от притеснений властей. На четвёртый день число бунтовщиков достигло 80 тыс. человек. Они захватили пороховые склады, морской арсенал и литейный двор, блокировали султанский дворец, прекратив поставки воды и продовольствия, громили дома знати и открывали ворота тюрем. Для успокоения повстанцев Ахмед III приказал казнить ненавистных народу сановников, в том числе великого визиря, но всё равно был низложен янычарами. Он умер в заточении в июне 1736 года и был похоронен в тюрбе при Новой мечети (там же похоронены 18 его сыновей).

## Эпоха Махмуда I

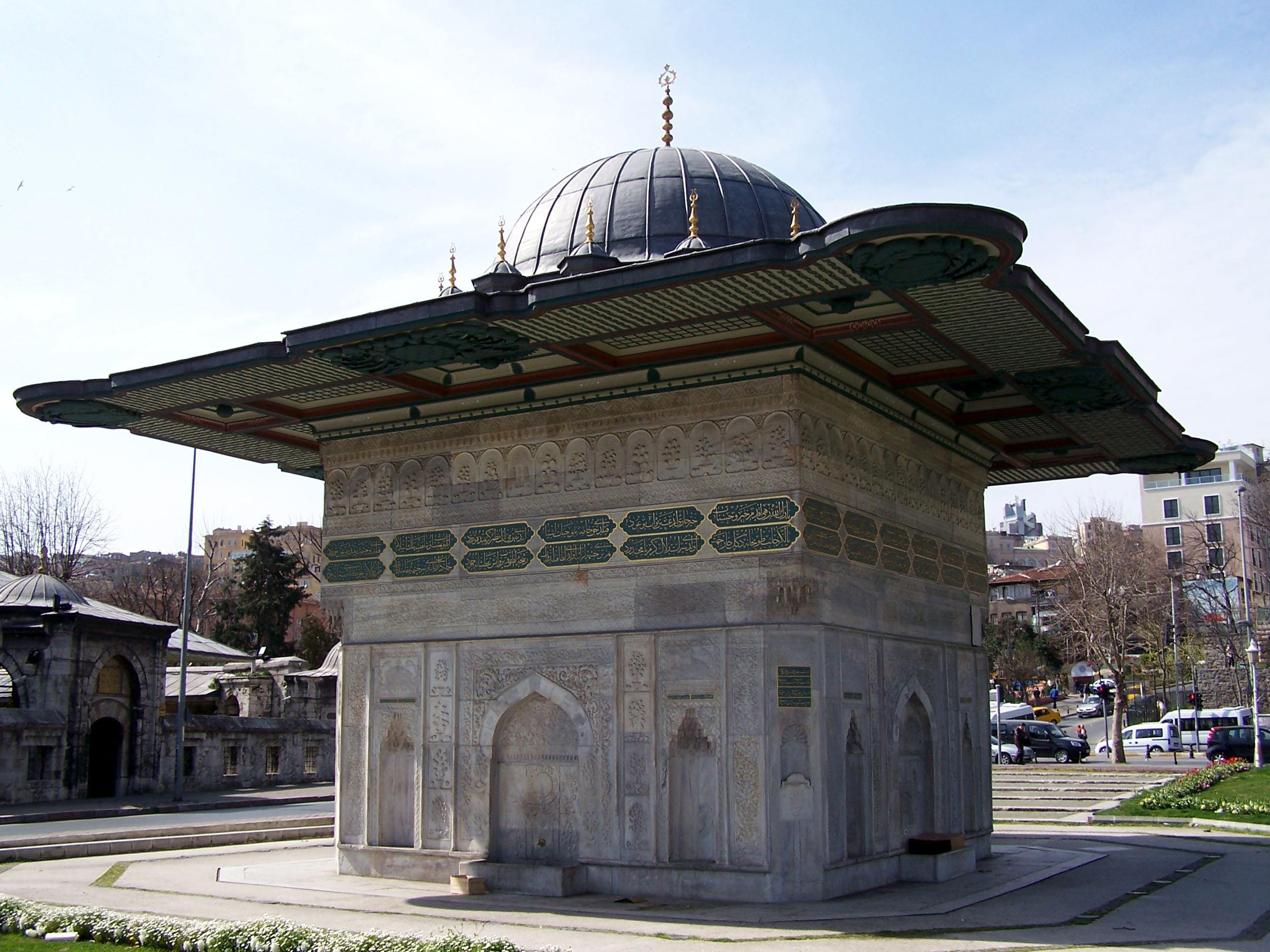
Фонтан Топхане (1732)

7 октября 1730 года в Стамбуле состоялась церемония восшествия на престол султана Махмуда I, сына Мустафы II. Он выполнил требования восставших — отменил надбавки к старым и все новые налоги. Когда обстановка в столице разрядилась, приближённые султана смогли подкупом и угрозами расколоть ряды оппозиции. 26 ноября 1730 года Патрона Халил и другие руководители восстания были приглашены во дворец на переговоры и убиты (их тела выбросили в море с дворцовых стен). Большим влиянием в правление Махмуда I обладал великий визирь Хекимоглу Али-паша (1732—1735 и 1742—1743), построивший в Стамбуле большую мечеть своего имени.
В 1737 году в Ускюдаре при артиллерийских казармах было открыто первое в истории страны учебное заведение, где изучались точные науки, в том числе прикладная математика. Эту школу основал француз Ахмед-паша, который стремился поставить отсталую турецкую армию на уровень современного военного искусства и подготовить офицеров, имеющих серьёзные математические и инженерные знания. Однако, все попытки кардинально реформировать армию натыкались на отчаянное сопротивление янычарского корпуса. В 1740 году султан открыл в правом нефе мечети Айя-София библиотеку. Махмуд I умер в декабре 1754 года и был похоронен в тюрбе при Новой мечети.

## Эпоха Османа III

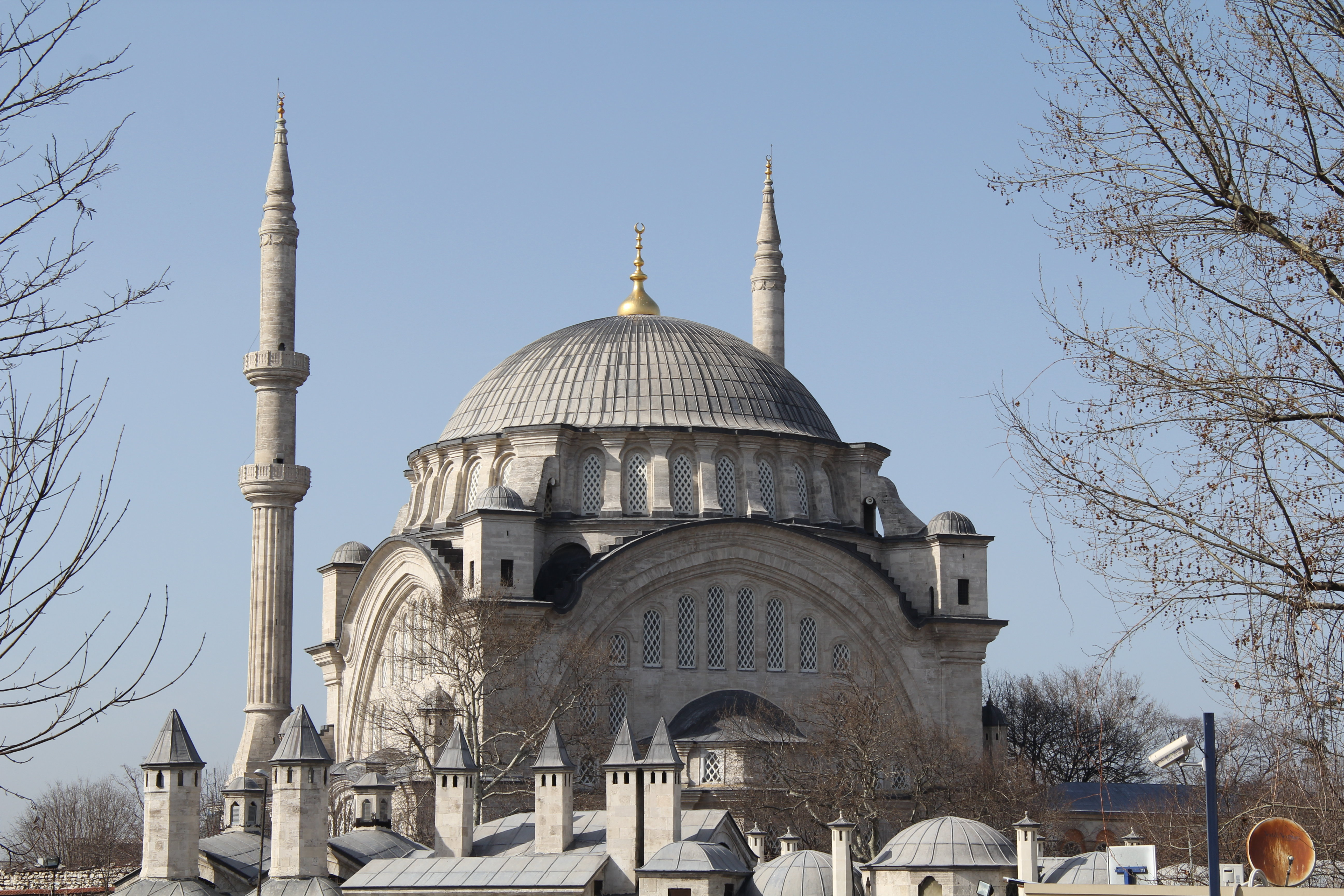
Мечеть Нуруосмание

После смерти Махмуда I на султанский престол поднялся его младший брат Осман III, который до этого около полувека провёл в «Клетке». Он не любил музыку и женщин, вёл аскетичный образ жизни. В период недолгого правления Османа III сменилось несколько великих визирей (имущество впавших в немилость чиновников конфисковывалось в пользу султанской казны), в столице притеснялись «неверные» (христиане и иудеи). В эту же эпоху в Стамбуле работали известный врач и астроном Аббас Васим Эфенди, открывший больницу и аптеку, историк Сейид Мухаммед Риза, продолжалось расширение султанского дворца. В 1755 году в районе Анадолукавагы, возле старой крепости Йорос, были построены мечеть, текке и стена вокруг гробницы святого Юши, ставшие местом паломничества суфиев. В том же 1755 году возле Большого базара было закончено строительство мраморной мечети Нуруосмание («Свет османов»), начатое ещё при Махмуде I. В комплекс мечети входили медресе, библиотека, кухни и тюрбе Шехсувар Султан — матери султана, скончавшейся в 1756 году. Сам Осман III умер в октябре 1757 года и был похоронен в тюрбе при Новой мечети.

## Эпоха Мустафы III
На престол взошёл Мустафа III, сын Ахмеда III. В 1761 году в Стамбуле при содействии советника турецкой армии барона де Тотта было открыто несколько специальных школ для навигаторов, артиллеристов и фортификаторов. В 1763 году была построена мечеть Лалели («Тюльпановая») — последняя из больших султанских мечетей. В 1766 году случилось мощное землетрясение, в результате которого пострадало множество домов и мечетей (в том числе мечети Фатих и Сулеймание). В 1773 году, после поражения османского флота в Чесменском сражении, в квартале Сютлюдже было организовано морское инженерное училище (сейчас на его базе действует Стамбульский технический университет — старейшая высшая школа Турции). Однако все попытки провести реформы в армии и государственном аппарате гасились консервативными кругами, костяк которых составляли янычары и мусульманское духовенство. Мустафа III умер в январе 1774 года (похоронен в тюрбе при мечети Лалели), после чего престол занял его младший брат Абдул-Хамид I.

## Эпоха Абдул-Хамида I
В начальный период правления Абдул-Хамида I государство переживало масштабный кризис. Чиновники, войска и даже янычары нередко оставались без жалованья, в войнах Османская империя терпела одно поражение за другим. Султан был вынужден пойти на некоторые реформы янычарского корпуса, флота и артиллерии, он активно привлекал иностранных специалистов (особенно французов) и открывал современные школы. В 1778 году на набережной Ускюдара была построена мечеть Бейлербейи. За свою религиозность и щедрость Абдул-Хамид имел популярность в народе, он даже лично участвовал в тушении большого пожара, бушевавшего в Стамбуле в 1782 году. В апреле 1785 года по подозрению в подготовке переворота был смещён и вскоре казнён великий визирь и видный реформатор-франкофил Халил Хамид-паша. Абдул-Хамид умер в султанском дворце в апреле 1789 года, на османском престоле его сменил Селим III, сын Мустафы III.

## Эпоха Селима III

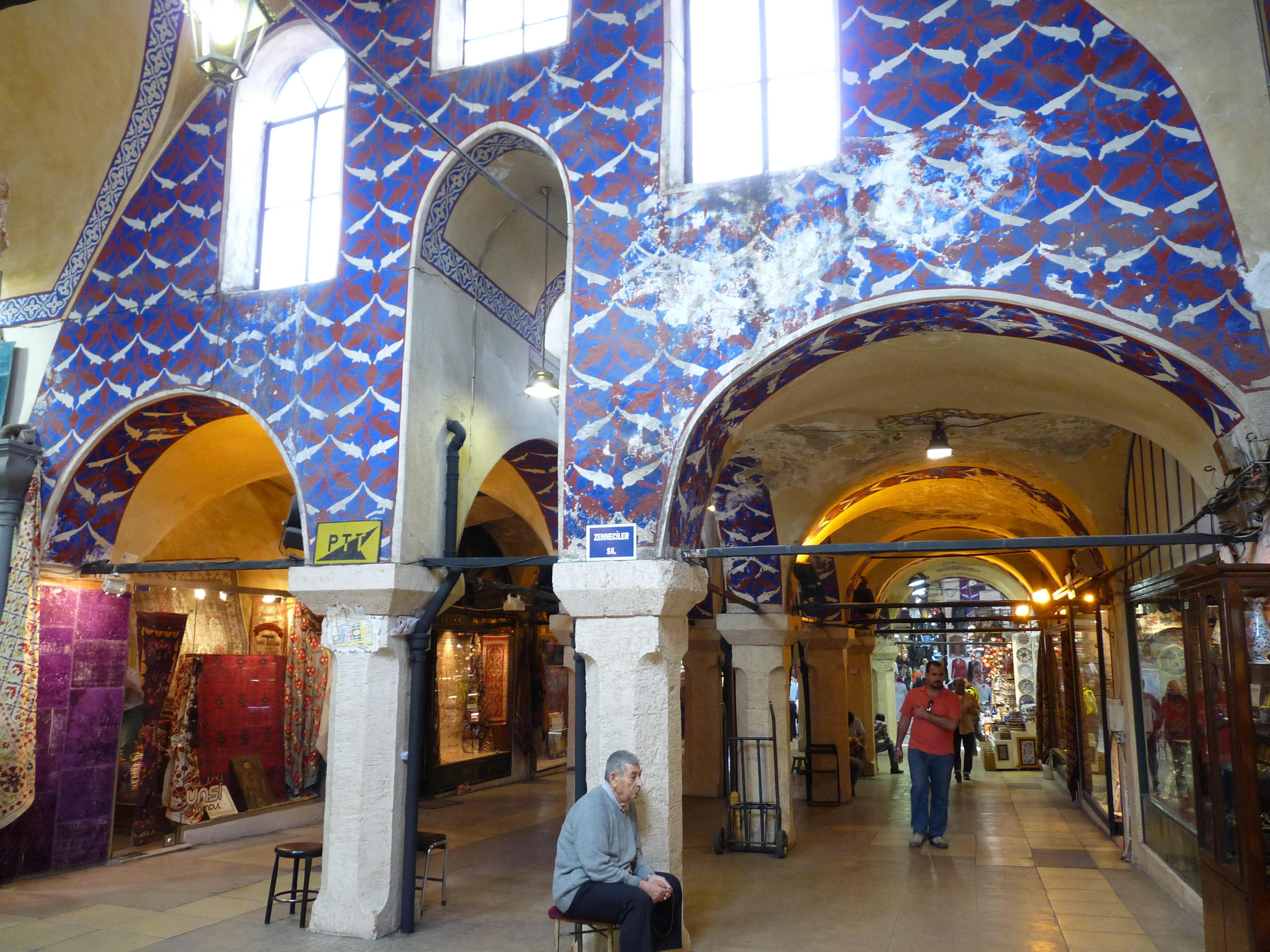
Капалы Чарши

В 1794 году на территории нынешнего района Шишли была построена мечеть Тешвикийе (во второй половине XIX века её перестроили в стиле необарокко). В 1795 году в Стамбуле было открыто училище для подготовки армейских инженеров и артиллеристов. На рубеже XVIII—XIX века разросшийся Капалы Чарши представлял собой целый торговый город, в котором насчитывалось несколько тысяч лавок и ремесленных мастерских, множество кафе и ресторанчиков, меняльных и кредитных контор, целая биржа рабов, свои мечети, караван-сараи и даже кладбище. Днём длинные коридоры, больше похожие на небольшие улицы, освещались через отверстия в кровле. Своды и стены были украшены росписями и мозаиками. Отдельные торговые ряды имели купцы, предлагавшие драгоценности, благовония, ткани, обувь, холодное оружие и старинные манускрипты.
После начала Египетского похода Наполеона в 1798 году распался франко-турецкий альянс и почти все преподаватели-французы покинули Стамбул. Заключив мир с Францией, султан начал реформу административного аппарата. Также он покровительствовал образованию, печатному делу и культуре (особенно музыкантам и композиторам, среди которых выделялся Деде Эфенди). В октябре 1805 года в столице скончалась валиде-султан Михришах Султан (похоронена в тюрбе при комплексе, построенном на её средства). С помощью французского генерала Себастьяни турки укрепили оборонительную систему столицы и приступили к созданию армии нового образца. В 1807 году по велению султана в Ускюдаре, рядом с мечетью Селима (Селимийе джами), возведённой в 1803 году, были построены большие казармы, названные Селимийе. Вскоре после этого янычары, недовольные реформами и ростом налогов, подняли восстание, сместили Селима III и возвели на престол Мустафу IV, сына Абдул-Хамида I.

## Эпоха Мустафы IV
Взошедший на трон в ходе янычарского бунта (май 1807 года), Мустафа IV заключил своего предшественника во дворце под стражу. Новый визирь Челеби Мустафа-паша отменил все военные реформы Селима и развернул репрессии против их сторонников. В июле 1808 года верные Селиму войска под руководством Алемдара Мустафа-паши заняли Стамбул, штурмом взяли дворец и попытались освободить пленника, но тот по приказу султана был задушен. Алемдар Мустафа-паша арестовал Мустафу IV и возвёл на трон его младшего брата Махмуда II, став при нём великим визирем. В ноябре 1808 года в столице вспыхнул новый мятеж янычарского корпуса, в ходе которого Махмуд II приказал убить бывшего султана Мустафу IV, которого восставшие стремились вернуть на трон, а янычары сожгли в своём дворце великого визиря Алемдара Мустафа-пашу. Подавив мятеж, Махмуд II жестоко расправился с бунтовщиками и сочувствующими им.

## Эпоха Махмуда II

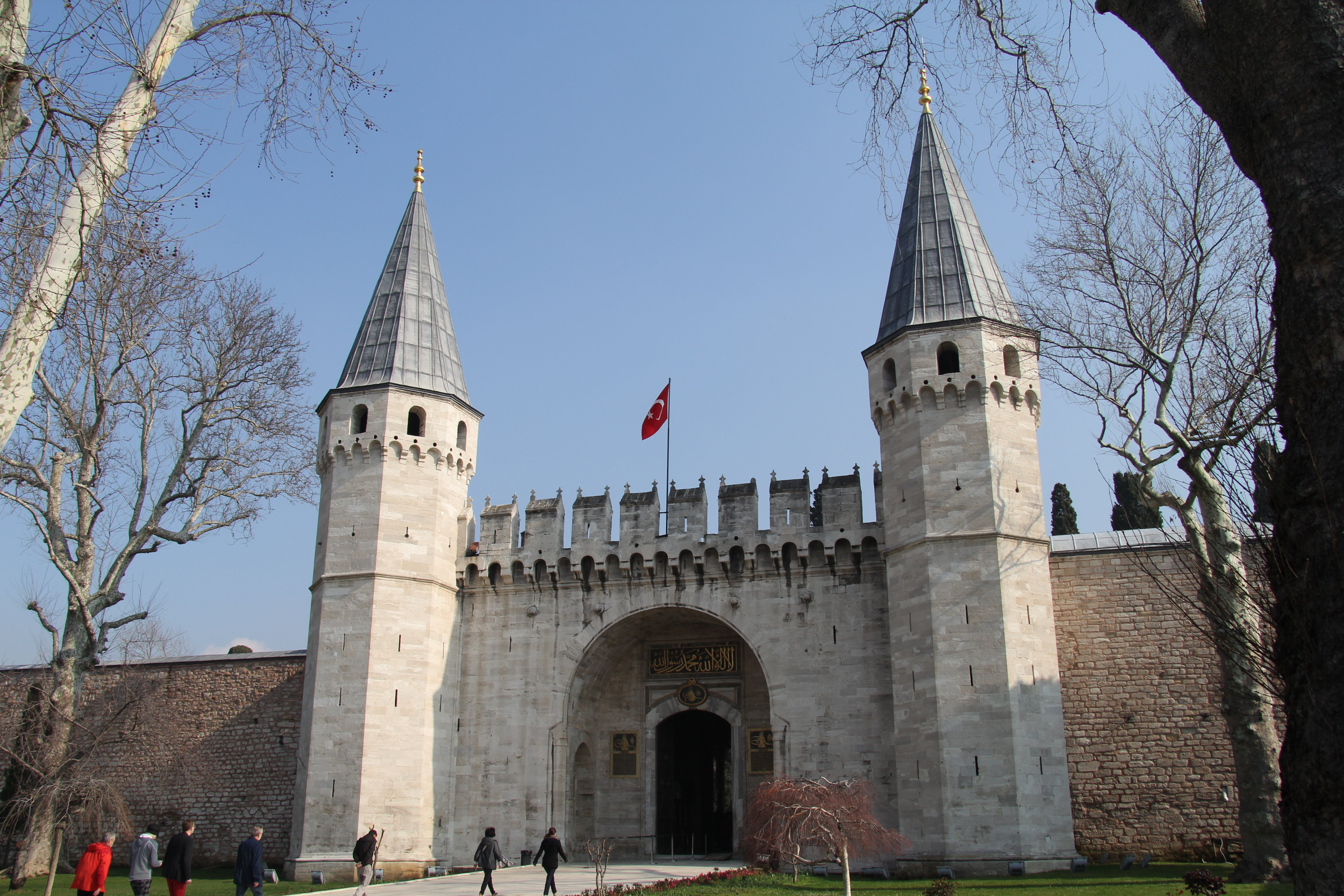
Ворота приветствия

В эпоху правления Махмуда II дворцовый комплекс Топкапы приобрёл свой нынешний вид. Он был окружён высокой каменной стеной, внутри которой множество зданий и дворцов соединялись между собой мабейнами (открытыми террасами, крыша которых покоилась на столбах). Справа от Айя-Софии находились главные ворота дворца — Баб-и хумаюн (Высочайшие ворота), над которыми каждое утро выставлялись головы казнённых. От них, мимо бывшей церкви Святой Ирины, превращённой османами в оружейный склад, шла аллея, упиравшаяся в Средние ворота (Ортакапы) или Ворота приветствия (Баб эс-селям). В первом дворе размещались управления финансов, архивов и вакуфов, пробирная палата, имперское хранилище, дворцовый медпункт, конюшня для гостей, прибывших во дворец верхом, а также охрана и палачи, казнившие впавших в немилость сановников. Второй двор, известный как «дипломатический», окружала низкая галерея с мраморными колоннами. Здесь находились здание дивана с квадратной башней, откуда султан в торжественных случаях обращался к народу, различные службы (султанская канцелярия, государственная казна), комнаты для гостей и кухни дворца, а также сквер с фонтанами.
Из второго двора через ворота Баб-и саадет (Ворота счастья), которые находились под охраной евнухов, можно было попасть в третий двор, в султанскую резиденцию. Здесь располагались богато украшенный зал приёмов (Арз одасы), большая библиотека, роскошный гарем, султанская казна и личные покои султана, а также школа подготовки управленческих кадров Эндерун и жилые помещения обслуги. Четвёртый двор был местом отдыха султанов и представлял собой небольшой сад с фонтанами и павильонами. С галереи, окружавшей восьмиугольный Багдад-Кёшк, или с соседней большой террасы султаны любовались видом на Босфор и Золотой Рог. Здесь же располагались палаты главного придворного врача и главного наставника султана, а в конце сада возвышалась сохранившаяся с древних времён Колонна готов. Весь дворцовый комплекс простирался от Бахчекапы на Золотом Роге до Ахыркапы на Мраморном море. В Ахыркапы располагался огромный вольер с большим количеством различных птиц, а рядом — султанский зверинец с львами, тиграми, пантерами и другими зверями. Рядом с Топкапы, на краю бывшего ипподрома, находились казармы янычарского корпуса, обычно вмещавшие от 10 до 12 тыс. гвардейцев (они не только охраняли дворец, но и использовались для наведения порядка в столице). В период правления Махмуда II янычары превратились в основной бастион феодально-клерикальной реакции, главный источник мятежей и смут, непримиримого противника любых новшеств и реформ, особенно в османской армии.
Во время антиосманского восстания 1821 года, позже названого революцией и войной за независимость, константинопольский патриарх Григорий V под давлением османских властей осудил греческих повстанцев и даже отлучил их от Церкви. Несмотря на проявление лояльности, 10 апреля он был низложен и повешен на воротах патриаршей резиденции, а его преемник Евгений II был вынужден три дня проходить мимо висевшего трупа.
15 июня 1826 года недовольные военными и экономическими реформами султана янычары подняли восстание против Махмуда II. После захода солнца они заполнили центральную площадь Атмейдан и стали громить дома чиновников-реформаторов. Мятежники потребовали от султана отменить указ о создании регулярного пехотного корпуса. В ответ Махмуд II двинул против янычар верные войска и заблокировал их на площади. Бунтовщики отклонили предложение выразить покорность султану и сложить оружие. Тогда части, посланные Махмудом, расстреляли из пушек казармы янычарского корпуса и быстро подавили восстание. В огне пожара погибли тысячи янычар; оставшихся в живых добили ворвавшиеся на площадь солдаты артиллерийских частей, за остальными устроили охоту по всему городу, убивая их прямо в домах и на улицах. Более 300 янычар были казнены по приговору специально созданного суда. 17 июня султан объявил о ликвидации янычарского корпуса (декрет Махмуда II был зачитан в Голубой мечети), что внесло крупные изменения в жизнь Стамбула.

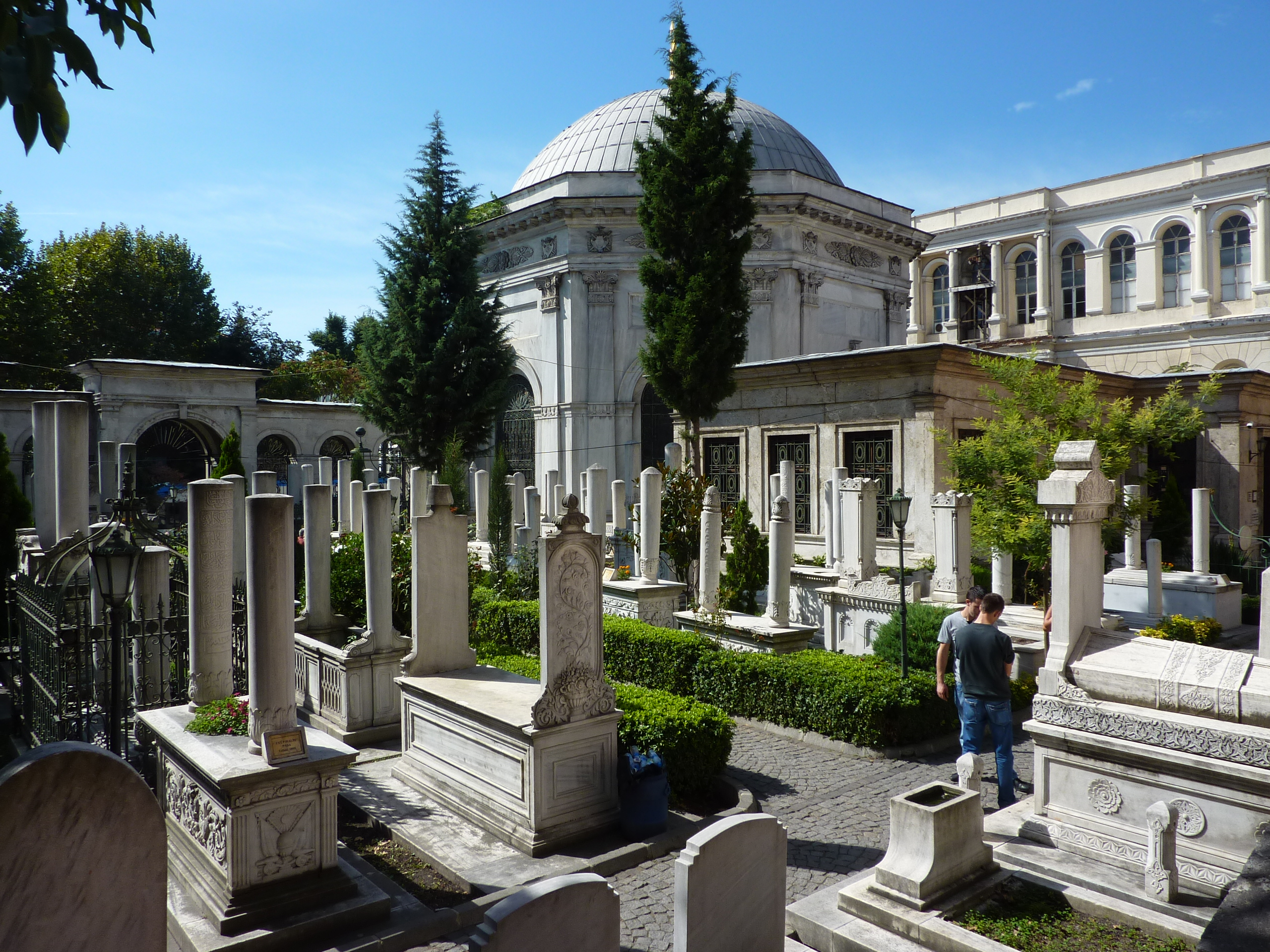
Мавзолей Махмуда II

Упразднение янычарского корпуса сопровождалось жестоким преследованием и близкого к ним суфийского ордена бекташей. В 1826 году в Стамбуле было открыто военно-медицинское училище, сыгравшее большую роль в культурном развитии города и страны. Во время русско-турецкой войны (1828—1829) на острове Хейбелиада содержались русские пленные. В 1829 году в столице вспыхнула эпидемия холеры и власти отдали под карантинный изолятор легендарную Девичью башню, расположенную на маленьком островке у побережья Ускюдара. 1 ноября 1831 года вышла первая официальная газета на турецком языке «Таквим-и векаи» («Календарь событий»). Летом 1833 года возле Стамбула встала лагерем 10-тысячная русская армия, а в Босфор вошла русская эскадра под командованием адмирала Михаила Лазарева. Это было сделано по просьбе султана в ответ на наступление египетских войск Ибрагим-паши, разбивших турецкую армию. В итоге войска хедива были остановлены, а Россия и Османская империя подписали Ункяр-Искелесийский договор. В память об этих событиях 25 июня 1833 года русские и турецкие солдаты установили на вершине холма, возвышающегося на мысе Сельвибурну, гранитную глыбу высотой около 5 метров. Также в 1833 году в районе Саматия на месте старинного византийского монастыря была построена греческая православная церковь Святого Мина. В 1835 году на месте другого древнего византийского монастыря была построена церковь Живоносного Источника. В 1836—1837 годах в Стамбуле в рамках реформы административного аппарата были созданы министерства иностранных дел, внутренних дел и военное министерство (активное участие в реформировании и обучении турецкой армии принимал прусский капитан Мольтке). В 1839 году Махмуд II перенёс султанскую резиденцию на берег Босфора, после чего Топкапы стал приходить в запустение.
К концу правления Махмуда II османские власти продвигали светское образование и книгопечатание, покровительствовали писателям и журналистам, боролись с коррупцией и реформировали судебную систему, стимулировали экономику и снижали налоги (в 1838 году был заключён важный англо-турецкий торговый договор), проводили перепись населения и основывали почтовую службу, вводили документы для внутренних и зарубежных перемещений. Всё это вызывало противодействие со стороны мусульманского духовенства и части чиновников, особенно региональных правителей. В июле 1839 года Махмуд II умер в Стамбуле от туберкулёза, после чего на престол взошёл его старший сын Абдул-Меджид I (он построил для отца на главной улице Диван-Йолу, возле колонны Константина большое восьмиугольное тюрбе, ставшее последней усыпальницей османских султанов).

## Эпоха Абдул-Меджида I

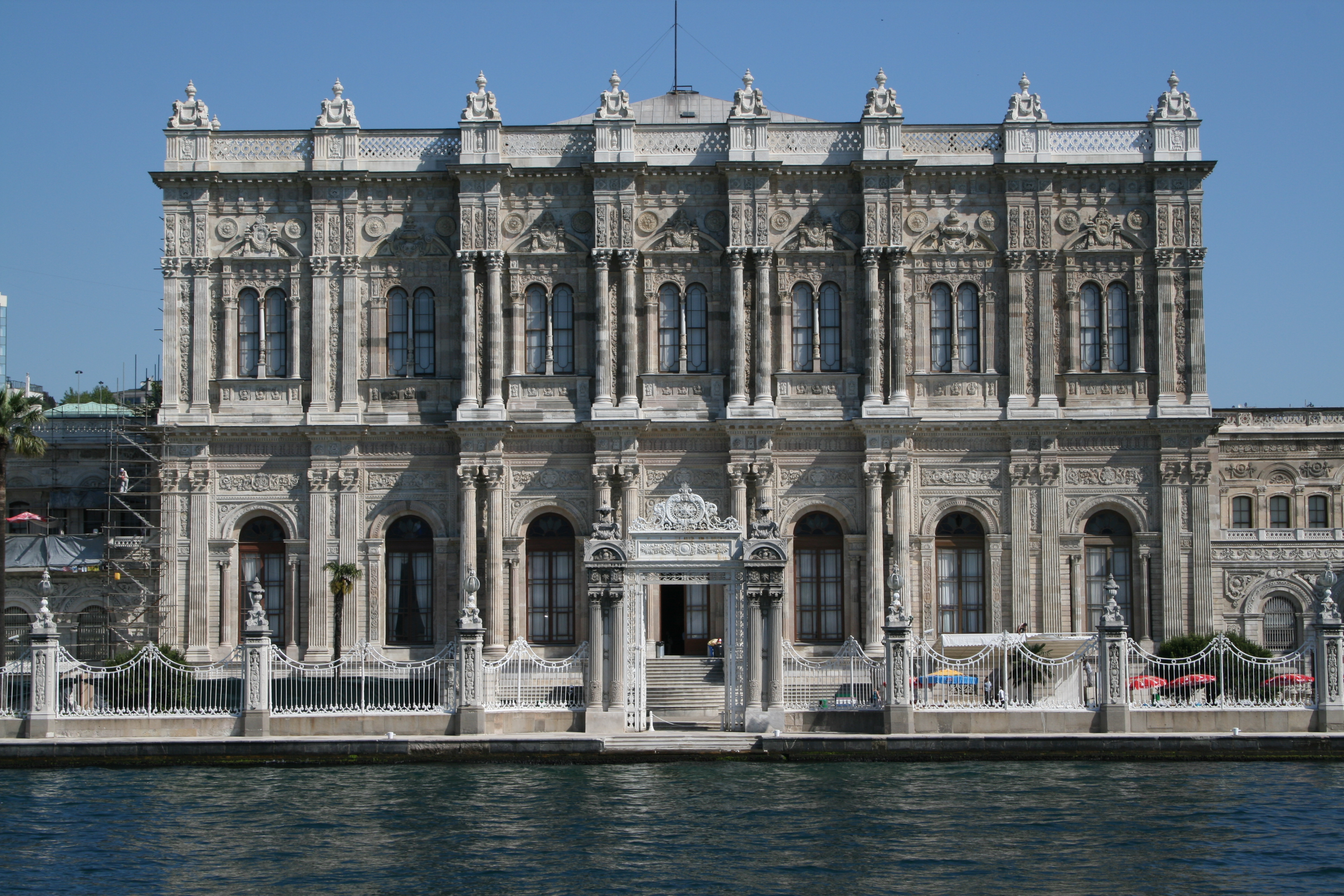
Дворец Долмабахче

В эпоху Танзимата постепенно начали приобретать европейские черты многие правительственные ведомства и учреждения, стал меняться облик столичной бюрократии, появились указы, регламентировавшие внешность государственных служащих (вплоть до длины усов). Европейское влияние стало сказываться на одежде и манерах чиновников, купцов и интеллигенции. Восточные одеяния начали уступать место европейскому костюму, на смену традиционной чалме пришла феска, в моду вошли мужские туфли и женские чулки, уменьшились размеры бород, молодое поколение высших сословий заговорило на французском языке, на улицах появились европейские экипажи на лежачих рессорах.
При Абдул-Меджиде немусульманам вновь было разрешено служить в османской армии, продолжалась реформа законодательства империи. В середине XIX века Стамбул стал центром формирования молодой турецкой интеллигенции, которая вскоре начала влиять на все важнейшие сферы политической и культурной жизни столицы империи. Этому особенно способствовало развитие светской школы. В дополнение к новым военным училищам и учебным заведениям для подготовки чиновников гражданских ведомств к середине столетия стали появляться и первые общеобразовательные светские начальные школы. В 1848 году в Стамбуле было открыто первое в стране мужское педагогическое училище. В том же году в квартале Пангалти (Шишли) открылась Османская военная школа, позже ставшая основой для образования Турецкой военной академии.
1 октября 1844 года на острове Хейбелиада (Халки) по инициативе патриарха Германа IV и с разрешения турецких властей состоялось открытие отреставрированного православного монастыря Святой Троицы и богословской школы при нём, которая вскоре стала главной кузницей кадров Константинопольской церкви. В 1845 году в новом здании посольства России в Пере была освящена церковь Святого Николая Чудотворца (позже, в 1867 году, в здании старого посольства в Буюкдере, которое было перестроено и превратилось в загородную резиденцию посла, также была освящена небольшая православная церковь).
Также в 1845 году по приказу султана был построен деревянный понтонный мост, связавший противоположные берега Золотого Рога. В 1850 году стартовало пароходное сообщение через Босфор (изначально между Эминёню и Ускюдаром). В 1854 году завершилось строительство нового султанского дворца Долмабахче, обошедшегося истощённой казне в 70 млн франков (что превышало треть ежегодных поступлений в государственный бюджет). Он был возведён на европейском берегу Босфора, на месте небольшого залива, засыпанного землёй (отсюда и название — «Насыпной сад»). Автором проекта выступил Карапет Бальян — представитель знаменитой армянской семьи архитекторов Бальян, которая создала много зданий в Стамбуле. Во дворце насчитывалось свыше 300 комнат, каждая из которых была оформлена европейскими художниками непохоже на другую. Огромный тронный зал украшала хрустальная люстра весом около 4 тонн, подаренная султану русским царём. По желанию матери султана Абдул-Меджида возле крепости Анадолухисары был построен ещё один небольшой дворец для отдыха придворных. Также в 1854 году под руководством архитектора Никогоса Бальяна в стиле османского барокко была построена мечеть Ортакёй. Она расположена на берегу Босфора и украшена богатой резьбой по камню.
В 1855 году в память о своей умершей матери Безмиалем Султан Абдул-Меджид построил рядом с дворцом Долмабахче мечеть Безмиалем Валиде Султан. В том же 1855 году власти создали Комиссию по благоустройству Стамбула, которая разработала детальный план преобразований в сфере городского хозяйства (в том числе новые нормативы по освещению улиц, строительству зданий, дорог и другой инфраструктуры). В 1856 году крупный пожар бушевал в районе Аксарай. В этом же году в Галате был основан англо-франко-турецкий «Оттоманский банк» (в 1863—1924 годах под именем «Имперского Оттоманского банка» он выполнял функции центрального банка страны, а его главный офис, построенный по проекту французского архитектора Александра Валлори, в конце XIX века считался крупнейшим зданием города). В 1858 году у оконечности моста через Золотой Рог открылась торговая площадь Каракёй, ставшая деловым центром этой заметно оживившейся части Галаты. В том же 1858 году султанская казна полностью истощилась и Абдул-Меджид был вынужден через галатских купцов просить заем на 9 млн франков для празднования бракосочетания своих двух дочерей. Огромные суммы шли на содержание двора и высших сановников империи, а коррупция приобрела ужасающие размеры. В сентябре 1859 года власти раскрыли заговор против султана, в котором участвовали учащиеся медресе, мелкие чиновники и офицеры, служащие арсенала, солдаты и представители мусульманского духовенства (все арестованные были брошены в казематы Кулелийских казарм в стамбульском районе Ченгелькёй, а затем отправлены на каторгу). В начале 60-х годов XX века в Стамбуле происходили массовые волнения, вызванные ростом цен на товары первой необходимости.
После окончания Крымской войны в Стамбуле и пригородах столицы осела волна крымских татар, бежавших от притеснений российских властей. В июне 1861 года Абдул-Меджид умер от туберкулёза, оставив после себя шесть сыновей, четыре из которых также в будущем станут верховными правителями Османской империи (султана похоронили в мечети Селима I Явуза). Абдул-Меджиду наследовал его младший брат Абдул-Азиз.

## Эпоха Абдул-Азиза

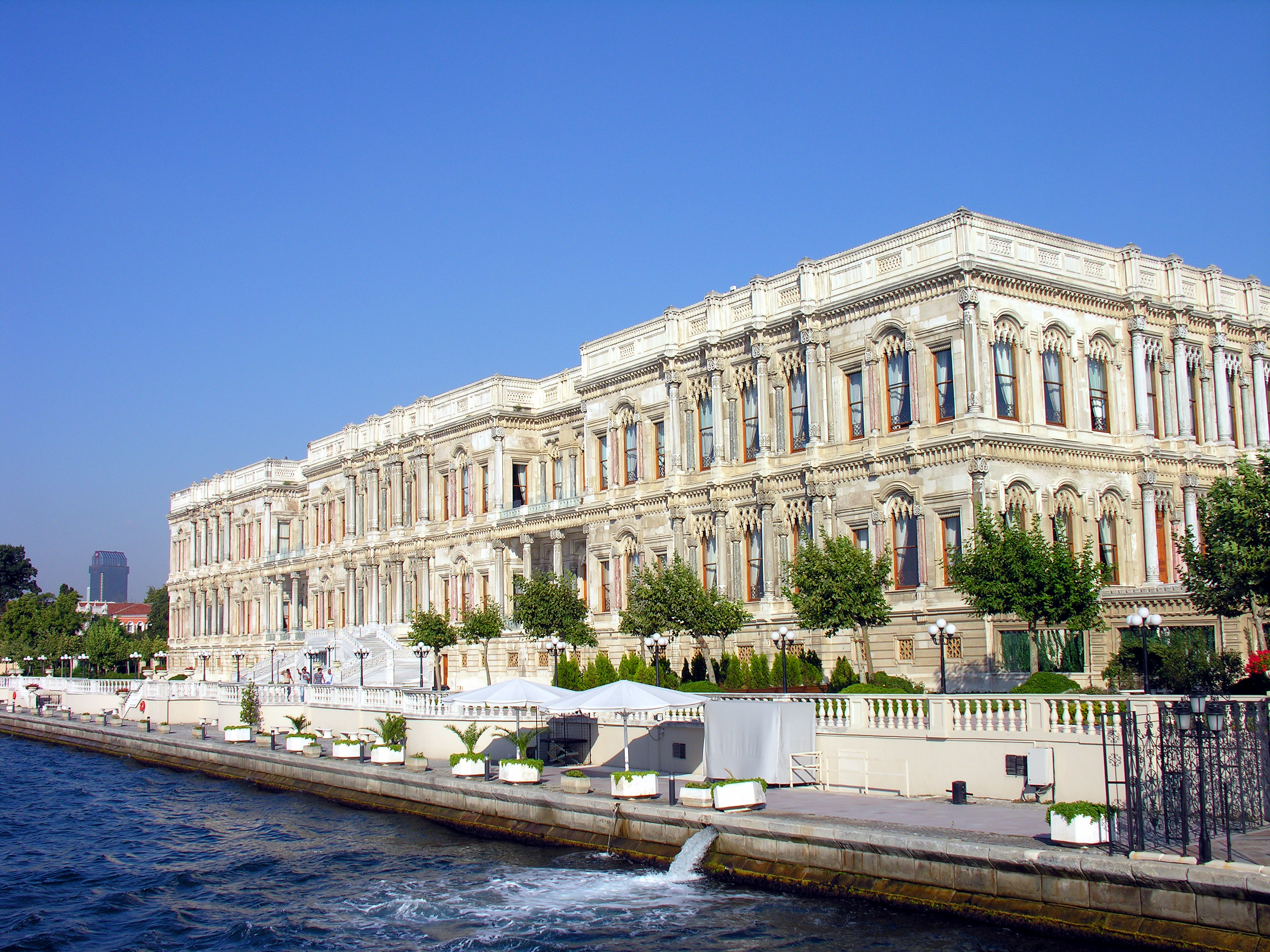
Чираган

В 1861 году в Стамбуле сторонники европеизации империи учредили Османское научное общество, которое ставило перед собой широкие задачи просветительского характера и способствовало организации первого турецкого университета (в начале 60-х годов XIX века было в основном завершено строительство здания Османского университета, создана университетская библиотека на различных языках, в Европе были заказаны книги, оборудование и наглядные пособия). Кроме того, Османское научное общество создало в Стамбуле публичную библиотеку с большим читальным залом, организовало курсы по изучению английского и французского языков, в июле 1862 года начало издавать ежемесячный «Журнал наук» — первый турецкий научно-популярный журнал. Именно члены Османского научного общества стали первыми преподавателями университета, первая публичная лекция в здании которого состоялась 31 декабря 1863 года. Также в 1863 году в Стамбуле был основан американский Роберт-колледж (сейчас на его базе действует Босфорский университет).
В 1865 году на азиатском берегу Босфора, у подножия холма Булгурлу, был построен летний султанский дворец Бейлербейи, а в 1867 году Абдул-Азиз переехал в новый дворец Чираган, построенный на европейском берегу Босфора (современный район Бешикташ). В том же 1867 году на месте некогда знаменитой византийской Влахернской церкви Богородицы, основанной ещё в V веке, была построена небольшая греческая часовня. 1 сентября 1868 года открылся привилегированный Галатасарайский лицей, выпускавший учителей школ, чиновников, офицеров армии и флота, многие из которых впоследствии сыграли видную роль в развитии турецкого просвещения, науки и культуры (лицею покровительствовали султан, правительство и власти Франции). 20 февраля 1870 года состоялось официальное открытие Османского университета, однако из-за нехватки преподавателей и учебников он был низведён до положения среднего учебного заведения, а в конце 1871 года в результате нападок мусульманского духовенства его вообще закрыли. В 1874 году университет открылся на базе Галатасарайского лицея, но в 1880 году из-за трудностей с кадрами вновь закрылся. К 1875 году в Стамбуле насчитывалось 264 турецкие светские начальные школы, в том числе 25 женских, в которых обучалось 13 тыс. детей (в те годы мусульманское население столицы составляло около 600 тыс. человек; таким образом, на 40-50 жителей приходился всего один ребёнок, учившийся в светской школе). В период правления Абдул-Азиза в Стамбуле появились и первые светские средние школы.
В 60-х годах XIX века в Стамбуле осела большая волна выходцев с Северного Кавказа, выселенных царскими властями России в Османскую империю после окончания Кавказской войны. В Турции всех кавказцев назвали черкесами, хотя среди них было немало кабардинцев, адыгейцев, абхазов, абазин, убыхов и осетин. Из числа кавказских мухаджиров и их многочисленных потомков вышло много видных государственных деятелей Турции — дипломатов, военных и судей, а также политиков, учёных, журналистов, писателей и предпринимателей. Султан Абдул-Азиз не слишком утруждал себя государственными делами, переложив все заботы на плечи великих визирей Фуад-пашу (1861—1863 и 1863—1866) и Аали-пашу (1867—1871).
В 1864 году во избежание загрязнения воды в древних византийских резервуарах власти выселили жителей пригородной деревни Белград. В соседнем Белградском лесу расположены четыре резервуара, два из которых построены ещё в период правления императора Андроника I Комнина. В них собирается родниковая вода, которая самотёком идёт в большой резервуар, откуда по двум водопроводам (один из которых называется Большим водопроводом Юстиниана) поступает в город. В правление Абдул-Азиза большие пожары продолжали наносить ущерб городу: в 1865 году огонь бушевал в районе Ходжапаша, в 1870 году — в Пере. В 1867 году началась реконструкция и частичная реорганизация площади Баязида (рядом с башней Баязида появились монументальные ворота Военного министерства). В августе 1867 года султан Абдул-Азиз вернулся в Стамбул из большого турне по Западной и Центральной Европе. В 1871 году в квартале Аксарай была построена мечеть Пертевниял Валиде Султан (Ени Валиде Джами или мечеть Аксарай), известная смешением различных стилей. В саду мечети, в красивом тюрбе была похоронена Пертевниял Султан — мать султана Абдул-Азиза и заказчица строительства мечети, умершая в 1883 году.
28 июня 1862 года в Стамбуле вышел первый номер газеты «Татствир-и эфкяр» («Изображение идей»), созданной писателем Ибрахимом Шинаси. Это издание сыграло большую роль в пропаганде передовых западных воззрений, в идейном формировании первых турецких конституционалистов. В июне 1865 года в стамбульском пригороде Еникёй состоялась первая встреча основателей тайного «Общества новых османов», деятельность которого подготовила почву для будущей конституции. В 1867 году руководители общества были вынуждены бежать из Стамбула в Европу, где издавали оппозиционные газеты, в том числе очень популярную «Хюрриет» («Свобода»). В том же 1867 году своё недовольство властями открыто выразили столичные чиновники, некоторые из которых по полгода не получали жалованья.
В 1876 году в Стамбуле издавалось 13 газет на турецком языке (в том числе 7 ежедневных), 9 — на греческом языке, 9 — на армянском, 7 — на французском, 3 — на болгарском, по две — на английском и еврейском, по одной — на немецком и арабском языках. Кроме того, в этот период Стамбул был крупным центром книгоиздательского дела, здесь работали десятки государственных и частных типографий, которые печатали религиозные книги, школьные учебники, произведения арабской, персидской и турецкой литературы, а также турецкие переводы европейских авторов. В 1876 году в квартале Пангалти была построена русская Никольская больница, при которой открылась большая церковь Святого Николая Чудотворца (она являлась приходским храмом небольшой русской колонии Стамбула).

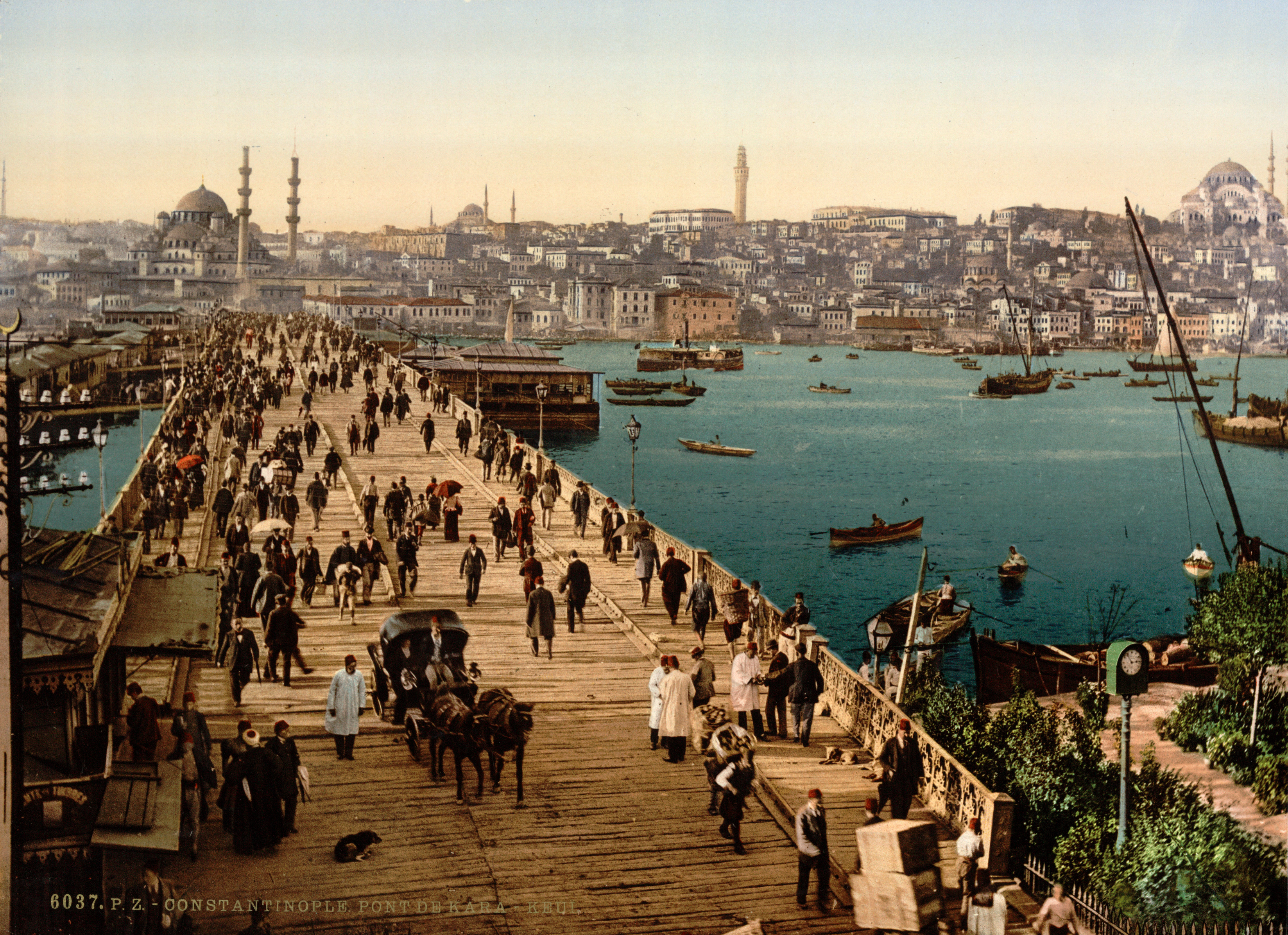
Галатский мост

С начала 70-х годов XIX века началось бурное развитие транспортной инфраструктуры Стамбула. В январе 1871 года в районе крепости Едикуле открылась первая в Стамбуле станция, связавшая железной дорогой центр города с районом Кючюкчекмедже. Также в 1871 году в Стамбуле открылись четыре линии конки и началось строительство железнодорожной линии Кадыкёй — Измит, в 1872 году на азиатском берегу Босфора открылся вокзал Хайдарпаша, а в августе 1873 года между вокзалом и Измитом началось регулярное железнодорожное сообщение (в районе Хайдарпаша товары, прибывавшие с востока по железной дороге, перегружались на суда, следовавшие в европейскую часть города). В том же 1873 году у Золотого Рога была построена новая конечная станция на линии Стамбул — Эдирне. 5 декабря 1874 года начал работу Тюнель — короткий подземный фуникулёр, соединивший Галату с Перой. Летом 1875 года через Золотой Рог был перекинут Галатский мост длиной 480 метров и шириной 14 метров, связавший две части столицы (настил покоился на 24 железных понтонах, четыре из которых раздвигались для прохода небольших судов). Но если старый мусульманский Стамбул оставался экзотическим восточным городом, то в Галате и Пере произошли разительные перемены. Эти районы были застроены посольствами и офисами европейских компаний, дорогими отелями, магазинами, кафе, клубами и ресторанами, здесь продавались самая модная одежда и обувь, часы и ювелирные украшения, духи и галантерея, посуда и мебель, охотничьи принадлежности и игрушки, оптические инструменты и фотоаппараты, бронзовые статуэтки, лекарства и всевозможные аксессуары (здесь же появились первые универмаги и торговые пассажи европейского образца). Иностранные суда перестали заходить в гавань Золотого Рога, сгружая свои товары прямо на набережной Галаты.
После трёх грандиозных пожаров, бушевавших в Стамбуле (в 1856 году в Аксарае, в 1865 году в Ходжапаше и в 1870 году в Пере), облик столицы значительно изменился — власти при участии европейских специалистов проложили широкие магистрали, соединявшие оживлённые площади и препятствовавшие распространению огня, ввели новые стандарты для облика кварталов и строительства жилых, административных и религиозных зданий. В середине 70-х годов XIX века обстановка в Стамбуле была накалена до предела. Экономический и политический кризис привёл к резкому ухудшению благосостояния большей части населения. Осенью 1875 года Порта объявила о своём частичном финансовом банкротстве, что повлекло за собой увеличение налогов и сокращение жалованья чиновников. Вскоре антиправительственные настроения охватили все слои населения столицы. В этой обстановке активизировались сторонники «новых османов», сплотившиеся вокруг своего лидера Мидхат-паши. Широкое распространение конституционные идеи нашли даже в среде мусульманского духовенства и софт — учащихся медресе (в те годы в Стамбуле насчитывалось около 40 тыс. софт, большинство из которых были выходцами из бедных семей).

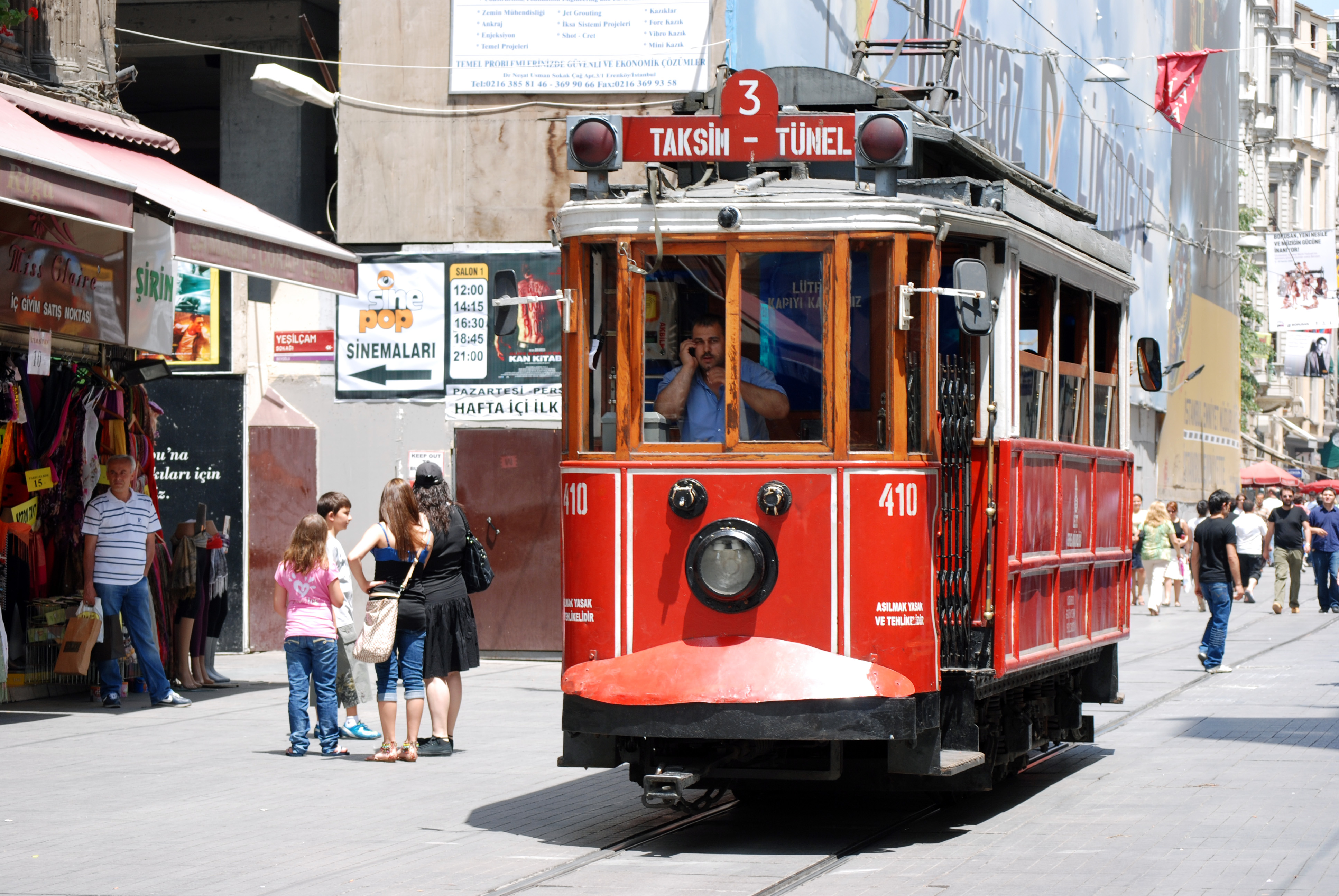
Стамбульский трамвай

В апреле 1876 года в Стамбуле прошли массовые демонстрации рабочих монетного двора, армейского и военно-морского арсеналов, требовавших немедленной выплаты жалованья. С начала мая 1876 года толпы софт ежедневно собирались во дворах мечетей и проводили антиправительственные митинги. Кроме того, многие из них вооружались ружьями и пистолетами. 9 мая учащиеся медресе при мечети Фатих организовали митинг, собрав на площади Баязид более 5 тыс. софт из разных медресе. Через прибывшего к ним военного министра софты передали султану требование уволить великого визиря и шейх-уль-ислама. На следующий день к демонстрантам, собравшимся на площади Фатих, присоединились учащиеся медресе при мечетях Фатих, Баязид и Сулеймание, а также многочисленные горожане. Большая толпа двинулась к зданию Порты, отвергнув предложение султана сесть за стол переговоров.
11 мая 1876 года султан был вынужден сменить великого визиря, шейх-уль-ислама и ряд министров, а Мидхат-паша вошёл в состав нового кабинета в качестве министра без портфеля. Но софты продолжили демонстрации, требуя проведения реформ. В ночь с 29 на 30 мая курсанты военного училища и части войск стамбульского гарнизона по приказу группы министров окружили дворец Долмабахче с суши. С моря дворец блокировал поддержавший заговорщиков броненосец «Масудийе». Султат Абдул-Азиз был низложен, а на престол возведён известный своими либеральными взглядами Мурад V, сын покойного султана Абдул-Меджида I. Абдул-Азиз был заключён во дворец Чираган, где через несколько дней убит (похоронен в тюрбе Махмуда II).

## Эпоха Мурада V
В течение нескольких месяцев после переворота Стамбул был ареной ожесточённой политической борьбы между сторонниками и противниками конституции. Нередко в ходе этой борьбы враждующие стороны прибегали к убийствам соперников. Несмотря на столь неспокойную обстановку, в Пере на деньги банкира греческого происхождения Христакиса Зографоса была построена шикарная галерея «Cité de Péra», славившаяся своими кафе, ресторанами и винными лавками (в 1844 году на этом месте открылся театр Наума, но он сильно пострадал во время пожара в Пере в 1870 году и вскоре был снесён). 31 августа 1876 года вместо Мурада V, у которого обнаружилось тяжёлое расстройство нервной системы, на престол вступил его младший брат Абдул-Хамид II. Свергнутого султана заключили во дворец Чираган, где он и умер в августе 1904 года (похоронили Мурада V возле могилы матери Шевкефза Султан у Новой мечети).

## Эпоха Абдул-Хамида II

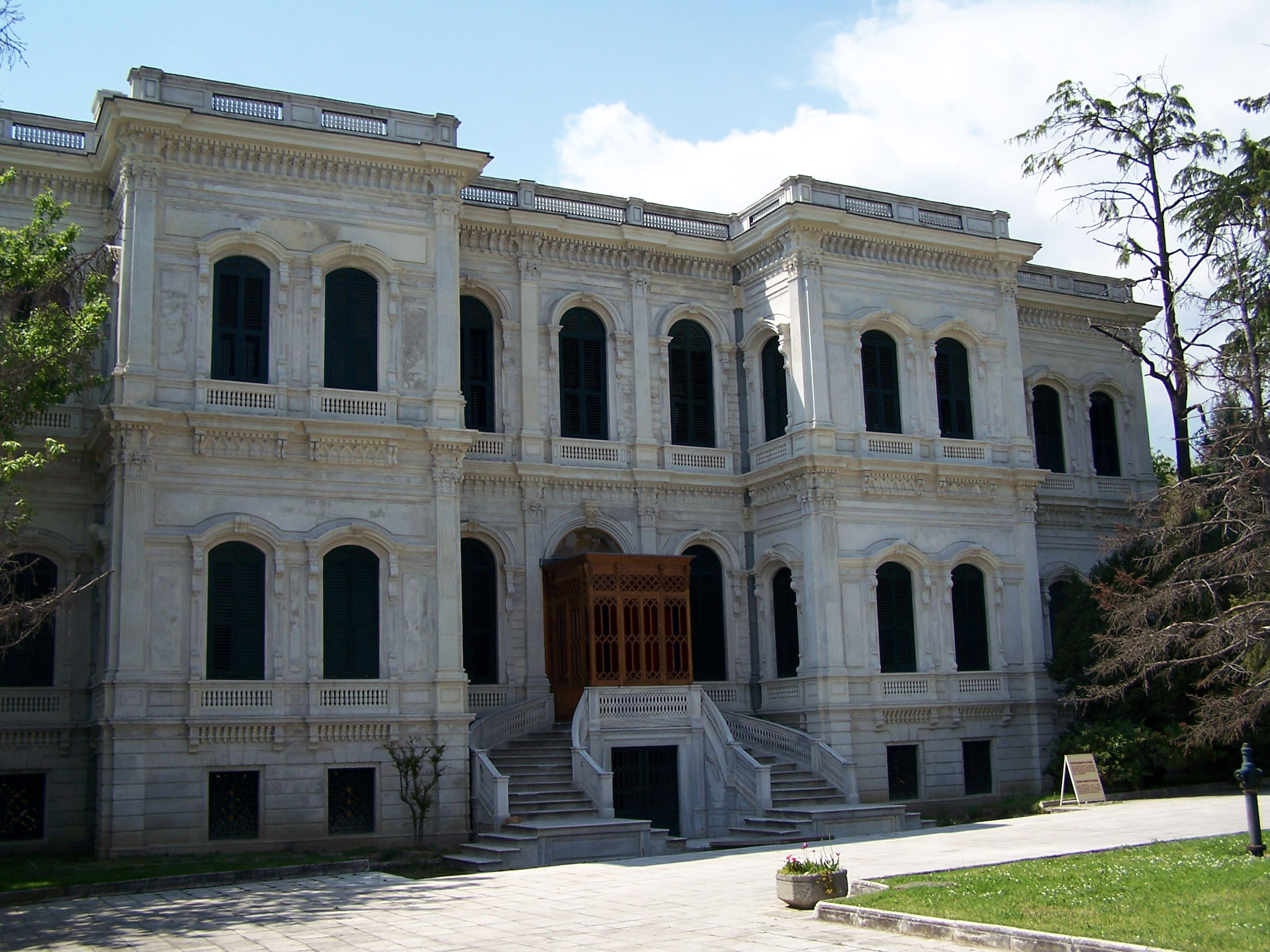
Йылдыз

19 декабря 1876 года Абдул-Хамид II всё же назначил лидера конституционалистов Мидхат-пашу великим визирем. 23 декабря на площади у здания Порты прошла церемония провозглашения первой турецкой конституции. Первый секретарь султана Саид-бей вручил визирю султанский указ о провозглашении конституции и её текст, а главный секретарь правительства Махмуд Джелаледдин зачитал эти документы. После выступления Мидхат-паши, поблагодарившего султана, прозвучала молитва за здоровье монарха, а затем прогремел салют из 101 пушки, возвестивший о превращении Османской империи в конституционную монархию. В этот же день в стамбульском дворце Терсане начала свою работу Константинопольская конференция. Уже в феврале 1877 года Абдул-Хамид II сместил Мидхата с поста великого визиря, выслал его за пределы империи и начал борьбу с конституционалистами. В 1877—1878 годах в Стамбуле состоялись две сессии первого турецкого парламента, распущенного султаном в феврале 1878 года на неопределённый срок. С этого периода началась тридцатилетняя «эпоха зюлюма» (гнёта). В столице установилась атмосфера постоянного страха перед доносами и репрессиями политического сыска. 3 марта 1878 года в пригороде Сан-Стефано был подписан мирный договор между Османской империей и Россией, завершивший последнюю русско-турецкую войну (итогом которой стала потеря турками почти всех своих владений в Европе). 20 мая 1878 года мятежники захватили дворец Чираган с целью восстановить на престоле свергнутого Мурада V, но вскоре были рассеяны войсками.
Стамбул продолжал оставаться крупнейшим экономическим центром Османской империи. Большую роль в торгово-ремесленной жизни города играли старые цехи. Правда, теперь они перестали регламентировать производство, но продолжали сохранять контроль за работой многочисленных ремесленников. Цеховые объединения превратились в серьёзное препятствие на пути развития современного промышленного производства и технического перевооружения предприятий. Несмотря на это, в Стамбуле работали несколько паровых мельниц (первая из них была построена ещё в 1840 году), литейные и металлообрабатывающие предприятия, лесопилки, хлопчатобумажные, шёлкоткацкие и суконные фабрики, кожевенные, дубильные и мыловаренные заводы, судоремонтные верфи, а также государственные предприятия военной промышленности, производившие пушки, ружья, боеприпасы и обмундирование (в одном только артиллерийском арсенале Топхане работало 3,5 тыс. человек). На фоне экономического кризиса огромные средства шли на содержание армии, реформированной при помощи иностранных специалистов (особенно Гольц-паши). Вскоре турецкие офицеры, прошедшие новые военные школы, превратились в одних из самых просвещённых людей империи.
На рубеже XIX—XX веков через стамбульский таможенный округ проходило более трети всего импорта империи и значительная часть экспорта. Ежегодно в порт Стамбула заходило около 15 тыс. судов, а его грузооборот во много раз превышал грузооборот таких крупных портов, как Измир или Трабзон. В городе работало множество иностранных банков и торговых фирм, а также иностранных концессионных предприятий (в том числе хлеботорговых и табачных). В 1881 в Стамбуле открылась Администрация оттоманского публичного долга, взявшая под свой контроль сбор многих государственных налогов и пошлин для обеспечения выплат по многочисленным иностранным займам султанского правительства (фактически независимая от воли султана организация почти полностью подчинила финансы одряхлевшей Османской империи европейским государствам). Несмотря на острый дефицит османского бюджета, султан Абдул-Хамид II переселился из дворца Долмабахче в новую резиденцию Йылдыз («Звёздный дворец»), спроектированную итальянским архитектором на склоне холма рядом с дворцом Чираган (комплекс включал в себя огромный парк, султанский дворец, виллы гарема, помещения прислуги, кухонь, стражи и конюшен).
Осенью 1880 года в Пере был открыт самый большой греческий храм Святой Троицы в стиле необарокко. Летом 1881 года в Стамбуле состоялся судебный процесс, на котором арестованный ранее Мидхат-паша был признан виновным в организации убийства султана Абдул-Азиза (бывшего великого визиря приговорили к смертной казни, которую по просьбе британцев заменили на пожизненное заключение, однако в 1884 году Мидхат-паша был убит охранниками в аравийской тюрьме). В 1887 году в Саматии на руинах древнего византийского монастыря и разрушенного в огне пожара более позднего армянского патриаршего комплекса была построена армянская церковь Святого Георгия. В 1888 году немецкий капитал под руководством Deutsche Bank выиграл концессию на достройку железной дороги Измит — Анкара, которая планировалась как часть Багдадской железной дороги. В мае 1890 года на месте старой станции у Золотого Рога был открыт вокзал Сиркеджи, предназначенный для пассажиров Восточного экспресса (он был построен по проекту немецкого архитектора в ориенталистском стиле и обладал рядом новшеств — отоплением и газовым освещением). В 1892 году специально для пассажиров «Восточного экспресса» в Пере был построен шикарный отель «Pera Palace», в 1893 году недалеко от него — «Hotel Bristol». В декабре 1892 года между Стамбулом (вокзал Хайдарпаша) и Анкарой началось регулярное железнодорожное сообщение. В 1899 году был расширен вокзал Хайдарпаша и прилегающие к нему портовые сооружения, что позволило увеличить перевалку анатолийского зерна через Босфор.
В 1885 году в столице проживало около 850 тыс. человек. 44 % населения Стамбула составляли мусульмане (преимущественно турки), 17,5 % — православные греки, 17 % — армяне, 5 % — евреи, 1,2 % — католики, 0,5 % — болгары и 0,1 % — протестанты (14,7 % жителей столицы были иностранцами). В Пере, Галате и Топхане 47 % населения составляли иностранцы, 32 % — «неверные» подданные империи и лишь 21 % — мусульмане (они концентрировались в Топхане и Финдикли). В соседних районах Касымпаша и Сютлюдже преобладали мусульмане, в районе Хаскёй проживала большая еврейская община. В Бешикташе и деревнях вдоль Босфора до Румелихисары мусульмане составляли 43 %, а иностранцы — 10 % (также здесь находились большие общины греков, армян и евреев). В кварталах старого Стамбула мусульмане составляли 55 % от всего населения (здесь иностранцы и «неверные» сосредотачивались вдоль южного побережья Золотого Рога и в кварталах вдоль Мраморного моря). Вне этих зон мусульманское население концентрировалось в традиционных турецких районах — Эюп (у Золотого Рога), Едикуле, Бакыркёй и Ешилькёй (у Мраморного моря). В Ускюдаре и Кадикёе преобладали мусульмане, но проживали и значительные общины греков, армян и евреев. Во второй половине XIX века и первом десятилетии XX века особенно быстро росли районы Таксим (Пети-Шамп), Харбийе, Шишли, Тешвикийе, Нишанташи, Пангалти, Куртулуш (Татавла), Топхане, Долмабахче, Бешикташ и Кабаташ (вектор роста шёл на северо-восток от Галаты и Перы вдоль побережья Босфора).

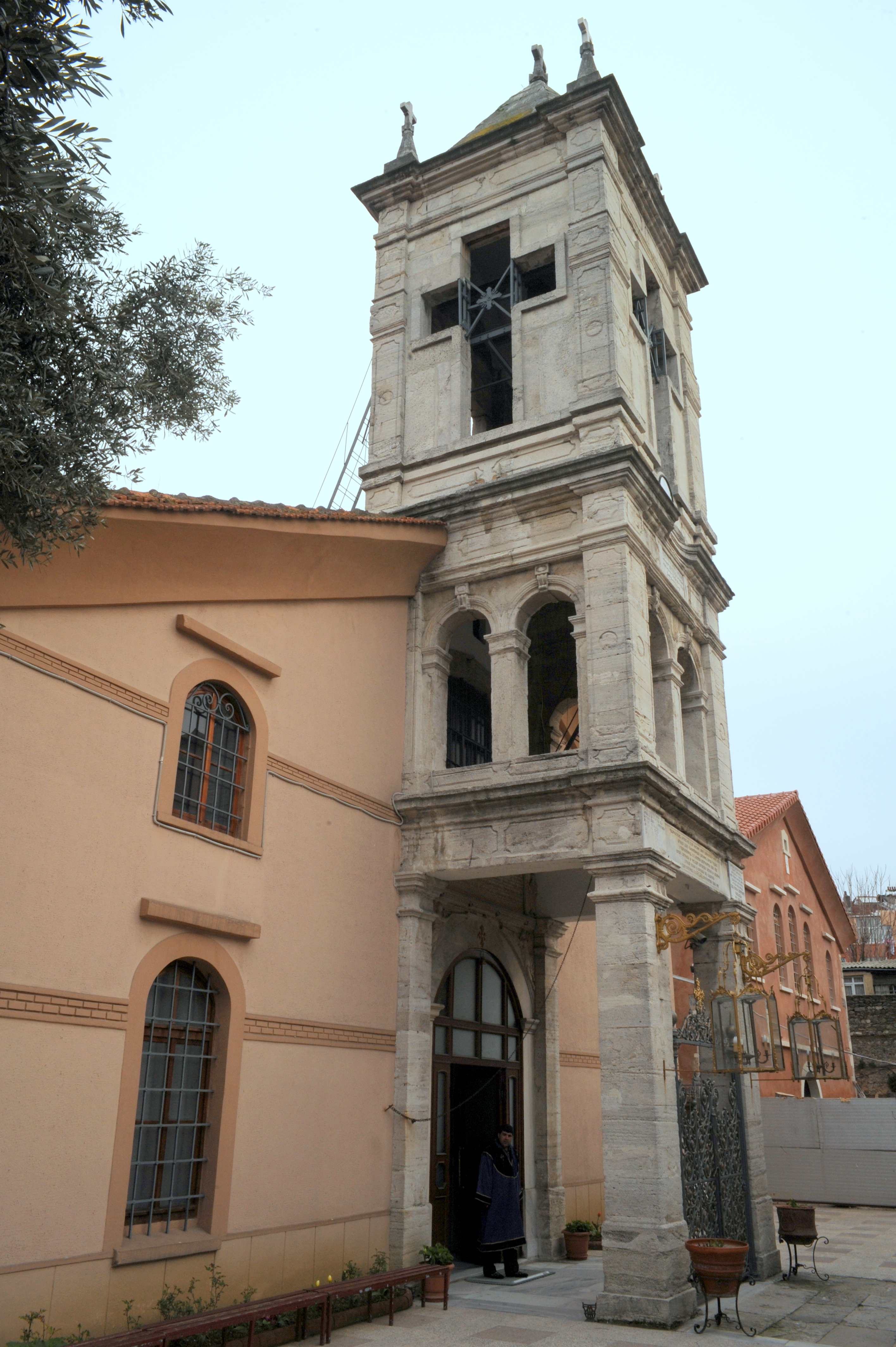
Собор Святой Богородицы

В XIX веке сложился западноармянский язык, базирующийся на идиомах армянской диаспоры Стамбула. На нём говорили многочисленные писатели, журналисты, учёные, священники и другие интеллектуалы, жившие в столице Османской империи (в том числе Мкртич I Хримян, Даниэл Варужан и Сиаманто). В Стамбуле армяне пользовались значительными привилегиями, они организовали под покровительством патриарха свои отдельные миллеты и имели некоторое коммунальное самоуправление. Большая часть чиновников госаппарата и банковских служащих происходила из греков и армян. Они имели более высокий культурный уровень, хороший достаток и образование, что вызывало зависть со стороны неповоротливых турецких крестьян, оседавших в городе, и менее удачливых торговцев.
Осенью 1895 года в Стамбуле произошли массовые убийства армян. Армянские революционеры ответили захватом Оттоманского банка в Стамбуле и обращением за помощью к европейским державам (26 августа 1896). Это стало сигналом к началу новой резни, во время которой в нескольких районах Стамбула погибло около 6 тыс. армян. Тела убитых по указанию султана свозили к баркасам и топили в море. Большинство западных стран, особенно Британия, сурово осудили это преступление, однако германский кайзер Вильгельм II нанёс визит в Стамбул и даже публично обнял султана.
В 1889 году в стенах военно-медицинского училища возникла первая ячейка тайной организации «Единение и прогресс», которая возглавила борьбу за восстановление конституции. В 90-х годах XIX века младотурецкое подполье в Стамбуле было разгромлено, но в эмиграции лидеры оппозиции продолжали издавать газеты и брошюры, тайно доставлявшиеся в столицу. В 1892 году рядом с дворцом Топкапы было построено главное здание Археологического музея, созданного по инициативе видного учёного Османа Хамди-бея (в начале XX века к главному зданию музея были пристроены два крыла и комплекс приобрёл свой нынешний вид). Подлинным украшением нового музея стал Сидонский саркофаг или саркофаг Александра Великого, найденный в 1887 году. В сентябре 1898 года возле набережной района Фанар, на месте старой деревянной церкви при активном участии экзарха Иосифа I была построена чугунная болгарская церковь Святого Стефана. В том же 1898 году в пригороде Сан-Стефано по проекту архитектора Владимира Суслова был построен большой православный храм, в крипте которого захоронили останки 20 тыс. русских солдат, погибших в ходе русско-турецкой войны 1877—1878 годов. В 1900 году в Стамбуле открылся Султанский университет с тремя факультетами — теологическим, литературным и техническим. В 1901 году на окраине бывшего ипподрома был открыт Немецкий фонтан, подаренный султану Германской империей в память о втором визите кайзера Вильгельма II, посетившего Стамбул в 1898 году. В 1904 году умерла последняя османская валиде-султан — приёмная мать Абдул-Хамида II Пиристу Кадын Эфенди (похоронена в тюрбе при комплексе Михришах Валиде Султан).
В июле 1905 года армянские заговорщики-дашнаки совершили неудачное покушение на султана Абдул-Хамида II, взорвав бомбу у дворцовой мечети Йылдыз. В июле 1908 года султан под давлением верных младотуркам воинских частей восстановил конституцию, в августе в Стамбуле были опубликованы султанские указы о проведении парламентских выборов и о неприкосновенности жилищ граждан. Почти сразу в столице забастовали грузчики, рабочие ряда заводов и фабрик, железнодорожники, работники городского транспорта, требовавшие улучшения условий труда и повышения заработной платы. После упразднения наводившей ужас тайной полиции и отмены цензуры в Стамбуле один за другим возникали новые клубы, общества, газеты, общественно-политические и научные организации. Младотурки добились значительного сокращения дворцовых расходов, лишили султана почти всех адъютантов и лошадей, резко сократили штат дворцовых служащих, упразднили придворный оркестр и дворцовую драматическую труппу, состоявшую из итальянских актёров.
15 ноября 1908 года в Стамбуле вновь собрался парламент, председателем которого был избран один из лидеров младотурок Ахмед Риза-бей, вернувшийся в столицу после двух десятилетий жизни в эмиграции. Почти сразу в парламенте началась борьба между правым крылом, отражавшим интересы феодально-клерикальных кругов, и младотурками, среди которых также активизировались шовинистические элементы. 10 апреля 1909 года более 60 тыс. человек приняли участие в похоронной процессии, следовавшей за гробом с телом известного журналиста, редактора газеты «Хюрриет» Фехми-бея. Он выступал против реакционной политики младотурок и был убит неизвестным офицером выстрелом из револьвера на Галатском мосту.
Утром 13 апреля подняли мятеж части столичного гарнизона, выступавшие против правления младотурок. 30 тыс. солдат и офицеров собрались на площади перед мечетью Айя-София. Их поддержали многие горожане и мусульманские священники, недовольные новой властью (через несколько часов число мятежников достигло 100 тыс. человек). По указке султана и его окружения верные младотуркам офицеры были арестованы или убиты, разгрому подверглись помещения организации «Единение и прогресс» и редакции газет, поддерживавших младотурок. Попутно солдаты устраивали массовые грабежи и занимались мародёрством. Руководители младотурок бежали в Салоники, часть из них на русском пароходе отплыла в Одессу. Как только мятежники вернулись в казармы, султан издал указ об амнистии всех участников антиправительственного бунта и назначил новый кабинет министров, состоявший из его сторонников.

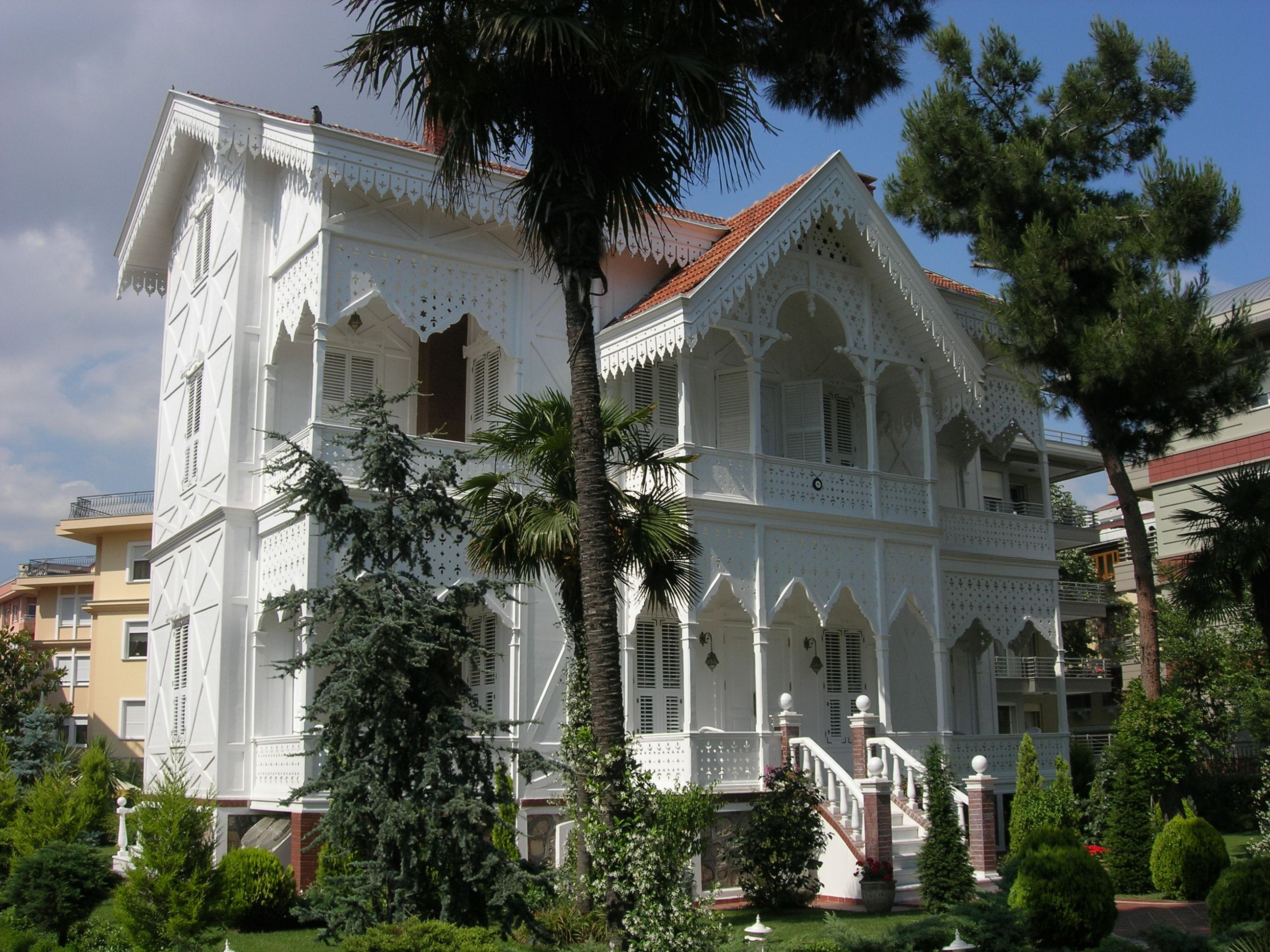
Сан-Стефано

16 апреля 1909 года сформированная в Салониках из верных младотуркам частей 3-го армейского корпуса 100-тысячная «армия действия» двинулась на Стамбул. 18 апреля передовые части младотурок заняли железнодорожные станции Кючюкчешме и Ешилькёй (Сан-Стефано), 22 апреля «армия действия» под командованием Махмуда Шевкет-паши вплотную подошла к стенам города. В Стамбуле началась паника, противники младотурок спешно бежали из города на военных кораблях. 23 апреля в столице при огромном стечении народа прошёл очередной селямлык (торжественная пятничная церемония следования султана в мечеть), а в это время «армия действия» начала штурм Стамбула. 24 апреля состоялось решительное сражение, к вечеру наступавшие овладели крупнейшими казармами города, огнём артиллерии подавили последние очаги сопротивления и окружили дворец Йылдыз, отрезав его от всех коммуникаций.
Стамбул вновь оказался во власти младотурок. 27 апреля 1909 года Абдул-Хамид II был низложен и отправлен под конвоем в Салоники. Многие участники контрреволюционного мятежа были казнены на площадях столицы. После захвата Салоник греками Абдул-Хамида вновь перевезли в Стамбул, поместив под стражу во дворец Бейлербейи. Свергнутый султан скончался в феврале 1918 года и был похоронен в тюрбе Махмуда II.

## Эпоха Мехмеда V
Младотурки возвели на престол дряхлого и безвольного Мехмеда V, оставив за ним формальное право назначать великого визиря и шейх-уль-ислама. В августе 1909 года младотурки провели через парламент антирабочий закон о забастовках. В ноябре 1909 года состоялось официальное открытие нового вокзала Хайдарпаша, построенного по проекту немецких архитекторов на отвоёванной у моря территории. В январе 1910 года сгорел дворец Чираган, в котором незадолго до этого султан разрешил проводить заседания османского парламента. В сентябре 1910 года в Стамбуле была создана Османская социалистическая партия, враждебно настроенная к младотуркам. Те в ответ закрывали клубы социалистов, в декабре 1910 года закрыли газету партии и выслали из города наиболее активных руководителей социалистов. 1 мая 1911 года рабочие Стамбула впервые отметили праздник международной солидарности трудящихся. В феврале 1912 года в Пере состоялось открытие католической церкви Святого Антония Падуанского, ставшей главным храмом для итальянской общины столицы. 27 апреля 1912 года в торжественной обстановке был открыт новый двухъярусный Галатский мост, построенный немецкой фирмой из стальных конструкций (его длина составляла 467 м, ширина — 95 м, высота от уровня воды до проезжей части — 5,5 м). Также в этом году в столице возник ряд профсоюзных организаций и был создан рабочий клуб. В том же 1912 году на площади Султанахмет случился большой пожар, уничтоживший сотни домов. При расчистке пожарища был обнаружен внутренний дворик Большого императорского дворца с великолепной мозаикой времён Юстиниана. В ноябре 1912 года болгарские войска почти вплотную подошли к Стамбулу, но были остановлены в Чаталджинском сражении.

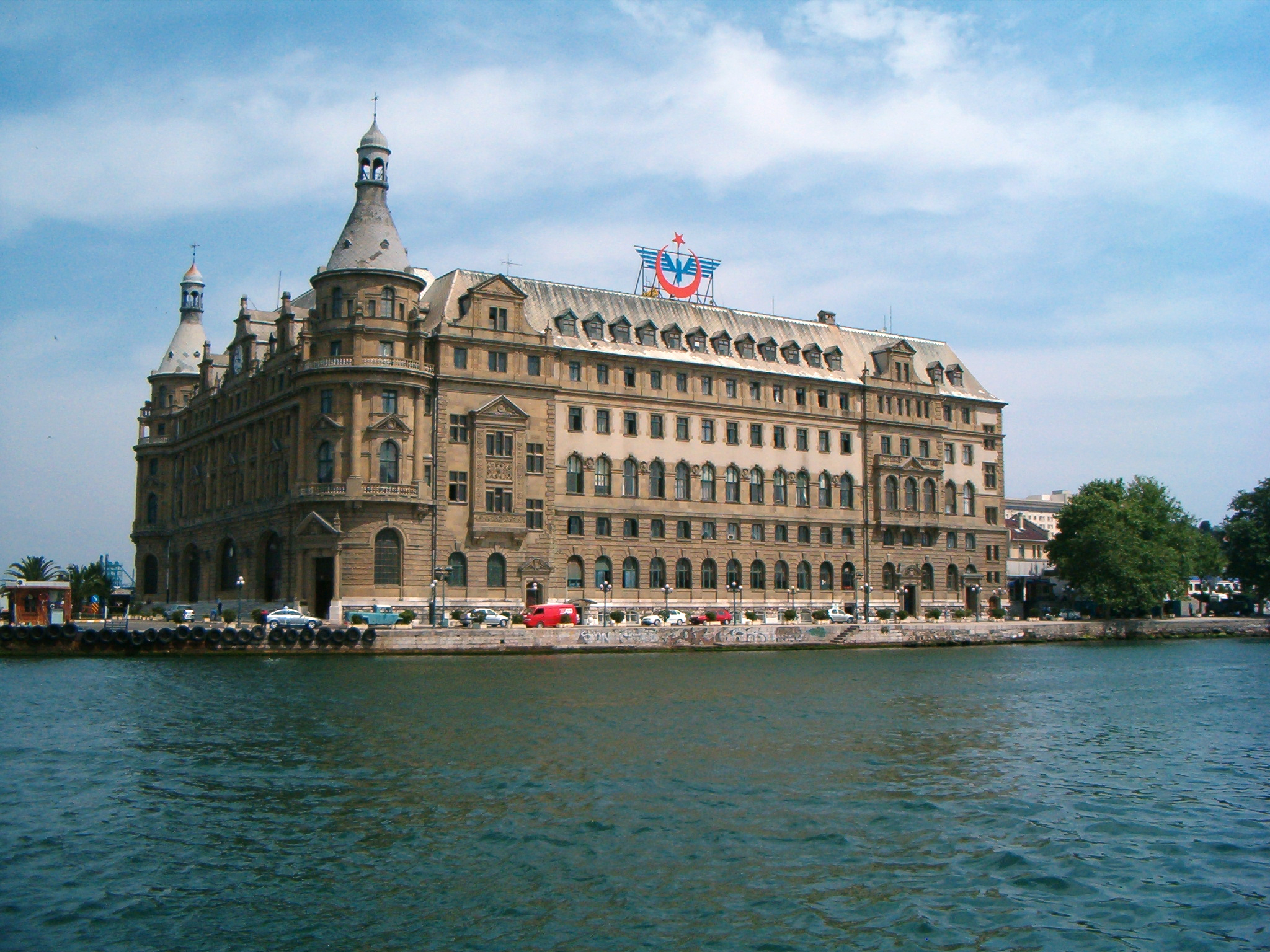
Вокзал Хайдарпаша

23 января 1913 года в Стамбуле произошёл государственный переворот, осуществлённый группой офицеров под командованием известных младотурецких деятелей Талаат-паши и Энвер-паши. Около 200 офицеров ворвались в здание правительства, где проходило очередное заседание кабинета министров, убили военного министра Назым-пашу и его адъютантов, арестовали великого визиря Камиль-пашу и нескольких министров. В ответ противники младотурок в июне убили в своём автомобиле великого визиря Шевкет-пашу, который направлялся из военного министерства в здание правительства. После этого младотурки запретили все оппозиционные партии и профсоюзы, арестовали сотни крупных политических и общественных деятелей. В конце 1913 года в стране установилась младотурецкая военная диктатура, во главе которой стоял «триумвират» — военный министр Энвер-паша, министр внутренних дел Талаат-паша и морской министр, военный губернатор Стамбула Джемаль-паша.
В империи резко усилилось влияние кайзеровской Германии. Энвер-паша окружил себя немецкими военными советниками, а прибывшая в Стамбул германская военная миссия во главе с генералом Лиманом фон Сандерсом фактически поставила под свой контроль османские вооружённые силы. В феврале 1914 года был электрифицирован стамбульский трамвай (ранее все лошади, обслуживавшие конку, были конфискованы для нужд армии). Втянув Турцию в Первую мировую войну в качестве союзника Германии, младотурки ещё более усугубили экономическое положение страны. В Стамбуле постоянно росли цены, процветала спекуляция продуктами питания, питьевой водой, одеждой, дровами и углём, значительная часть горожан голодала. В Стамбул стекались толпы беженцев из мест, разорённых войной, что вызвало резкое подорожание арендной платы за жильё. В городе свирепствовали болезни и эпидемии, ощущался дефицит медикаментов, многие больницы закрылись из-за отсутствия врачей и лекарств. Диктатура, пользуясь условиями военного времени, жестоко подавляла любые проявления оппозиционных настроений, выселяла из столицы неугодных и физически устраняла «неблагонадёжных».

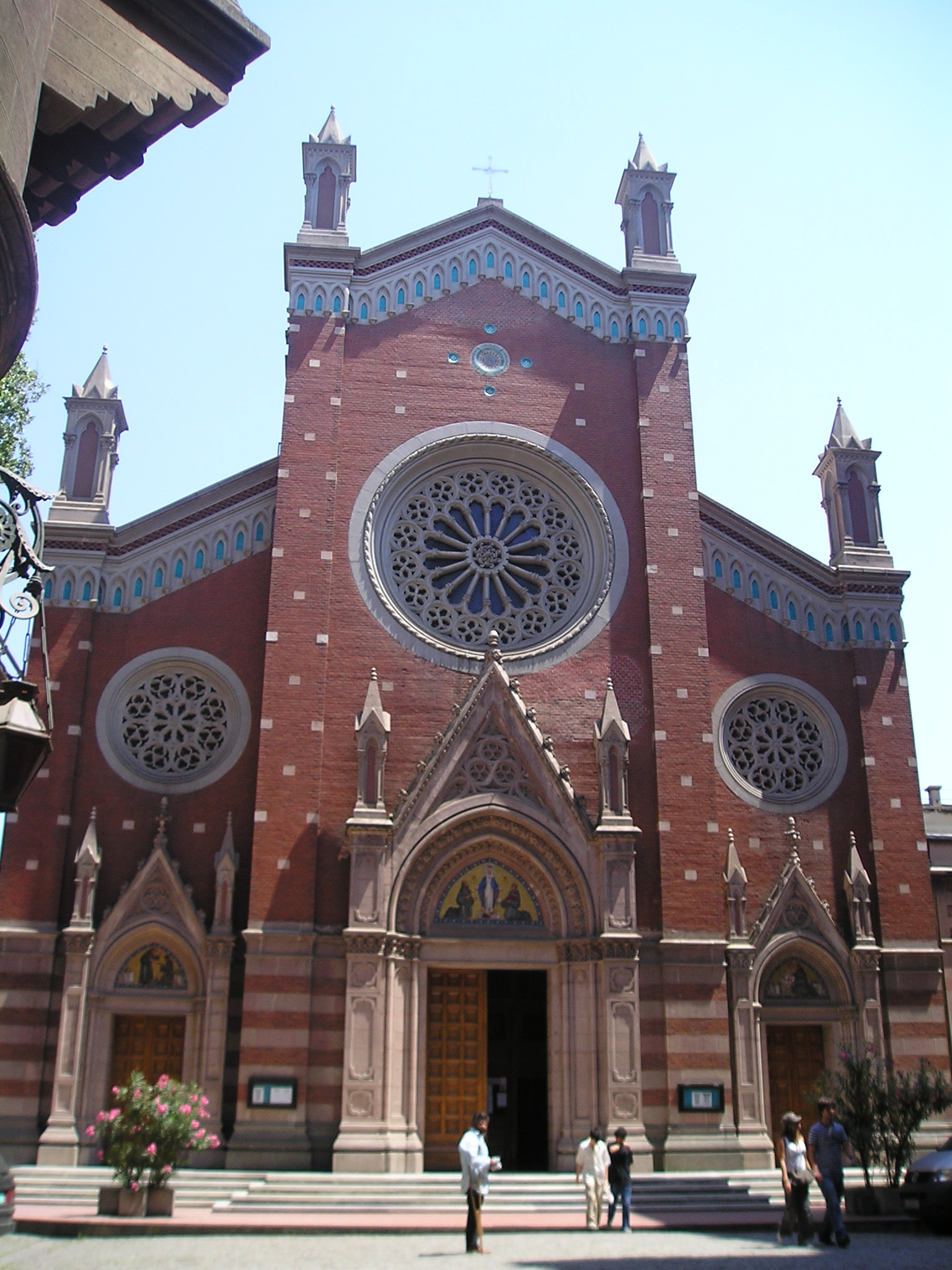
Церковь Святого Антония Падуанского

Периодически в городе вспыхивали голодные бунты, жители пытались силой захватить продовольственные склады и поезда с зерном, осаждали булочные во время подвоза хлеба, устраивая ужасные давки с трагическими последствиями. В апреле 1915 года младотурки, стремившиеся ликвидировать любую возможность протеста, арестовали в Стамбуле всех сколько-нибудь значимых общественных и политических деятелей из числа столичных армян (депутатов парламента, журналистов, священников, писателей, поэтов, врачей, юристов, музыкантов, учёных). Их вывезли на кораблях, после чего депортировали вглубь Анатолии. В 1916 году османские власти взорвали русский православный храм в Сан-Стефано, закрытый ими же в 1914 году. Также во время войны были закрыты три храма в Галате, принадлежавших учреждённому в 1896 году Братству русских обителей на Афоне (подворья Свято-Пантелеймоновского монастыря, Свято-Ильинского и Свято-Андреевского скитов были построены в 1880—1890-х годах для русских паломников). Помещения подворий были отданы под казармы турецкой армии и частично разграблены. Кроме того, в конце 1914 года был закрыт и Русский археологический институт в Константинополе, учреждённый в 1894 году по инициативе видного византиниста Фёдора Успенского. Мехмед V скончался в Стамбуле в июле 1918 года, после чего османский трон занял его младший брат Мехмед VI.

## Эпоха Мехмеда VI и Абдул-Меджида II
Война окончилась для Османской империи катастрофой, турецкая армия потерпела поражение на всех фронтах и была сильно деморализована. В октябре 1918 года правительство великого визиря Талаат-паши ушло в отставку, а между Турцией и державами Антанты было подписано перемирие, фактически означавшее капитуляцию Османской империи. В ноябре 1918 года напротив дворца Долмабахче бросили якорь британские, французские, итальянские и греческие суда союзнической эскадры. Форты в проливах были заняты британскими войсками. В Стамбуле высадились солдаты британского, французского и итальянского гарнизонов, положив начало длительной оккупации города. В столице были произведены массовые аресты оппозиционно настроенных политических, профсоюзных и солдатских лидеров. В декабре 1918 года султан распустил палату депутатов и назначил великим визирем своего шурина Ферид-пашу, затем власти закрыли политические и общественные организации, союзы и клубы, а также некоторые научно-просветительские общества, запретили любые митинги и собрания, ввели строгую цензуру в прессе. Черноморские проливы и марионеточное правительство султана оказались под полным контролем победителей. Полиция и жандармерия Стамбула перешли под начало британского генерала, который командовал союзным гарнизоном в османской столице.

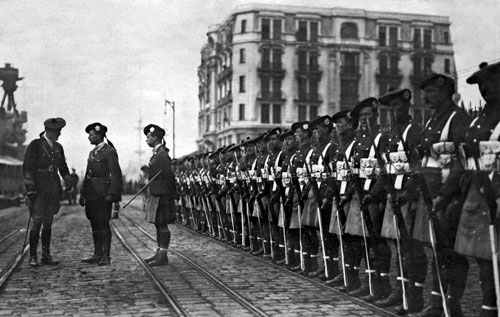
Британские оккупационные войска в Галате

В феврале 1919 года в Стамбул прибыл французский генерал Франше д’Эспере, после чего столица была разделена на три оккупационные зоны: французы отвечали за старый город, британцы — за Перу и Галату, итальянцы — за Ускюдар. Вскоре в Стамбуле были арестованы наиболее активные члены созданной в конце 1918 года среди транспортников первой коммунистической группы. 15 мая 1919 года под охраной флота Антанты греческие войска высадились в Измире, что вызвало волну народного негодования. К этому времени в Стамбуле находилось 30 тыс. британских и более 24 тыс. французских военнослужащих, а на рейде стояла эскадра союзников с отрядами морской пехоты на борту. Борьбу против интервентов и султанского правительства возглавили генерал Мустафа Кемаль и полковник Исмет-бей (встречи будущих лидеров национально-освободительного движения происходили в доме Кемаля в районе Шишли и в доме Исмет-бея в районе Сулейманийе).

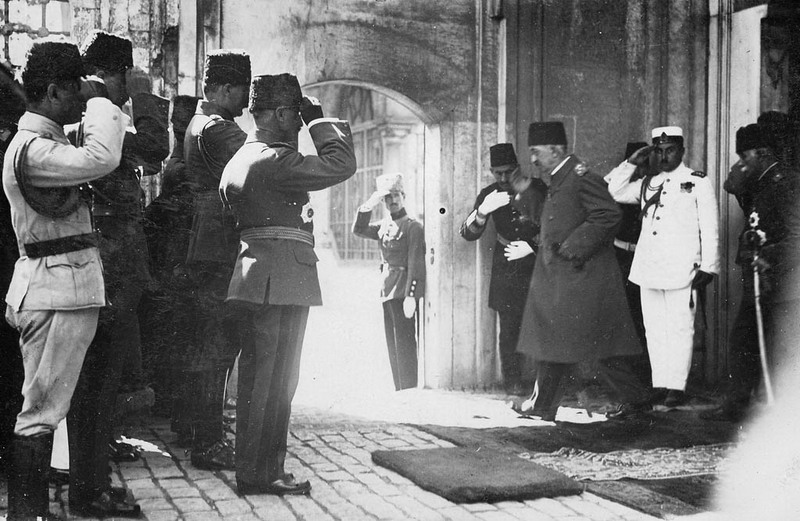
Последний султан покидает дворец Долмабахче с чёрного входа. Ноябрь 1922 года

В 1919—1921 годах в результате так называемой «белой эмиграции» в Стамбул прибыло несколько волн выходцев из России — офицеров и солдат Белой армии, предпринимателей, священников, представителей интеллигенции и членов их семей (всего в Турции оказалось до 250 тыс. человек, большинство из них — в Стамбуле). В окрестностях столицы и на Принцевых островах были созданы десятки лагерей для беженцев, которые находились под контролем английской и французской администраций. Часть эмигрантов жила в Галате, в Андреевском, Ильинском и Пантелеймоновском подворьях, которые до революции служили приютом для православных паломников, направлявшихся в Иерусалим и на Афон, а также для духовных лиц, приезжавших к константинопольскому патриарху. Русские эмигранты создавали не только детские сады, начальные школы, гимназии, больницы и храмы, но и частные музыкальные школы, балетные студии и театры, вели исследования византийского наследия Стамбула. Некоторые выходцы из России подрабатывали художниками и музыкантами, открывали игорные дома, занимались подделкой и продажей античных артефактов и византийских икон. Позже большинство русских эмигрантов выехало из Турции в страны Европы.
12 января 1920 года в Стамбуле состоялось открытие сессии новоизбранной палаты депутатов, большинство мест в которой получили сторонники Кемаля. 23 февраля на рейде столицы появилась британская эскадра, 2 марта ушло в отставку правительство великого визиря Али Рыза-паши, а 10 марта британские военные власти начали аресты среди наиболее активных депутатов-националистов. В ночь с 15 на 16 марта 1920 года отряды британской морской пехоты заняли все правительственные здания, почту и телеграф, казармы и военные склады, а также взяли под свою охрану султанский дворец. В городе было введено военное положение, разогнана палата депутатов, а многие депутаты и политические деятели сосланы на Мальту. Начались репрессии среди горожан, которых оккупационные власти и их военный трибунал заподозрили в связях с партизанами. На многих минаретах были установлены пулемёты, ставшие символом оккупационного режима. В том же 1920 году крупный пожар довершил длившееся веками разрушение здания бывшего Студийского монастыря.
В ноябре 1920 года, после разгрома и эвакуации Русской армии Врангеля, в город прибыла наиболее крупная волна беженцев из России (по разным данным от 145 тыс. до 150 тыс. человек), в том числе несколько епископов Временного высшего церковного управления Юго-Востока России во главе с митрополитом Антонием (Храповицким). Однако, уже в следующем году церковные иерархи учреждённого в Стамбуле Высшего русского церковного управления за границей (ВРЦУ) перебазировались в Сербию, где сформировали Русскую православную церковь заграницей. В дальнейшем, особенно с 1924 года, на исход русских эмигрантов и духовенства отчасти повлияло охлаждение отношений с Константинопольским патриархатом, который лояльно относился к советской власти, отчасти — прекращение французами продовольственной помощи беженцам и ультиматум турецких властей о поголовной депортации военных (если в конце 1921 года в Стамбуле оставалось 30 тыс. русских, то осенью 1922 года — 18 тыс., в начале 1924 года — 10 тыс., в 1926 году — 5 тыс.).

Карта османского Стамбула

9 сентября 1922 года турецкие войска взяли Измир, по случаю чего в Стамбуле состоялся грандиозный митинг и многочисленные торжественные богослужения. Турецкая армия двигалась к столице, и в городе начались открытые выступления против оккупационных властей, нередко перераставшие в вооружённые столкновения манифестантов с полицией. В Стамбул перебрасывались британские части из Египта, с Мальты и Кипра, усиленные танками, артиллерией и авиацией. 15 октября 1922 года вступил в силу договор о перемирии между Анкарой и Антантой, согласно которому союзнические войска оставались в Стамбуле и зоне проливов до заключения мирного договора. 1 ноября 1922 года Великое национальное собрание Турции упразднило султанат и постановило возбудить уголовное дело по обвинению в государственной измене султана Мехмеда VI. 17 ноября последний правящий монарх из династии Османов бежал из столицы на Мальту на борту британского линкора «Малайя» (он скончался в 1926 году в Италии и был похоронен в Дамаске). Титул халифа перешёл к Абдул-Меджиду II, сыну султана Абдул-Азиза (в марте 1924 года турецкие власти упразднили халифат и выслали из страны всех членов дома Османов).
В мае 1923 года по инициативе патриарха Мелетия в Стамбуле начался Всеправославный конгресс, положивший начало важным, но довольно спорным реформам (в частности, реформа церковного календаря привела к расколу среди поместных церквей). Только после подписания летом 1923 года Лозаннского мирного договора оккупационные войска союзников эвакуировались из Стамбула (6 октября 1923 года город покинул последний иностранный солдат). После депортации в 1923 году 1,5 млн православных греков влияние константинопольского патриархата в Турции фактически сократилось до масштабов Стамбула и нескольких островов в Эгейском море. 13 октября 1923 года столицей Турции была объявлена Анкара, а 29 октября Великое национальное собрание Турции приняло закон о провозглашении республики, первым президентом которой стал Мустафа Кемаль.

## Комментарии
1. ↑  По другой версии, топоним «Истанбул» фонетически происходит от греческого «эйс тин полин», что означает «в город». Якобы так отвечали туркам шедшие в Константинополь греки на вопрос о том, куда они следуют. Завоеватели-мусульмане придали новому названию и свою этимологию, осмыслив его как «Исламбол» («Изобилие ислама»).
2. ↑  Позже, при Баязиде II, был сооружён второй минарет, при Селиме II — два остальных. В интерьере появились михраб, минбар, максура (трибуна для султана) и другие атрибуты мечети. На колоннах, на высоте галереи, были закреплены большие диски, на которых каллиграфическими буквами прославлялись пророк и первые халифы.
3. ↑  Согласно легенде, когда османы ворвались в Константинополь, ангел спас последнего византийского императора, превратил его в мрамор и спрятал в пещере под Золотыми воротами, где тот дожидается своего часа чтобы вернуть город христианам.
4. ↑  Турки заново отстроили крепость, оставив только четыре башни, но название сохранилось старое — Семибашенный замок. Тут были задушены семь султанов, свергнутых с престола, казнены или замучены в ходе пыток десятки принцев, визирей и министров. Головы казнённых бросали в глубокий колодец, прозванный «Кровавым». В Едикуле содержались российские послы Пётр Толстой, Алексей Обресков и Яков Булкагов.
5. ↑  Так, одним из архитекторов мечети Фатих был грек Христодул.
6. ↑  На протяжении XVI и XVII веков около 60 принцев из Османской династии были убиты по воле султанов, некоторые даже в младенческом возрасте.
7. ↑  Позже термин стал звучать как капикуллари или капыкулу — «раб Высокой Порты».
8. ↑  Согласно другим данным — в 1498, 1501[49] или 1505 году[50].
9. ↑  По одной версии, название переводится как «Мечеть конюшего» и здание действительно было подарено конюшему султана. Согласно другой версии, церковь была обращена в мечеть воспитателем Баязида II — эмиром Ахор Ильясом[51].
10. ↑  Кроме дел гарема и придворных интриг кызлар-агасы (глава чёрных евнухов) отвечал за все благотворительные фонды и учреждения Стамбула.
11. ↑  Изначально резиденцией великого визиря служил его собственный дом, затем визири стали переселяться или в один из дворцов рядом с Топкапы, или в покои на территории Топкапы, уступленные на время одним из придворных сановников.
12. ↑  Галата насчитывала 44 нахийе, Эюп — 26, Ускюдар — 5.
13. ↑  Со временем вокруг фондов стали образовываться влиятельные группы со своими экономическими интересами, а титулы мютевелли и назир превратились в престижные и способствовали значительному обогащению.
14. ↑  Также Михримах владела дворцом, который насчитывал около 700 комнат.
15. ↑  В XVI веке плотность еврейского населения Бахчекапы так возросла, что турки стали называть этот квартал Яхудикапасы или Чифуткапасы (Еврейские ворота).
16. ↑  Имущество Рустема-паши, подсчитанное после его смерти в 1561 году, состояло из 1700 рабов, 2900 лошадей, 1100 верблюдов, 700 тыс. золотых монет, 5 тыс. кафтанов, множества драгоценных камней, золотых и серебряных изделий.
17. ↑  Арсенал, окружённый крепостной стеной, включал в свой состав большие верфи, различные вспомогательные мастерские и склады, резиденцию и канцелярию капудан-паши и его свиты (аналог военно-морского министрерства), казармы офицеров, инженеров, моряков и охраны, а также огромную каторжную тюрьму для рабов, которые трудились как в арсенале, так и гребцами на османских галерах.
18. ↑  Для сравнения — в 1680 году в Стамбуле насчитывалось 1,4 тыс. гребных лодок для перевозки людей и грузов, в 1802 году — почти 4 тыс., в 1844 году — около 19 тыс.
19. ↑  По одной версии, Мустафе сохранили жизнь, так как Ахмед к тому времени ещё не имел своих детей и существовала опасность прерывания династии; согласно другой версии, Мустафу пожалели из-за того, что он страдал психическим расстройством.
20. ↑  Другое предание гласит, что султан во всём стремился превзойти Айя-Софию и действительно заказал шесть минаретов. Однако вскоре его начали упрекать в принижении мечети в Мекке, имевшей пять минаретов. Ахмед не захотел ничего менять в своей мечети, но приказал достроить в Мекке ещё два минарета[127].
21. ↑  Самое престижное медресе, лекции в котором читал сам шейх-уль-ислам.
22. ↑  Кроме того, под протекцией Венеции находилось несколько влиятельных еврейских семейств, осевших в Стамбуле, например, Франко, Йезурум и Наон.
23. ↑  Только в 1691 году правительство Франции взяло на себя все расходы посольства, что значительно облегчило жизнь французским купцам в Стамбуле.
24. ↑  Абсолютное большинство мастерских насчитывало менее 10 рабочих, множество из них использовало труд лишь трёх человек, лишь 22 цеха объединяли более тысячи членов.
25. ↑  Из которых 230 тыс. овец шло на нужды султанского дворца, а около 100 тыс. овец — для янычарского корпуса столицы.
26. ↑  Особенно славился рыбный рынок в Галате, так как рыбу покупали преимущественно греки и «франки».
27. ↑  Особой популярностью у народа пользовались истории про Ходжу Насреддина, Огуз-хана и Сеида Баттала Гази.
28. ↑  Правление отца и сына Кёпрюлю позволило Османской империи преодолеть кризис середины XVII века, а Стамбулу ненадолго вернуться в состояние процветания и стабильности.
29. ↑  Больше всего среди французов было выходцев из Марселя — купцов, аптекарей, хирургов и ремесленников. Кроме того, под покровительством Франции находились протестанты из Женевы — часовщики и гравёры.
30. ↑  С 1632 по 1686 год янычары семь раз поднимали мятежи.
31. ↑  Церковь Святого Франциска закрылась в конце XVI века, церковь Святого Николая была преобразована в мечеть в 1627 или 1630 году, собор Константинопольской Богоматери — в 1640 году.
32. ↑  В начале XVI на месте будущей Перы располагались небольшой квартал генуэзцев, несколько мечетей, обитель дервишей и один из дворцов Ибрагим-паши (Галатасарай), в котором готовили молодых пажей для султанского дворца. В последней четверти XVII века Галатасарай был закрыт, а пажей переселили в один из дворцов в окрестностях ипподрома.
33. ↑  За садами имелась набережная, с которой султан отправлялся на морские прогулки. Возле набережной стояли артиллерийские батареи, охранявшие подступы ко дворцу со стороны моря. Ворота к батареям назывались Топкапы («Пушечные ворота»), от них и весь дворцовый комплекс стали называть Топкапы-Сарай («Дворец у Пушечных ворот»). Не следует путать этот топоним с воротами Топкапы и близлежащим одноимённым районом у городских стен.
34. ↑  Казармы делились на «старые» (Эски-Одалар) и «новые» (Ени-Одалар).
35. ↑  Здесь от ран и болезней умерло около 300 человек. Они были похоронены около православного монастыря.
36. ↑  Согласно легенде, цыганка предсказала султану, что его дочь умрёт от укуса змеи. Чтобы уберечь принцессу, султан велел поместить её в башню. Сын иранского шаха через слуг принцессы послал ей букет цветов, в котором случайно оказалась змея. Когда принцесса уже умирала, принц вплавь добрался до островка и спас возлюбленную, высосав кровь из раны. В награду за это султан выдал за принца свою дочь.
37. ↑  Фактически это второй в мире по возрасту метрополитен после Лондонского.
38. ↑  Именно тогда свой знаменитый облик приобрела Гран-рю-де-Пера (её ещё называли «Елисейские поля Востока»), нынешняя торгово-развлекательная Истикляль-авеню (улица Независимости), а также другие оживлённые бульвары.
39. ↑  В январе 1878 года русские войска заняли Эдирне, чем вызвали панику в Стамбуле. Султан был готов бежать из столицы, которую фактически было некому прикрывать.
40. ↑  51 % мусульманского населения родился в Стамбуле, 19 % — в Анатолии, 17 % — на Среднем Востоке и Кавказе, в Крыму и Центральной Азии, 12 % — в европейской части империи.

### На русском языке
- Витол А. В. Османская империя: начало XVIII в. — Москва: Наука. Главная редакция восточной литературы, 1987. — 133 с.
- Дубнов С. М. Краткая история евреев. — Ростов-на-Дону: Феникс, 2003. — 576 с. — ISBN 5-222-03451-8.
- Командорова Н. И. Русский Стамбул. — Вече, 2009. — 348 с. — ISBN 5953337477.
- Косминский Е. А. История Средних веков. — Москва: Государственное издательство политической литературы, 1952. — 748 с.
- Кроули Роджер. Константинополь: Последняя осада. 1453. — Москва: АСТ Москва, 2008. — 346 с. — ISBN 978-5-9713-9418-1.
- Лэнг Дэвид. Армяне. Народ-созидатель. — Москва: Центрполиграф, 2004. — 350 с. — ISBN 5-9524-0954-7.
- Мантран Робер[фр.]. Повседневная жизнь Стамбула в эпоху Сулеймана Великолепного. — Москва: Молодая гвардия, 2006. — 367 с. — (Живая история. Повседневная жизнь человечества). — ISBN 5-235-02803-1.
- Мейер М. С. и Орешкова С. Ф. Османская империя: система государственного управления, социальные и этнорелигиозные проблемы. — Москва: Наука, 1986. — 249 с.
- Мейер М. С. Османская империя в первой четверти XVII века: сборник документов и материалов. — Москва: Наука. Главная редакция восточной литературы, 1984. — 211 с.
- Петросян Ю. А. и Юсупов А. Р. Город на двух континентах. — Москва: Наука. Главная редакция восточной литературы, 1977. — 288 с.
- Рахманалиев Р. Империя тюрков. Великая цивилизация. — Москва: Рипол-классик, 2009. — 703 с. — ISBN 978-5-386-00847-5.

### На английском языке
- Ottaviano Bon, Robert Withers. The Sultan's Seraglio: An Intimate Portrait of Life at the Ottoman Court. — London: Saqi Books, 1996. — 165 с.
- Ebru Boyar, Kate Fleet. A Social History of Ottoman Istanbul. — Cambridge: Cambridge University Press, 2010. — 354 с. — ISBN 978-0-521-13623-5.
- Peter Clark. Istanbul: a cultural and literary history. — Oxford: Signal Books, 2010. — 264 с. — ISBN 1904955762.
- Zeynep Çelik. The Remaking of Istanbul: Portrait of an Ottoman City in the Nineteenth Century. — Berkley: University of California Press, 1986. — 183 с. — ISBN 9780520082397.
- Alan Duben, Cem Behar. Istanbul Households: Marriage, Family and Fertility, 1880-1940. — Cambridge: Cambridge University Press, 2002. — 268 с. — ISBN 0-521-52303-6.
- Suraiya Faroqhi[англ.]. Subjects of the Sultan: Culture and Daily Life in the Ottoman Empire. — London: I.B. Tauris, 2005. — 358 с. — ISBN 1850437602.
- Suraiya Faroqhi[англ.]. The Cambridge History of Turkey: The Later Ottoman Empire, 1603—1839. — Cambridge: Cambridge University Press, 2006. — 625 с. — ISBN 0-521-62-095-3.
- John Freely[англ.]. A History of Ottoman Architecture. — Ashurst Lodge: WIT Press, 2011. — 449 с. — ISBN 978-1-84-564-506-9.
- John Freely[англ.]. Inside the Seraglio: private lives of the Sultans in Istanbul. — New York: Viking, 1999. — 360 с. — ISBN 0670878391.
- Edhem Eldem. French Trade in Istanbul in the Eighteenth Century. — Leiden: BRILL, 1999. — 322 с. — ISBN 90-04-11353-3.
- Elli Kohen. History of the Turkish Jews and Sephardim: Memories of a Past Golden Age. — Lanham: University Press of America, 2007. — 263 с. — ISBN 0-7618-3601-2.
- Bernard Lewis. Istanbul and the Civilization of the Ottoman Empire. — Norman: University of Oklahoma Press, 1963. — 189 с. — ISBN 0806110600.
- Robert G. Ousterhout. Studies on Istanbul and Beyond. — Philadelphia: Univ. of Pennsylvania Museum of Archaeology, American Research Institute in Turkey, 2007. — 91 с. — ISBN 978-1-934536-01-8.
- Minna Rozen. A History of the Jewish Community in Istanbul. — Leiden: BRILL, 2010. — 419 с. — ISBN 978-90-04-18-589-0.
- Jane Taylor. Imperial Istanbul: A Traveller's Guide. — London: I.B. Tauris, 2007. — 343 с. — ISBN 1845113349.
- Fariba Zarinebaf. Crime and Punishment in Istanbul: 1700-1800. — Berkeley: University of California Press, 2010. — 271 с. — ISBN 978-0-520-26221-8.
- Alfred Wood[англ.]. A History of the Levant Company. — London: Oxford University Press, 2006. — 264 с. — ISBN 0-7146-1384-3.

## Документальные фильмы
- «Византия после Византии» (Byzantium after Byzantium, Βυζάντιο μετά το Βυζάντιο), 2010 год, режиссёр — Эрато Парис, совместное производство Греции и Франции.
- «Византия. Утраченная империя» (Byzantium. The Lost Empire), 1997 год, режиссёр — Рон Джонсон, производство — США.
- «Гибель империи. Византийский урок», 2008 год, режиссёр — Ольга Савостьянова, производство — Россия.
- «Города мира: Стамбул», 2010 год, режиссёр — Юджин Шеферд, производство — США.
- «Золотой Глобус № 105. Стамбул: Город императоров и султанов», 2012 год, совместное производство Германии и России.
- «Константинополь. Исчезающий Царьград», 2008 год, производство — Россия.
- «Метрополии» (Metropolis), 5-я серия — «Миссия в Константинополь», 2003—2004 год, режиссёры — Ханнес Шульдер и Манфред Баур, производство — Германия.
- «Музеи мира», 8-я серия — «Дворец Топкапы в Стамбуле», 2007—2008 год, производство — Россия.
- «Музейные тайны» (Museum secrets), 10-я серия — «Дворец Топкапы в Стамбуле», 2012 год, режиссёр — Дэвид Лангер, совместное производство США и Великобритании.
- «Музей Святой Софии» (Hagia Sophia Museum), 2009 год, производство — Турция.
- «Подземный мир городов» (Cities of the Underworld), 1-я серия — «Стамбул», 2006 год, производство — США.
- «Путешествие по Европе № 19. Стамбул — город императоров и султанов», 2006 год, производство — Германия.
- «Сокровища Стамбула» (Istanbul treasures), 2009 год, производство — Турция.